# Ростовцев, Михаил Иванович (историк)
Михаи́л Ива́нович Росто́вцев (англ. Michael Rostovtzeff; 29 октября [10 ноября] 1870 года, Житомир — 20 октября 1952 года, Нью-Хейвен, Коннектикут) — русский и американский (в эмиграции) историк-антиковед, археолог, публицист. Специалист по социально-экономической истории эллинизма и Древнего Рима, а также по античному Причерноморью.
Дед и отец М. И. Ростовцева занимали высокие посты в структуре Министерства народного просвещения. После обучения в Киевском и Санкт-Петербургском университетах Михаил Ростовцев в 1892 году совершил поездку в Италию. В 1895—1898 годах на стажировке с посещением Стамбула, Афин и Вены, побывал также в Италии и Испании. В Париже занимался каталогизацией свинцовых тессер Кабинета медалей. После возвращения занял должность приват-доцента Петербургского университета и профессора Высших женских курсов. В 1899 году защитил магистерскую диссертацию, в 1903 году докторскую диссертацию, стал профессором кафедры классической филологии. Член Русского археологического общества. После революции 1905 года занимался общественной деятельностью, печатался в журналах «Мир Божий», «Вестник Европы» и «Русская мысль», состоял в партии кадетов. Избран почётным профессором Лейпцигского университета (1910) и членом-корреспондентом Берлинской академии наук (1914), ряд своих трудов выпустил в немецком и французском переводе.
Избранный в мае 1917 года академиком Российской академии наук, Ростовцев категорически не принял советскую власть, и в 1918 году был с женой командирован в Европу, что фактически явилось бегством. В Лондоне вместе с П. Милюковым основал «Русский освободительный комитет», активно поддерживал Белое движение. Колледж Корпус-Кристи (Оксфордский университет) в 1918 году присудил ему почётную докторскую степень, но отказал в профессорской вакансии. В 1919—1920 годах Ростовцев жил во Франции, участвовал в создании Русской академической группы в Париже и Русской гимназии. Избран в 1920 году членом-корреспондентом Академии надписей и изящной словесности. В 1920 году приглашён профессором Висконсинского университета, в котором работал до 1925 года. С 1925 по 1944 год — профессор Йельского университета. В 1928—1937 годах работал в американо-французской археологической экспедиции в Дура-Эвропос. В 1935 году избирался президентом Американской исторической ассоциации (высшая позиция в сообществе историков США), с 1939 года переведён на ставку эмерита в должности начальника археологического центра. Почётный доктор ряда американских университетов. В эмиграции принимал участие в организации нескольких периодических изданий: «The New Russia», «Struggling Russia», «The New Europe», «Новый журнал»; печатался в «Современных записках». После 1944 года из-за тяжёлого заболевания отошёл от научной и общественной деятельности. В 1947 году избран членом Академии деи Линчеи (Рим). Скончался и похоронен в США.
По мнению В. И. Кузищина, Ростовцев продолжил лучшие традиции русской исторической науки конца XIX века. До своей эмиграции занимался по преимуществу проблемами римского колоната, хлебного снабжения в Римской империи (докторская диссертация посвящена тессерам), а также археологическим исследованием Юга России, источниковедением истории скифов и Боспорского царства. Обосновал сложное переплетение древнегреческой, иранской и местных культур в древнем Причерноморье, разных форм эллинистического культурного и социального синтеза. Общую концепцию греко-римского мира разрабатывал в США, что вылилось в три фундаментальные монографии, вышедших в свет в 1926—1941 годах. Теории Ростовцева и его работы остаются актуальными в историографии и используются антиковедами Европы и Северной Америки, он стал прижизненным классиком антиковедения.

## Россия и Европа — первая половина жизни (1870—1918)
Российская часть жизни Михаила Ивановича Ростовцева составила 47 лет из почти что 82-х. В. Ю. Зуев в ранней биографии учёного выделял пять периодов: киевские детство и юность (1870—1890); университетские годы, включающие гран-тур и завершающиеся магистерской защитой (1890—1898); первый петербургский период (1899—1908) — обретение научной известности; второй петербургский период (1908—1914) — начала больших научных проектов и общественной активности; петроградский период (1914—1918) — время военных и революционных испытаний, завершающееся отъездом из России.

### Генеалогия. Киевские годы (1870—1890)

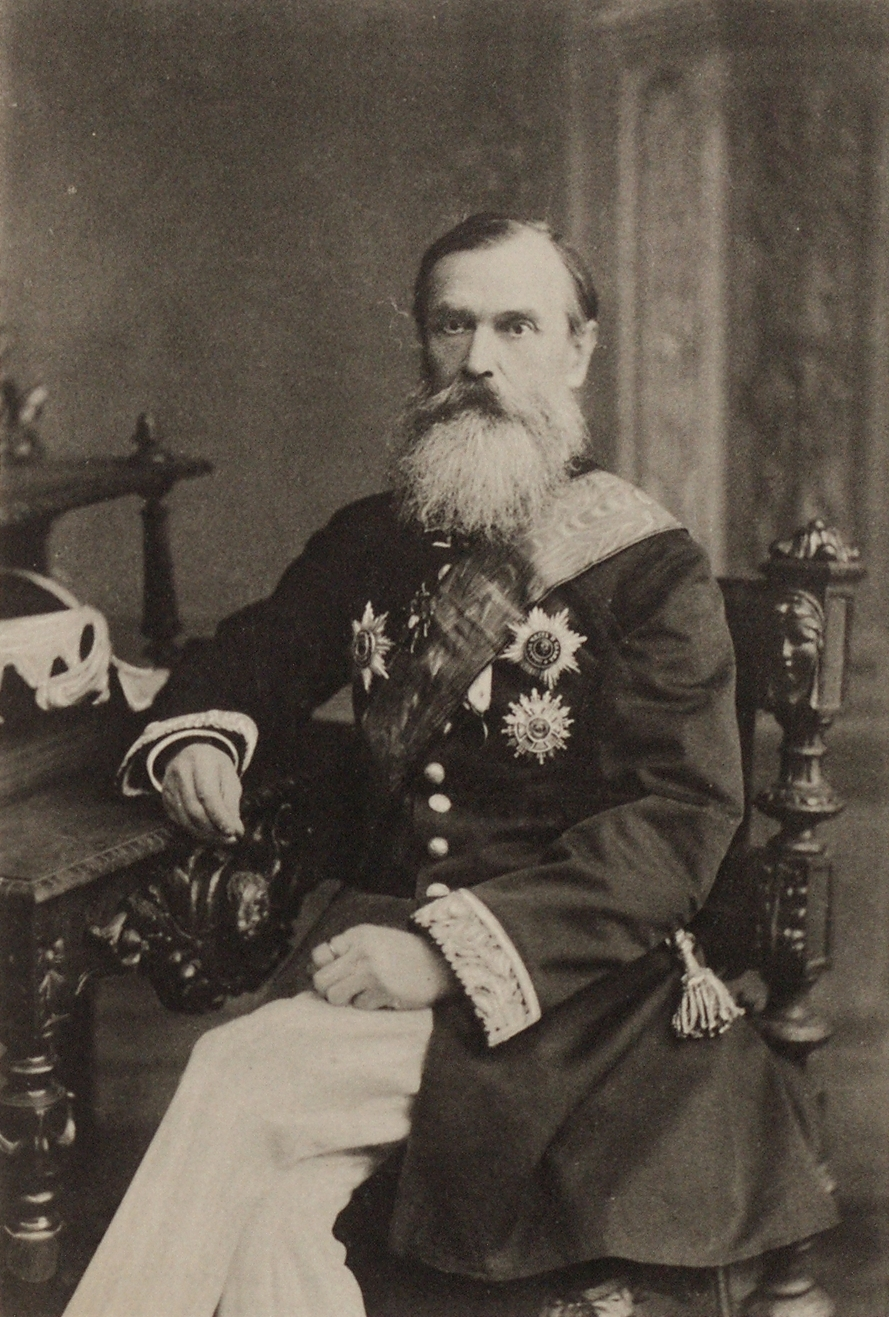
Отец — Иван Яковлевич Ростовцев в регалиях попечителя Оренбургского учебного округа. Портрет из книги «Столетие Киевской Первой гимназии» (1911)

Согласно генеалогическим изысканиям нидерландского исследователя Маринуса Веса, основателем рода будущего археолога был ростовский мещанин Павел, получивший фамилию Ростовцев по родному городу. Во времена Екатерины Великой он переехал в Воронеж, вероятно, перейдя в купеческое сословие. Его сын Яков Павлович (1791—1871) был первым в семье интеллектуалом, который получил юридическое и естественнонаучное образование в Харьковском университете (пятом его наборе), прослыв знатоком латыни. Начав работу в Полтавской гимназии, он дослужился до директора Черниговской гимназии и инспектора народных училищ Черниговского уезда (личное дворянство получил в 1833 году). В 1844 году Я. П. Ростовцев удостоился чина статского советника, дававшего потомственное дворянство, и в 1846 году вышел в отставку. Иван Яковлевич Ростовцев (1831—1917) — изучал классические языки во Свято-Владимирском университете в Киеве, и в этом городе начал карьеру гимназического учителя. В Житомире, где он стал директором гимназии, 29 октября 1870 года родился шестой ребёнок — сын Михаил. Его двоюродным братом являлся А. В. Луначарский (сын Александры Яковлевны), который несколько лет воспитывался в доме Ростовцевых. Всего в браке Ивана Яковлевича Ростовцева и Марии Ивановны Монаховой родилось шестеро сыновей и две дочери. Михаил поддерживал отношения с братом Дмитрием (тремя годами его старше) ещё в 1920-е годы. Самые близкие эмоциональные узы связывали Михаила с самым младшим братом Фёдором (1878—1933), который, отличаясь музыкальными способностями, стал военачальником, участвовал в Белом движении, в эмиграции во Франции сделал карьеру преподавателя.
Михаил Ростовцев писал в автобиографии, что интерес к античному миру унаследовал от отца, а общекультурными интересами всецело обязан матери; образование он начал дома. В 1881 году Михаила отдали в «семейную» (ею в своё время руководили его дед и отец) Киевскую Первую гимназию, которую окончил через восемь лет с серебряной медалью и Пироговской премией за сочинение «Об управлении римскими провинциями в последний век республики». Два следующих года Ростовцев провёл на историко-филологическом факультете Киевского университета, где стал специализироваться по классической древности. Уже в США он вспоминал, что на первых курсах всерьёз выбирал между антиковедением и русской историей, которую преподавал В. Б. Антонович, приобщивший Михаила к пониманию органической связи древности и современности и универсальному применению источников всех типов. Античными штудиями руководил профессор Ю. Кулаковский, также занимавшийся археологическими исследованиями Юга России. Их отношения не были лёгкими ввиду резкости характера и болезненного самолюбия обоих. Тем не менее, именно Кулаковский, известный изучением памятников античной живописи на Юге России, натолкнул Ростовцева на одну из генеральных научных тем. Дальнейшую судьбу Ростовцева, по мнению его биографа М. Веса, определила административная судьба его отца. В 1888 году должность попечителя Киевского учебного округа сделалась вакантной, но Иван Яковлевич был обойдён повышением, и лишь в 1890 году был назначен главой Оренбургского учебного округа. М. Вес рассматривал это как завуалированную ссылку чрезмерно либерального чиновника: в 1890 году одновременно освободились должности попечителей в Казани и Дерпте.

### От студента к приват-доценту (1890—1899)

#### Петербург
После назначения в Оренбург И. Я. Ростовцев, понимая, что не сможет контролировать жизнь 19-летнего сына, обратился к давнему другу — декану историко-филологического факультета Петербургского университета И. В. Помяловскому. 1 сентября Михаил официально стал студентом третьего курса. Учителями молодого учёного сделались всемирно известные специалисты Ф. Ф. Зелинский (общие вопросы древнегреческой и эллинистической культуры), В. К. Ернштедт (эпиграфика), П. В. Никитин (классическая филология) и особенно Н. П. Кондаков (история и теория классического искусства). Впоследствии все они стали членами Академии наук. Занятия у Кондакова чаще всего проходили на квартире на Литейной улице; личных учеников Кондакова полуиронически величали «фактопоклонниками». Кроме Ростовцева, в этот круг входили С. А. Жебелёв, Б. А. Тураев, Г. Ф. Церетели, и некоторые другие. На старших курсах М. Ростовцев активнее всего занимался вопросами античного искусства, когда он стал рассматривать помпейскую живопись с источниковедческой точки зрения. Сочинение на эту тему было отмечено золотой медалью Совета университета; выпускник Ростовцев удостоился диплома первой степени. Отец вновь обратился к декану Помяловскому с просьбой принять сына на кафедру для приготовления к профессорскому званию и назначить ему стипендию. Кроме того, М. И. Ростовцев подал прошение о зачислении учителем Царскосельской Николаевской гимназии, директором которой являлся И. Ф. Анненский. В декабре того же года Михаил Иванович был оставлен при факультете, но без стипендии, зарабатывая преподаванием в гимназии, попутно готовя учебное издание «Записок о Галльской войне». В мае 1893 года, соединив накопленные сбережения с суммой, присланной родителем, Ростовцев взял отпуск и отправился в свою первую заграничную поездку.
Ростовцев располагал рекомендациями Ф. Ф. Зелинского и сразу отправился в Рим, где познакомился с сотрудниками Германского археологического института, прежде всего Христианом Хюльзеном. В Помпеях 22-летний учёный познакомился с Августом Мау — библиотекарем Германского института, который каждый июль проводил на руинах города 10-дневный семинар-экскурсию для учёных и педагогов (Ростовцев участвовал в них дважды). Мау разработал и доказал концепцию эволюции четырёх стилей живописи в Помпеях. В Россию Ростовцев вернулся с двухмесячным опозданием только после того, как иссякли все средства. Директор Анненский оставил Ростовцева в штате, а с 1894 года началась выплата стипендии — 600 рублей в год. В течение года он сдал все магистерские экзамены и опубликовал свою первую статью, обобщавшую опыт помпейских раскопок лета и осени прошлого года. Он также подал прошение о предоставлении годичной зарубежной командировки для завершения магистерской диссертации. Ф. Ф. Зелинский разработал программу работы и стал официальным куратором.

#### Научный гран-тур

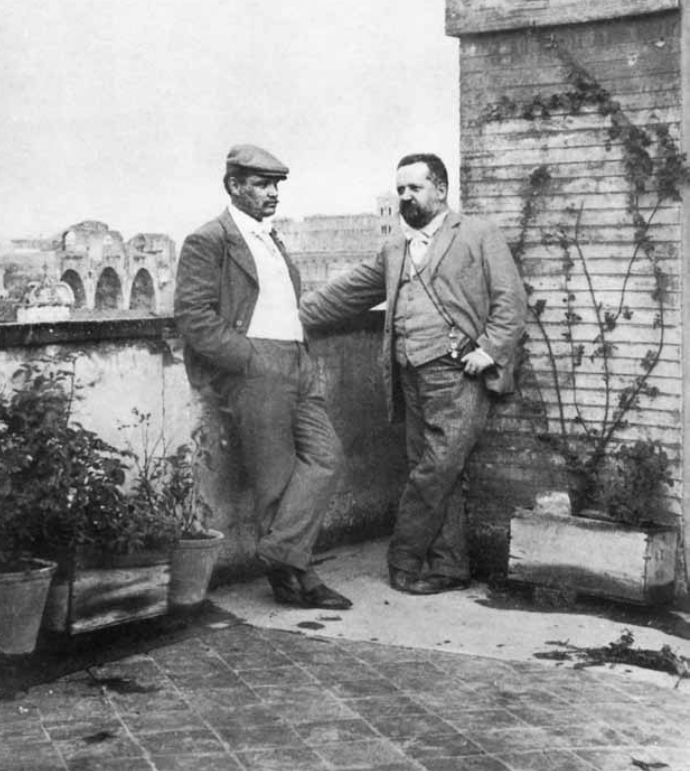
М. И. Ростовцев (в кепке) и В. К. Мальмберг на крыше Германского археологического института. Рим, 1895 год

15 марта 1895 года М. И. Ростовцев выехал в длительное путешествие, благодаря финансовой помощи и доброй воле И. В. Помяловского и отца продлившееся более трёх лет. Первая остановка произошла в Стамбуле в Русском археологическом институте, откуда Михаил Иванович поехал в Афины, где познакомился с магистрантом Новороссийского университета Б. В. Фармаковским. В мае — июне 1895 года он принял участие в экспедиции по островам Эгейского моря, устроенной Вильгельмом Дёрпфельдом. На Делосе Ростовцев впервые в полевых условиях изучал конструкцию частных домов, придя к выводу об их сходстве с помпейскими. Обратный путь проходил по побережью Малой Азии с посещением Трои. В Афинах учёный слушал лекции Пауля Вольтерса о скульптуре и вазописи. В июле вместе с учениками Н. П. Кондакова Ростовцев совершил 15-дневную поездку на Пелопоннес для ознакомления с раскопками. В августе он поехал в Италию, где до октября работал на римских и помпейских раскопках Германского института, особенно в Доме Веттиев. С П. Вольтерсом Ростовцев работал в Корнето над изучением росписей древних гробниц. С ноября 1895 года Ростовцев неполный семестр занимался в Венском университете у немецкого антиковеда Отто Бенндорфа (археология) и эпиграфиста Ойгена Бормана, ученика Моммзена. В австрийской столице учёный сильно бедствовал, так как все средства истратил на поездки по античным раскопкам Австро-Венгрии. В мае 1896 года в Вену приехал Н. П. Кондаков, который забрал Ростовцева с собой в Италию и Испанию. В июле 1896 года молодой учёный надолго обосновался в Париже, работая в Кабинете медалей над разбором коллекции свинцовых тессер вместе с нумизматом Морисом Пру.
Весной 1897 года Ростовцев отправился через Сицилию в Тунис и Алжир. Путешествие продлилось два месяца, к июню учёный вернулся в Париж, а оттуда совершил недельную поездку в Лондон. Это путешествие планировалось после прочтения исследования Г. Буасье. Декану Помяловскому Михаил отчитывался, что стремился исследовать руины римских вилл для изучения античного землевладения и аграрного строя. Руководство университета продлило Ростовцеву командировку ещё на один год, что позволило совершить 1000-километровую экспедицию и посетить два десятка археологических объектов, включая Карфаген, Ламбезис и Тимгаду. Путь изобиловал открытиями: в дневнике фиксируются памятники, ещё не представленные Академии надписей и изящной словесности. Ростовцев описал и зарисовал мозаику «Табун лошадей» из Суса, впоследствии сильно пострадавшую от бомбардировок Второй мировой войны. Ростовцев продолжал изучение тессер, сравнивал устройство арабских домов и городской планировки с римскими (и нашёл черты преемственности). Обработка африканских материалов так никогда и не состоялась, однако они впоследствии были использованы в его исследовании социально-политического устройства провинций Римской Африки. Оставшуюся часть своей командировки — осень и зиму 1897—1898 годов — Ростовцев провёл в Риме, работая сразу над магистерской и докторской диссертациями. Он опубликовал более двадцати статей в европейских энциклопедиях и научных изданиях, включая «Нумизматическое обозрение» и словарь Паули-Виссова, был избран членом-корреспондентом Германского археологического института (1898).
Вернувшись в Россию, Ростовцев оказался в трудной ситуации: оставшись без средств к существованию, он не был ни допущен к защите магистерской диссертации, ни принят в штат университета. Встревоженный И. Я. Ростовцев требовал, чтобы сын вернулся в Оренбург, и в октябре 1898 года властью попечителя учебного округа зачислил его в штат местной гимназии учителем древних языков. В это же время Ф. Ф. Зелинский добился назначения Михаила Ивановича на кафедру римской истории Высших женских курсов. 20 января 1899 года в университетской типографии была отпечатана магистерская диссертация и успешно пройден конкурс на должность приват-доцента с чтением пробной лекции. Публичная защита диссертации на соискание звания магистра римской словесности «История государственного откупа в Империи (от Августа до Диоклетиана)» прошла 21 апреля 1899 года, официальными оппонентами выступили Ф. Ф. Зелинский и Ф. Ф. Соколов.

### Петербургский учёный (1899—1918)

#### Научная активность

Молодожёны Михаил Иванович и Софья Михайловна Ростовцевы. Фото 1901 года

Зачисленный с 1899 года в штат Петербургского университета, М. И. Ростовцев позиционировал себя в первую очередь как учёного, преподавание он считал нелёгким трудом, привыкнув в предшествующие годы к полной свободе. В первый же учебный год (1899), с мая по октябрь, Ростовцев работал в Стамбуле и ездил по археологическим памятникам Малой Азии, далее работал в Италии, а перед возвращением в Россию ещё раз посетил Париж. Он никогда не стремился быть кабинетным учёным, и в среднем по три-четыре месяца каждого года проводил на интересующих его объектах в странах Средиземноморья, особенно Италии. В 1900 году для подготовки докторской диссертации, посвящённой свинцовым тессерам, Ростовцев вновь ездил во Францию и Великобританию. В сезон 1901 года европейская командировка оказалась совмещена со свадебным путешествиям по Германии и Италии после женитьбы на Софье Михайловне Кульчицкой (1878—1963). С тех пор заграничные поездки им осуществлялись исключительно с женой. Летние месяцы 1902 и 1903 года Ростовцевы провели в Крыму, однако Михаил Иванович работал в Ай-Тодоре, Херсонесе и Пантикапее, а также Ольвии, на раскопках которой месяц работал по приглашению Б. В. Фармаковского. В 1904 году Ростовцев работал в разных музеях Германии, сотрудничая с О. Гиршфельдом. Весной 1905 года чета Ростовцевых вошла в состав российской делегации на I Международном археологическом конгрессе в Афинах, после которого отправилась на остров Эгейского моря. В сезон 1906 года Ростовцев вновь копал руины Пантикапея вместе с Фармаковским, а лето 1907 года было проведено в Италии, где Ростовцев во второй и последний раз участвовал в полевом помпейском семинаре А. Мау. В зимний сезон 1907—1908 года археолог исследовал Пантикапейский некрополь и ездил на Тамань вместе с В. В. Шкорпилом. После раскопок Михаил Иванович и Софья Михайловна поехали в Берлин на Международный съезд историков (с докладом о генезисе колоната), а оттуда — в Египет и Палестину.
В Египте М. И. Ростовцев побывал дважды в жизни (во второй раз зимой 1928 года, уже будучи американским профессором). Хотя Ростовцев являлся глубоким знатоком папирологии и преподавал этот предмет в университете, его главной целью в сезон 1908 года оказалась история искусства («эволюция всего наименее индивидуального»), в особенности декоративное искусство и так называемый архитектурный пейзаж. Маршрут выглядел вполне традиционно: Александрия — Каир — пирамиды — Луксор — Асуан — Абу-Симбел. Судя по дневникам, наибольший интерес вызвали коллекции Каирского музея (не удалось встретиться с директором Г. Масперо) и росписи Долины царей. По результатам в 1908 году была выпущена монография «Эллинистическо-римский архитектурный пейзаж», где египетским памятникам и мотивам уделено едва ли не центральное место. Данные папирусов тоже использовались для реконструкции жилой застройки египетских городов. После этой поездки Ростовцев деятельно взялся за развитие российской школы папирологии, вместе с Б. А. Тураевым в мае 1914 года даже представил в Академию наук и Министерство народного просвещения «Записку о снаряжении экспедиции в Египет для покупки папирусов и об ассигновании средств на неё» на февраль — апрель 1915 года. Из-за начавшейся войны экспедиция так и не состоялась.
В 1899—1908 годах М. И. Ростовцев выпустил более ста публикаций, отмеченных дипломом французской Академии надписей (1900) и золотой медали Русского археологического общества (1907). В 1901 году Ростовцев избран профессором Петербургского университета, в 1903 году опубликовал латинский текст своей докторской диссертации с двумя атласами свинцовых тессер — важнейшего источника, впервые введённого им в научный оборот.
Ростовцевские поездки 1909—1910 годов включали Италию и балканские страны (Румыния, Болгария, Сербия). На обратном пути в Россию, в 1910 году, Ростовцев остановился в Лейпциге, где был избран почётным профессором местного университета, вернувшись в Петербург в компании Ф. Ф. Зелинского и М. В. Добужинского. В том же году он был избран действительным членом Императорской археологической комиссии. В 1911 году Михаил Иванович координировал раскопки в Херсонесе и Пантикапее. Раскопки в Крыму шли и в 1912 году, после которых Ростовцевы проехали в Афины на Всемирный конгресс ориенталистов и оттуда в Рим на III Международный конгресс историков. Насыщенный летний сезон завершился очередным путешествием в Палестину. В марте 1913 года Ростовцев работал в составе русской делегации на международном историческом конгрессе в Лондоне. Во время летних раскопок в Херсонесе 16 августа 1913 года состоялся визит государя императора, которому Ростовцев был представлен лично (по инициативе главы Археологической комиссии А. А. Бобринского). Бобринский в частном письме называл это посещение «местью Феба свитским генералам за равнодушие к археологии» (жара на солнце достигала 45° Реомюра). Ростовцев приехал на авто из Кореиза за 80 вёрст. Император остался доволен, хотя Ростовцев принципиально явился в пиджаке и соломенной шляпе вместо мундира. Из личных средств государя были выделены суммы на печатание монографии «Античная декоративная живопись на юге России».
Монография об античной живописи получила большой международный резонанс. Ещё с 1903 года Ростовцев был лично знаком с видным немецким филологом-классиком Ульрихом фон Виламовиц-Мёллендорфом, который выступил с инициативой избрать русского учёного в Берлинскую академию наук; формальную записку о его достижениях составил Эдуард Мейер. 8 июня 1914 года Ростовцева торжественно чествовали в Берлине. Главным достижением, по оценке самого Ростовцева, стало даже не признание на уровне главного центра мирового востоковедения и антиковедения, а предварительная договорённость о создании глобального научного проекта многотомной социально-экономической истории. В подписанном договоре, однако, содержался пункт о приостановке на всё время военных действий: именно в этот день Австро-Венгрия выдвинула ультиматум Сербии.

#### Повседневность петербургского профессора

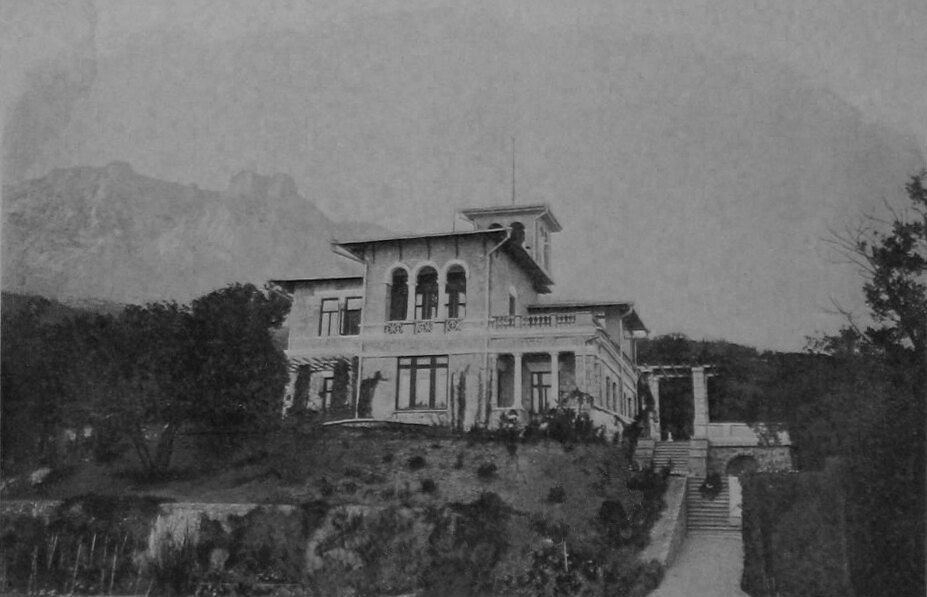
Дача Кульчицкого в 1907 году

В. Ю. Зуев характеризовал стиль жизни четы Ростовцевых как «типично буржуазный и специфически петербургский»; детей у них не было. Два первых года брака супруги провели в доме Кульчицких, а с 1903 года и до самого отъезда из России пятнадцать лет спустя квартировали на Большой Морской улице (дом 34, шестикомнатная квартира № 10). Профессорское жалованье (3000 рублей в год) дополнялось гонорарами за научные и популярные публикации. Ритм жизни был типичным для высшего общества: день начинался около 11 часов и завершался к трём ночи. Ростовцев распланировал расписание: университетскими делами занимался по понедельникам и вторникам, на четверг и пятницу приходились лекции в университете и на Высших женских курсах, а также присутствие в Императорском Археологическом обществе; среды оставлялись свободными. Половина вторника и ночь на среду посвящалась еженедельным журфиксам. В период 1903—1907 годов Ростовцев нередко навещал «Башню» Вячеслава Иванова. Михаил и София еженедельно посещали концерты и спектакли, имели постоянный абонемент в Мариинском театре. Ростовцев очень серьёзно относился к распределению своего времени и утверждал, что априори работоспособность профессора в Российской империи превышает таковую у других граждан, подсчитав, что он сам занимается интеллектуально-аналитической деятельностью по 10-11 часов в сутки.
Не имевшие собственной дачи Ростовцевы выезжали в Куоккалу к Леониду Андрееву или в Гатчину к Куприну (его жена была подругой Софьи Михайловны). Лето, если не было заграничных поездок, проводили в Кореизе в Крыму, где у Кульчицких была дача, предоставляемая Ростовцевым. Их крымская жизнь отражена во многих источниках; Михаил Иванович и в отпусках не менял образа жизни, распределяя день между писанием статей и книг и посещением археологических объектов. В доме всегда находились гости — родственники и коллеги, приезжавшие по делам. Вечерами супруги чаще всего посещали дачу Н. П. Кондакова, которую Ростовцев именовал «настоящей свободной академией» (впрочем, в автобиографии он откровенно заявил, что «предпочитал крымское вино чаю»).

#### М. И. Ростовцев и деятели Серебряного века

К. А. Сомов. Портрет М. И. Ростовцева, 1931. Частное собрание

Европейская слава М. И. Ростовцева и его профессиональные занятия с молодости привлекали к нему несхожих деятелей российской культуры. Из круга символистов самые глубокие связи существовали у Ростовцева с Вячеславом Ивановым — коллегой-эллинистом, исследователем культуры и дионисийской религии. Знакомство учёных состоялось в 1893 году в Риме, где оба работали над магистерскими диссертациями. Оба участвовали в помпейском семинаре Августа Мау, благодаря Вячеславу Иванову, Михаил Иванович познакомился в Германском институте с Отто Гиршфельдом и Ульрихом фон Виламовицем и обратился к тематике римской откупной системы, приведшей его к экономической истории. В Берлине и Петербурге М. И. Ростовцев всячески пытался вернуть Иванова к научной деятельности, в частности, выступил главным инициатором опубликования его докторской диссертации, выполненной под руководством Моммзена, но так и не защищённой. В 1906 году Иванов даже посетил Русское археологическое общество, но по своему обыкновению сильно затянул работу по вычитке корректуры уже набранного в типографии латинского текста, который был рассыпан. В 1909 году печатание диссертации Вяч. Иванова возобновилось, тогда же Ростовцев рекомендовал поэта как переводчика Эсхила для издательства С. В. Сабашникова. Всего сохранилось 16 писем от Ростовцевых разным членам семьи Ивановых, отправленных до 1917 года. Общение возобновилось в эмиграции: приехав в Рим в 1924 году, В. И. Иванов отправил М. И. Ростовцеву свою книгу «Дионис и прадионисийство», получил в следующем году ответ, но более они не встречались.
В числе друзей Ростовцевых входило семейство Сомовых — Андрей Иванович был старшим коллегой Михаила Ивановича в Эрмитаже и на Высших женских курсах, сын-художник Константин входил в постоянный круг общения на журфиксах на Большой Морской. Знакомство возобновилось в 1920-е годы; в 1926 году Сомов писал сестре в Ленинград о путешествии вместе с Ростовцевыми по малоизвестным памятникам Италии и Сицилии. В Париже в 1931 году был написан большой портрет Михаила Ивановича, который перешёл затем к ученикам Ростовцева — Б. Уэллсу и Е. Гиллиам, во владении последней из которых находился в 1990-е годы.
В 1910—1914 годах профессор Ростовцев общался с президентом Императорской академии наук великим князем Константином Константиновичем (литературный псевдоним «К. Р.»). Драматурга К. Р. очень заинтересовала стихотворная эпиграмма из Керченского музея, а перевод оригинального греческого стихотворения казался интересным опытом. Ростовцева приняли в Мраморном дворце, постепенно общение становилось менее формальным. Стихотворный перевод К. Р. вошёл в состав публикации Ростовцева и В. В. Шкорпила о находке из Керченского музея. Именно Михаил Иванович стал одним из главных научных и литературных консультантов при создании драмы «Царь Иудейский», и в течение 1913—1914 годов внимательно следил за созданием текста, был приглашён на постановку в Эрмитажном театре. Журфиксы Ростовцевых нередко посещал И. А. Бунин, кандидатуру которого на получение Пушкинской премии, в том числе через Константина Константиновича, активно продвигал Михаил Иванович.

#### Первая мировая война. Февральская и Октябрьская революции 1917 года

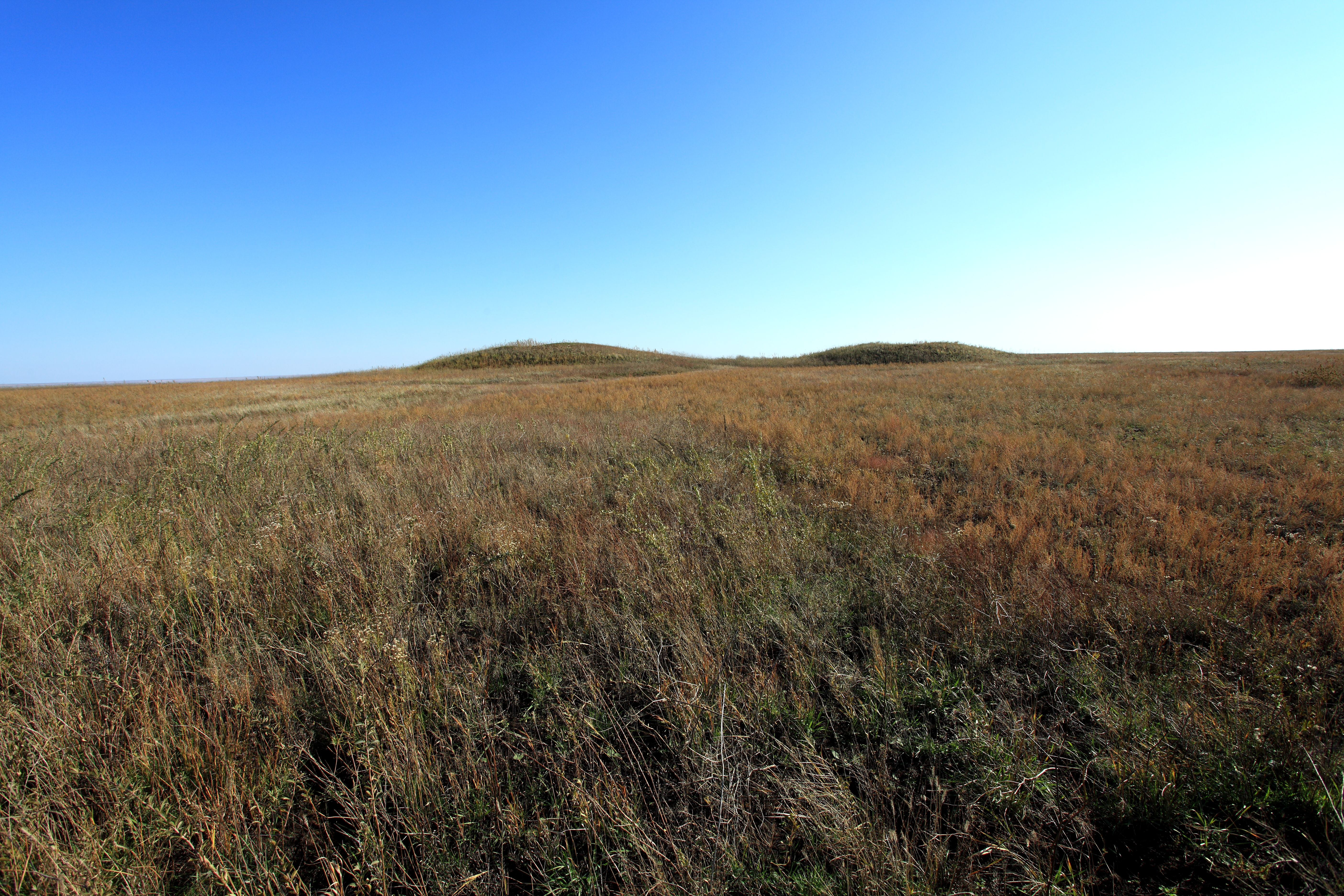
Сарматские курганы в Оренбургской области. Фото 2011 года

В 1915 году Ростовцев, несмотря на огромную занятость, совершил поездку в Оренбург к родителям, где заинтересовался результатами работы местной Учёной архивной комиссии. Удалось организовать в 1916 году раскопочную экспедицию в деревню Прохоровка, давшую существенные материалы для характеристики сарматской культуры Южного Приуралья. Параллельно в 1916—1917 годы учёный активно работал над проектированием Русского общества палестиноведения, Русского археологического института в Риме (при Временном правительстве для него даже было приобретено здание в столице Италии) и Академии археологических знаний, так как археология не была представлена в Российской Академии наук. За три с половиной военных года Ростовцев подготовил к печати шесть монографических трудов, в том числе первый из трёх предполагаемых томов «Исследований по истории Скифии и Боспорского царства». На издание первого тома с атласом иллюстраций Общее собрание Российской академии наук в 1918 году ассигновало 35 000 рублей и заложило в бюджет на 1919 год ещё 65 000. В декабре 1916 года учёный был избран управляющим классическим отделением Императорской археологической комиссии (что с января 1918 года совмещал с должностью помощника председателя Комиссии, ставшей к тому времени Российской).
Согласно новому штатному расписанию Императорской Академии наук от 1912 года число академиков по отделению исторических наук и филологии увеличивалось до пятнадцати. В 1916 году одно место сделалось вакантным — скончался вице-президент Академии П. В. Никитин, что позволяло ввести в Академию представителя нового научного поколения. На заседании отделения 25 января 1917 года (в присутствии Н. Я. Марра, П. Г. Виноградова, и других) с согласия временного вице-президента А. П. Карпинского была представлена кандидатура М. И. Ростовцева. Выборная комиссия (в её составе были В. В. Радлов, А. С. Лаппо-Данилевский, В. В. Бартольд, М. А. Дьяконов) единогласно одобрила кандидатуру Ростовцева. При баллотировке на Общем собрании Ростовцев прошёл 21 голосом (при кворуме 17). Министр народного просвещения утвердил назначение 20 мая. Впервые на заседании общего собрания Академии Ростовцев побывал 9 августа 1917 года, в день, когда распоряжением Временного правительства Академия была переименована из Императорской в Российскую, и на котором президентом РАН был утверждён А. П. Карпинский.
Февральскую революцию М. И. Ростовцев встретил настороженно. В выступлениях в прессе он напоминал об опасности потрясений государственных устоев в условиях большой войны, а также рассуждал, что в условиях России беспрепятственное развитие науки и культуры может обеспечить только государство. Как минимум с апреля 1917 года учёный приравнивал подрыв русской государственности к гибели науки и культуры. Тем не менее, Михаил Иванович отклонил предложение занять пост министра народного просвещения. Резко негативное отношение к большевизму имело у Ростовцева сугубо личностно-эмоциональный фундамент: в день триумфального возвращения Ленина в Петроград Михаил Иванович возвращался с кратковременного отдыха в Финляндии, и в толпе у него украли паспорт и бумажник. Летние события 1917 года напомнили Ростовцеву падение республиканского Рима, и он опубликовал в «Вестнике Европы» серию популярных очерков «Рождение Римской империи», вышедшую затем отдельной книгой. Ростовцев принимал участие в Демократическом совещании в Москве (по списку делегатов Академии наук), утверждая, что речи Керенского и Корнилова произвели на него самое тяжёлое действие. Дальнейшую свою работу он характеризовал как попытку «пропаганде противопоставить пропаганду». Октябрьский переворот он воспринял как начало гражданской войны с совершенно непредсказуемыми результатами. Не существует прямых свидетельств, где находился М. И. Ростовцев в ночь 25 октября (7 ноября) 1917 года. По сообщению В. П. Зубова, когда 18 октября в Зимнем дворце проходило заседание Совета по делам искусств, Валентин Платонович спросил, смогут ли большевики захватить власть, на что Михаил Иванович ответил, что они добьются успеха и останутся у власти очень надолго.
М. И. Ростовцев не принял лозунга о создании новой культуры и отверг все попытки своего родственника — наркома просвещения А. В. Луначарского — привлечь себя к работе. Основную активность в 1917—1918 годах он осуществлял в Высшем совете по делам искусств, работавшим по инерции. 18 июня 1918 года вместе с А. Н. Бенуа и С. А. Жебелёвым Ростовцев был избран в Совет Эрмитажа. Так как открытое непризнание советской власти и полный отказ от сотрудничества с нею делал пребывание в России невозможным, выходом становился отъезд за границу. М. И. Ростовцев 22 марта 1918 года получил командировочное удостоверение, выписанное на французском языке. Целью шестимесячной поездки была обозначена работа с европейскими библиотечными и музейными фондами по тематике «доисторических и скифских древностей России». Петроградский университет выдал аналогичное удостоверение 18 апреля. Двумя днями ранее Ростовцев обратился к шведскому коллеге Оскару Монтелиусу, который прислал официальное приглашение из Стокгольма для работы с музейными фондами и библиотеками. Академия определила датой начала командировки день фактического отъезда за границу. 30 июня 1918 года Михаил Иванович и Софья Михайловна Ростовцевы покинули Петроград на борту шведского парохода. Провожал их Н. Н. Пунин — комиссар по делам искусств Наркомпроса.

## Командировка-эмиграция (1918—1920)
Вне России Михаил Иванович Ростовцев прожил 34 года (1918—1952), отмеченных огромной протяжённостью поездок по планете (вплоть до Британской и Голландской Индии) и большой научной продуктивностью.

### Великобритания

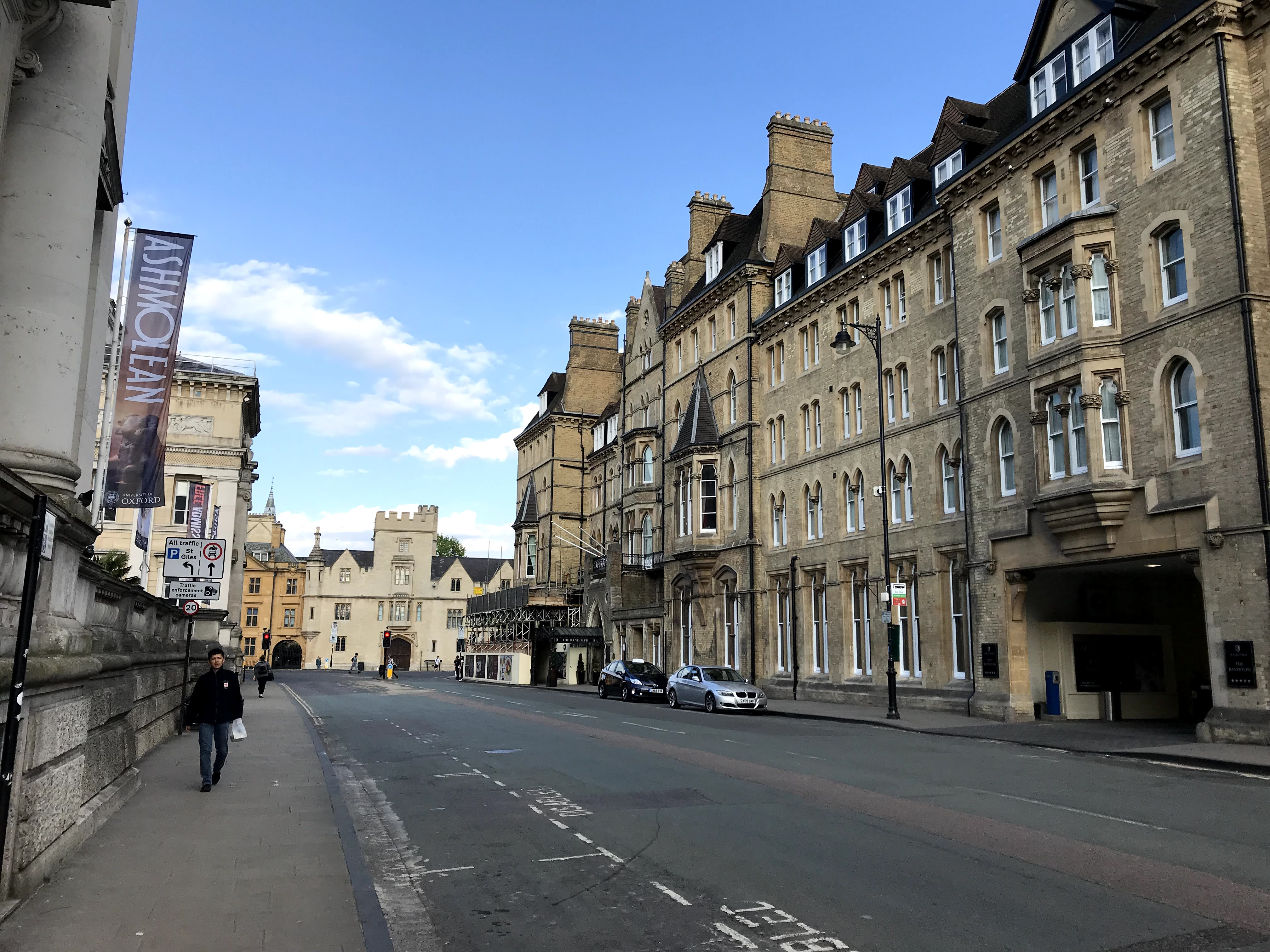
Дом 4 на Бомонт-стрит в Оксфорде, в котором М. И. Ростовцев снимал квартиру

Европейский период жизни М. И. Ростовцева длился от конца июня 1918 по середину августа 1920 года. В Швеции учёный пробыл около двух месяцев в ожидании въездных документов в Англию. Судя по переписке с отделением исторических наук РАН, а также письму от 17 августа на имя известного финского археолога А. М. Тальгрена, Ростовцев ещё не думал об эмиграции, супруги почти не взяли с собой имущества, кроме необходимых личных вещей и одежды, а также материалов для монографии о Боспоре. Из Стокгольма было подано прошение о продлении оплачиваемой командировки ещё на шесть месяцев. В письме Ариадне Тырковой-Вильямс от 3 июля из Стокгольма, Ростовцев писал, что находится на перепутье, выбирая между Швецией и Британией, и ставя на первое место научные занятия. 15 августа он писал, что получил приглашение в Великобританию, чему очень рад, ибо в Швеции «стоило бы думать о возвращении в Петербург». В этом же послании учёный сообщал, что обеспечен деньгами примерно на два года, «но не имею намерения всё это время отсутствовать в России».
Существенную помощь в получении вида на жительство оказал П. Г. Виноградов, после чего Ростовцев был принят в Оксфорде, и даже получил от колледжа Корпус-Кристи почётное членство и разовую выплату в 200 фунтов стерлингов. Квартиру (Бомонт-стрит, дом № 4) удалось снять напротив Бодлеанской библиотеки. К ноябрю стало понятно, что продолжать вне России работу по античной истории Причерноморья совершенно невозможно. В 1919 году Ростовцев переключился на папирологию и работал вместе с Б. Гренфеллом с очередным томом публикации Оксиринхских папирусов, а также с Ф. Хеверфилдом над римскими надписями, для съёмок которых на месяц ездил на север Англии. Внешне учёного принимали радушно, и в марте 1919 года в послании Н. П. Кондакову он свидетельствовал, что «почестей и симпатии сколько угодно». Ближайшим другом стал Джон Андерсон, помогавший издавать труды Ростовцева в Англии и переписывавшийся с ним долгие годы.
18 февраля 1919 года Ростовцеву присудили почётную степень Doctor of Letters, что обязывало учёного прочитать лекцию в Обществе древней истории; темой её была античная живопись Юга России. Выступление прошло 26 февраля, о чём Михаил Иванович сообщал А. В. Тырковой-Вильямс, признавая, что его английский язык был «не на высоте», что искупалось позитивным настроем публики. В мае 1919 года Фрэнсис Хеверфилд рекомендовал Совету университета предоставить Ростовцеву право провести цикл лекций об экономической истории эллинизма и Древнего Рима. Предложение было принято: шесть лекций прошли, начиная с 25 октября в конференц-зале Ашмолеанского музея. Хотя в прессе это подавалось с сарказмом, даже недоброжелатели Ростовцева признавали, что лекции обозначили в его научной биографии принципиально новый этап. Удалось опубликовать в университетском издательстве и книгу об античных древностях Южной России. Поскольку трудоустройство в Британии было под вопросом, в ноябре 1919 года Ростовцев получил запрос из Коллеж де Франс на цикл лекций об античной археологии Юга России зимой следующего года за 5000 франков. Гонорар за лекции в Оксфорде составил 50 фунтов стерлингов и эту сумму целиком пришлось отправить тестю, бедствовавшему в Польше. 31 декабря 1919 года Ростовцев чрезвычайно язвительно писал, что «времена, когда носились с Эразмом, прошли, теперь и Эйнштейн невысоко котируется», а всё, что «мы знаем, так неважно для демократического государства», что оно и собственных учёных обрекает на голод.

### Франция. Вопрос о трудоустройстве

Уильям Уэстерман в 1918 году

В июне — июле 1919 года М. И. Ростовцев был приглашён директором Французского института в Петрограде Ж. Патуйе на обзорную поездку по университетам юга Франции. Оставалась надежда на основание Русского института в Париже, проект которого был разработан ещё до революции и санкционирован осенним съездом Международного исследовательского совета. На закрытии Совета Ростовцев прочитал речь. 18 июня того же 1919 года в Париже Ростовцев познакомился с американским папирологом Уильямом Уэстерманом, будучи приглашён на приём делегации США на Парижской мирной конференции. Судя по переписке, этой встрече сам Ростовцев большого значения не придавал. Напротив, в дневнике Уэстермана зафиксировано сильнейшее впечатление от антибольшевистских речей Михаила Ивановича. Американец предложил занять на год его место в Висконсинском университете, поскольку сам переходил в Корнеллский. Ростовцев практически сразу же дал согласие и писал друзьям в Оксфорд, что в Британии его ожидает перспектива лишь «проесть все сбережения». Вера Муромцева-Бунина, фиксируя беседы Михаила Ивановича с Иваном Буниным, цитировала его слова, что «никогда мы не вернёмся в Россию. Здесь умрём».
В Париже Ростовцев с 20 февраля по 16 марта 1920 года прочитал цикл из восьми лекций по материалу готовящейся им в Оксфорде книги. В переписке учёный выражал изумление, что тематика его выступлений совершенно новая и непривычная даже для парижских специалистов. По рекомендации Э. Потье в декабре 1920 года Ростовцева избрали членом-корреспондентом Академии надписей и изящной словесности.
Уже находясь в США, М. И. Ростовцев ретроспективно называл два года в Британии «самым тёмным временем своей жизни». Англия так и осталась для него «чужой и холодной». В историографии ставился вопрос, почему учёный мирового класса не смог трудоустроиться в Англии или, по крайней мере, в Европе. Недоброжелательно настроенный антиковед Хью Ласт утверждал, что Ростовцев — обыкновенный «неудачник-эмигрант», который полагал, что его знания позволяют говорить с окружающими «напористо и чрезвычайно настойчиво». Историк Глен Боуэрсок полагал, что учёному не позволила укорениться в Оксфорде «неанглийская сфера интересов», а тематика экономической истории эллинизма и Римской империи казалась чрезмерно широкой. В разных письмах Ростовцев откровенно писал, что зарабатывать на жизнь антиковедением ни в Британии, ни во Франции ему вообще невозможно, «так как там и своих людей довольно. Это — главная и основная причина».
По причине разнообразных согласований и проверок, Госдепартамент затянул выдачу въездной визы. Ростовцев взял билеты на лайнер «Олимпик» на 18 августа 1920 года, однако к моменту его посадки на борт виза так и не была выдана. У. Уэстерман 19 августа в телеграмме, адресованной в Вашингтон, выражал беспокойство, что профессор будет вынужден пропустить свой рейс. Президент университета получил уведомление о разрешении Ростовцеву на въезд, когда профессор уже три дня находился в Нью-Йорке. В существующей литературе представлены противоречивые мнения на этот счёт: Г. Боуэрсок считал Михаила Ивановича авантюристом, который рискнул двинуться за океан без визы (эту же версию повторял А. Момильяно), М. Вес полагал, что нашёлся некий доброхот, оказавший содействие, например, У. Баклер или даже П. Н. Милюков.

### М. И. Ростовцев — зарубежный представитель Российской Академии наук
В июле 1918 года, находясь в Стокгольме, академик Ростовцев подал прошение о продлении своей командировки на шесть месяцев, начиная от 1 января будущего, 1919 года. Прошение о продлении командировки было отклонено, более того, не вернувшиеся члены РАН должны были лишаться денежного содержания. С 1 апреля 1919 года выплаты невозвращенцу М. И. Ростовцеву прекратились. Обязанности академика Ростовцев продолжал исполнять и после этого: узнав о создании в Париже Международного исследовательского совета (председатель Анри Пиренн), участвовал в его второй конференции 16—18 октября 1919 года как представитель РАН, не имея на то официальных полномочий. В письме Н. Я. Марру от 12 апреля 1921 года, Ростовцев предельно жёстко заявил, что пребывание его в большевистской России бесполезно и возвращаться, пока коммунисты у власти, он не собирается. Это не означало утраты «любви и уважения» к оставшимся на родине. Не хотел он разрывать и научных связей, поэтому в 1920-е годы новые английские и американские издания своих монографий посылал в дар РАН, не получая в ответ новой научной продукции из СССР, на что обижался.
Ростовцев занял радикально антисоветскую позицию, доказывая полный разрыв большевиков с прежней культурой и политикой в отношении науки, и резко осуждал заявления С. Ф. Ольденбурга, что бегство из России культурных людей в момент, когда они больше всего ей нужны, — преступление. Впрочем, Михаил Иванович активно помогал культурно-просветительским учреждениям эмиграции: в 1920-м году участвовал в учреждении Русской гимназии и Русского института в Париже, Археологического института имени Н. П. Кондакова в Праге (в 1925), состоял в их международном попечительском совете. 15 декабря 1928 года Ростовцев был формально исключён из обновлённой АН СССР, как она именовалась с 1925 года. Непосредственной причиной стал предпринятый им демарш на VI Международном историческом конгрессе в Осло. Самому Ростовцеву о его исключении стало известно в феврале 1929 года, что символически совпало с принятием им американского гражданства.

## Вторая половина жизни: США (1920—1952)

### Висконсинский период (1920—1925)

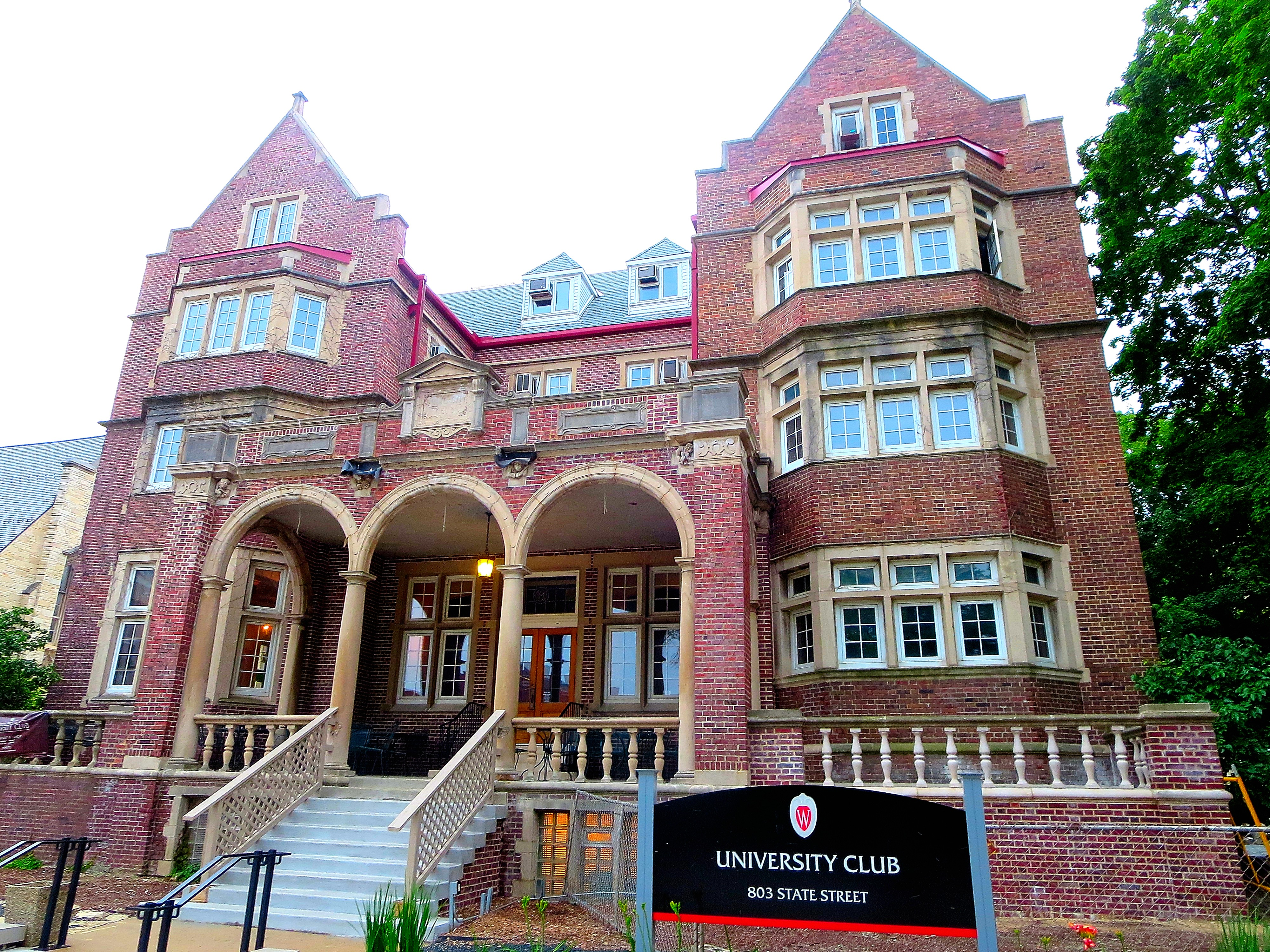
Здание клуба Висконсинского университета

18 августа 1920 года супруги Ростовцевы сели на лайнер «Олимпик», направляясь в Нью-Йорк, куда прибыли через неделю. Уже на второй день Михаил Иванович написал Милюкову, рассчитывая включиться в работу Русского информационного бюро; главным предметом интереса оказались коллекции Метрополитен-музея. В начале сентября (занятия начинались 20-го числа, а первая лекция была поставлена на 23 сентября) в Вашингтоне М. И. Ростовцев встретился с послом Временного правительства Б. А. Бахметьевым и даже с госсекретарём Б. Колби, с которыми обсуждал помощь русским учёным и восстановление издания журнала Русского освободительного комитета. 15 сентября чета Ростовцевых выехала через Ниагара-Фоллс в Чикаго и оттуда в Мэдисон, куда прибыли 18 сентября в половине девятого вечера. Судя по переписке с русскими друзьями, Ростовцев опасался, что попадёт в захолустье, и был недоволен всеобщим равнодушием к судьбе России и русских эмигрантов. Супругов поселили в квартире в центре университетского кампуса близ профессорского клуба, где можно было обедать. 21 сентября Ростовцева приняли членом клуба, первая лекция 23 сентября (начальный курс древней истории для вновь поступивших) прошла вполне удовлетворительно. В зимний семестр Ростовцев читал шесть поточных лекций в неделю, опросы студентов и проверку письменных работ проводили ассистенты, доставшиеся русскому профессору от Уэстермана. Новая жизнь, скорее, раздражала: «чужие люди на чужом языке», город и университет Михаилу Ивановичу казались похожими на Казань или на Воронеж. Ростовцев сообщал своему оксфордскому другу, что вынужден обучать американцев, когда над Россией «стелется мрак невежества». Впрочем, он тут же оговаривался, что американцы сделали для него то, что «в Оксфорде не захотели», когда за науку «гроша ломаного не дадут», но будут платить за образование. Немало раздражало Ростовцева и то, что он был принят на годичный контракт (10 месяцев оплачиваемого преподавания) и не имел возможности заниматься научной работой. Департамент древней истории Висконсинского университета предложил попечительскому совету принять русского профессора на постоянный контракт, даже несмотря на то, что он отпугивал «ленивых или неинтеллигентных студентов» («не слишком ли низко мы склоняемся перед этими первокурсниками?»). Это должно было компенсироваться его авторитетом в мире и возросшим уровнем лучших из студентов.

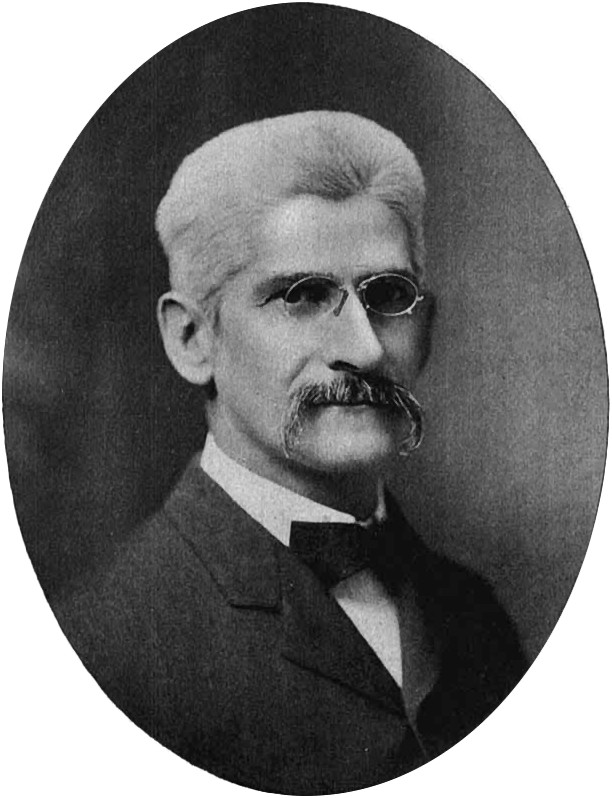
Эдуард Бёрдж — президент Висконсинского университета. Фото 1901 года

В декабре 1920 года декан Селлери принял принципиальное решение взять Ростовцева в штат университета с 1 июля 1921 года. В официальной переписке отмечалось, что в области антиковедения во всём мире существует не более трёх-четырёх учёных уровня Ростовцева, а на территории Америки специалиста, равного ему, нет вовсе. Коллеги по университету, посещая его лекции, единогласно отмечали высочайший научный уровень, организацию материала и применяемые методы. 17 декабря Михаил Иванович дал согласие остаться в Мэдисоне. В учебном 1921—1922 годах он читал общие курсы по истории Римской империи, а для магистров и аспирантов — методы исторических исследований, вёл семинары по древней истории и латинскому языку, осуществлял научное руководство аспирантами. На следующий год состав читаемых им дисциплин не изменился. В 1923—1924 учебный год М. И. Ростовцев читал вводный курс по древности для первокурсников, «Греческую цивилизацию» и семинары по древней истории. Ростовцев сетовал в переписке на педагогическую перегрузку, чем в первую очередь объяснялась невозможность полноценной научной работы на том уровне, к которому он привык. Тематику Боспора и Скифии пришлось оставить и полностью переходить на экономическую историю античности. Недовольство Ростовцева собой совершенно не разделялось начальством: в изданной в 1949 году истории Висконсинского университета опубликованные им в начале 1920-х годов статьи и книги поданы как крупное достижение. В их число входили «Иранцы и греки в Южной России» (изданная в Оксфорде) и «Египетское поместье III века до н. э.».

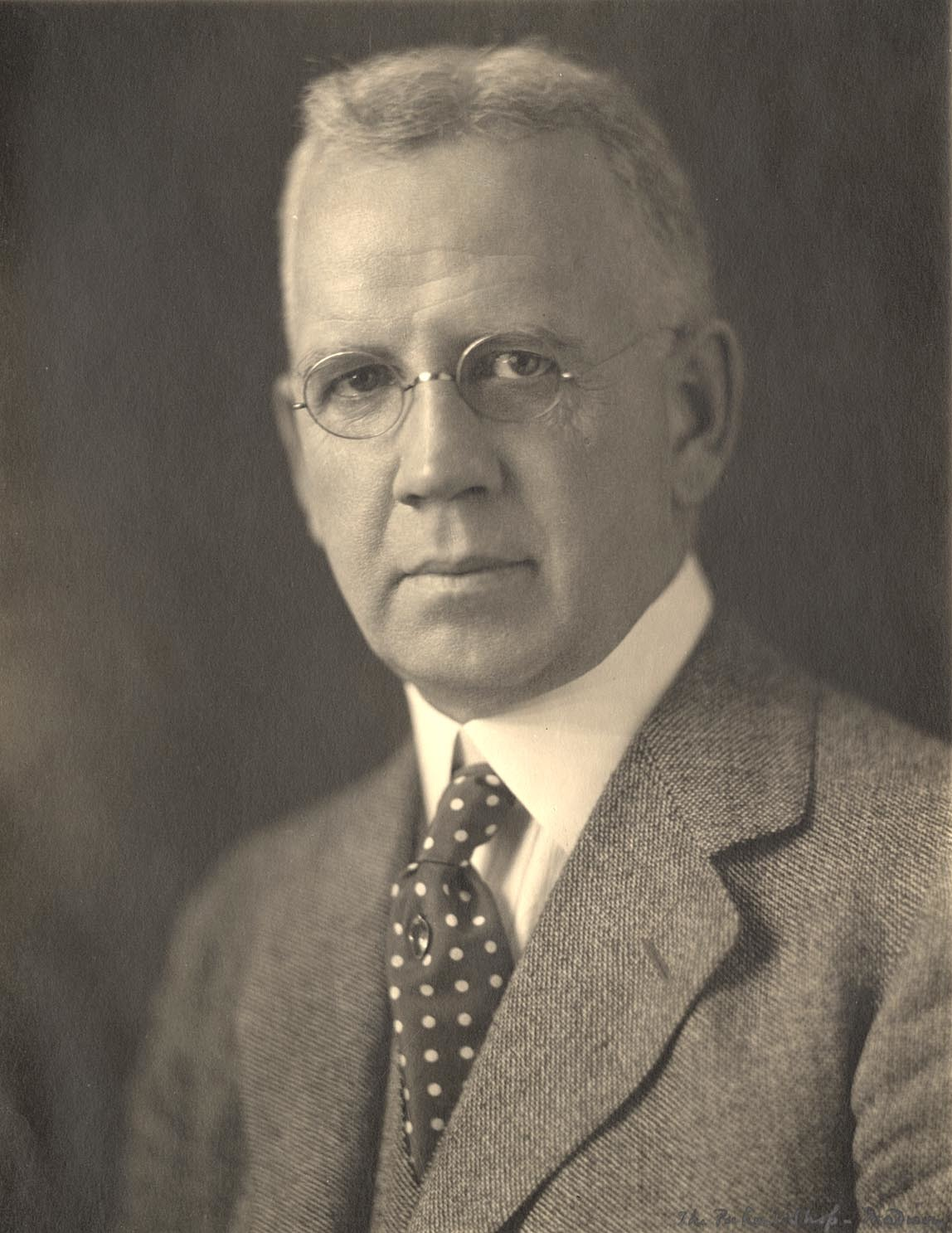
Джордж Селлери — декан, непосредственный начальник М. И. Ростовцева

Желая посетить Европу и вернуться к чисто научной работе, М. И. Ростовцев с октября 1921 года вёл с начальством переговоры о предоставлении ему отпуска. Несмотря на то, что научный отпуск полагался по уставу университета только профессорам, проработавшим не менее трёх лет подряд, 26 июля 1922 года Попечительский совет одобрил научную командировку на второй семестр 1922—1923 учебного года с сохранением жалованья. Формальным основанием стало участие в V Международном конгрессе исторических исследований в Брюсселе весной 1923 года. Командировка длилась 9 месяцев: после работы на конгрессе в Брюсселе Ростовцев мог работать в библиотеках Оксфорда над экономической историей Римской Империи, его жена «была в восторге» от парижских театров и Лувра. 3 мая 1923 года супруги уехали в Ниццу, откуда отправились в Италию и вернулись к началу учебного года в США. Ростовцев сразу же предложил попечителям университета организовать папирологическую экспедицию в Фаюм специально для поиска литературных текстов, обосновав методы раскопок и обработки папирусов. Предварительно проект был одобрен, более того, вызвал интерес за пределами Висконсина, что позволило Ростовцеву (по выражению Г. Боуэрсока) манипулировать начальством. Против всех правил и обыкновений попечители, президент университета и декан были готовы удерживать русского археолога всеми возможными способами. Михаила Ивановича пригласили в Корнеллский университет (где он, по собственному выражению, «набивал себе цену»), кроме того, в ноябре 1923 года на три дня в Мэдисон приехал сэр Пол Виноградов. В декабре М. И. Ростовцев получил уведомление об изменении контракта: со следующего учебного года жалованье возрастало до 6500 долларов, каждый шестой семестр был свободен от занятий с сохранением жалованья. Поскольку в Корнеллском университете предлагались те же условия, Михаил Иванович остался в Мэдисоне.
Ещё в марте 1924 года к профессору обратился лично президент Йельского университета Джеймс Энджелл с предложением сменить место работы. Ростовцев писал об этом в Прагу Н. П. Кондакову: переговоры с Энджеллом проходили в Чикаго 4 апреля. Отправляясь в летнюю европейскую командировку (сохранился сертификат о содействии супругам Ростовцевым со стороны консульских и посольских структур США), Ростовцевы заехали в Нью-Хейвен. Президент Энджелл отправил провосту Генри Грейвсу согласие принять Ростовцева на должность стерлингского профессора с жалованьем 8000 долларов в год и сохранением оплачиваемого шестого семестра для ведения археологических исследований или работы в библиотеках Европы, а также оплатой летних отпусков, если они проводятся в командировках, и будущего пенсионного обеспечения. Кроме того, он распорядился оплатить Ростовцеву расходы на посещение Нью-Хейвена. К работе профессор мог приступать с 1 июля 1925 года (не более 6 лекционных занятий в неделю), а первый научный отпуск должен был последовать в 1928 году. Любая одобренная научная командировка в Европу (не только во время летних каникул) должна была оплачиваться по ставке 750 долларов. Совет Йельского университета утвердил все эти условия.

### Адаптация в США

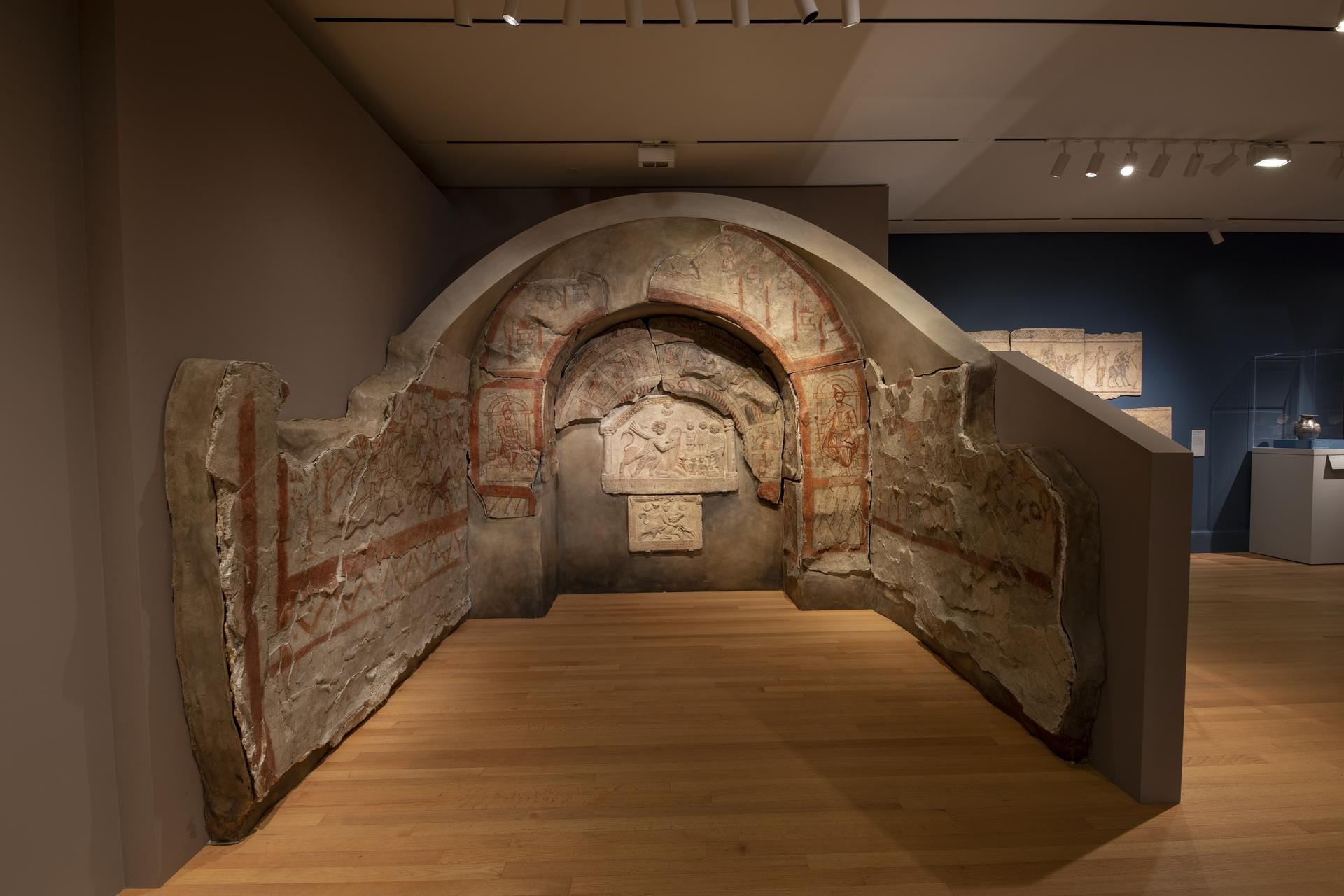
Реконструкция раскопанного митреума из Дура-Эвропос в Художественной галерее Йельского университета

Жизнь в США оказалась для Ростовцевых сложной в бытовом плане, когда пришлось встраиваться в незнакомый образ жизни. И Михаил Иванович, и Софья Михайловна сознательно стремились «перестать быть бродячими собаками». Одной из главных проблем был языковой барьер: Ростовцев являлся полиглотом, способным, по свидетельствам разных лиц (включая Арнальдо Момильяно), читать лекции на пяти или шести языках, но английский язык никогда не был его сильной стороной. В Мэдисоне на первых порах студенты жаловались на своего профессора. Главные трудности коренились не в академической сфере: общаться на научные темы или читать лекции подчас было проще, чем поддерживать «светскую» беседу.
В Мэдисоне Ростовцевы снимали трёхкомнатную квартиру в университетском кампусе близ студенческого клуба, где могли обедать. Во время поездки Ростовцевых в Европу в весенний семестр 1927 года в их квартире полгода жил Георгий Вернадский. Софья Михайловна Ростовцева в висконсинские годы составила в одном из писем к Н. П. Кондакову таблицу расходов. Особенно тяжёлым для неё было отсутствие домашней прислуги и дороговизна услуг приходящей кухарки и домработницы (1000 долларов в год). Аренда квартиры с отоплением, горячим водоснабжением и телефоном обходилась в зависимости от времени года в 80—100 долларов в месяц, а стоимость продуктов при домашнем питании достигала 720 долларов в год (при питании в ресторане расходы возрастали до 1620 долларов). Кроме домашнего хозяйства, Софья Михайловна, лучше владевшая английским языком, чем её муж, вычитывала его статьи и корректуры и составляла библиографию.
С. Б. Крих отмечал, что на Михаила Ивановича в американские годы «ложится… печать некоторой чудаковатости и отстранённости от мира, нечто в духе главного героя набоковского „Пнина“». Биографы приводили разнообразные университетские байки наподобие того, что Михаил и Софья дома жили по юлианскому календарю, и однажды Ростовцев ушёл со сборища, устроенного его женой ради празднования дня рождения (на две недели раньше привычной ему даты). Оба так и не перешли на реформированную орфографию. Для окружающих, особенно знавших Ростовцева до революции, это было проявлением чудаковатости, когда ярый либерал в политике и модернизатор в науке представал в быту чуть ли не как замшелый консерватор, в особенности «на фоне американской провинциальной жизни». О. И. Захаров считал это совершенно естественным, так как переваливший за пятый десяток учёный ориентировался исключительно на привычные ему нормы поведения и социального общения. Среди развлечений на первое место выходят концерты (оперу и драматические спектакли можно было посмотреть только в Нью-Йорке или Чикаго). Ни футбола, ни бейсбола Ростовцев не любил, хотя ходил на матчи, если ради них отменяли занятия.

### Йельский университет и весь мир (1925—1944)

#### Переход на новое место работы. Американское гражданство

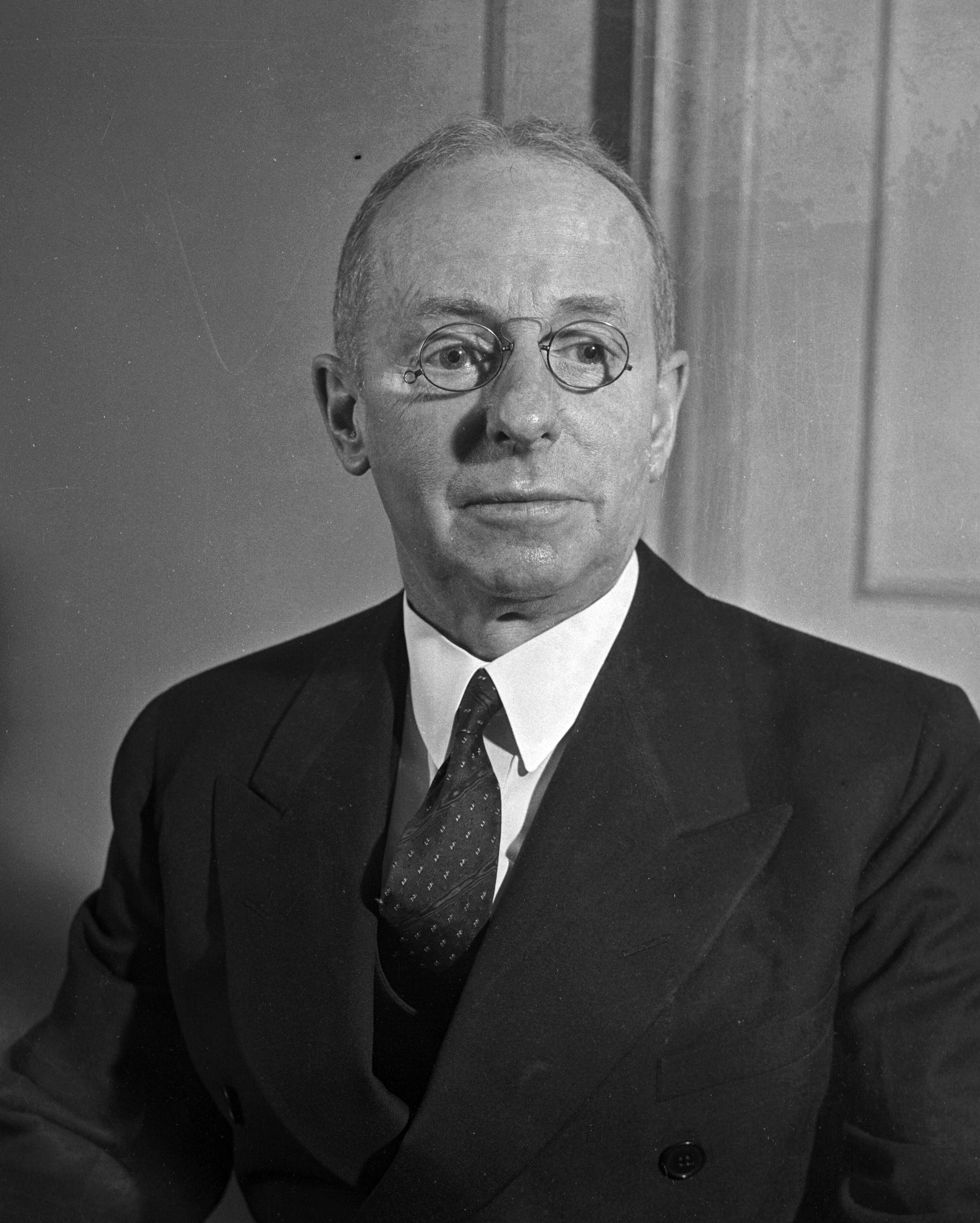
Джеймс Энджелл — президент Йельского университета

1 июля 1924 года новый заведующий департамента истории Висконсинского университета Карл Рассел Фиш уведомил декана Селлери о переходе в 1925 году Ростовцева в Йель. Незадолго до этого он удостоился почётной докторской степени Висконсинского университета. В письме Н. П. Кондакову Ростовцев в качестве важнейшей причины перехода назвал близость Нью-Хейвена к культурно-интеллектуальным центрам Нью-Йорка и Бостона и откровенно писал, что в условиях невозвращенчества «как крот ползёт в темноте». Своим преемником Ростовцев просил назначить византиниста А. А. Васильева.
В октябре 1927 года Ростовцев подал прошение президенту Йельского университета Энджеллу с просьбой содействовать в получении американского гражданства. К тому времени уже разрабатывалась комплексная научная поездка в Европу и на Ближний Восток и остро стоял вопрос получения виз. По-видимому, Ростовцев хотел получить гражданство: только что получив известия о выводе его из членов Академии наук СССР, он, вероятно, хотел расстаться с прошлым (все эти годы он жил по паспорту Российской империи, что постоянно вызывало трудности с пересечением границ). Дело затягивалось: чиновников смущало, что из девяти лет, проведённых профессорской четой в Новом Свете, 27 месяцев они находились вне границ Соединённых Штатов. Удалось документально подтвердить, что Ростовцевы жили в США по рабочему контракту, обитали на постоянной квартире в кампусе, не меняя её, и имели собственный банковский счёт. Экзамена на знание американских реалий устраивать не стали: по словам Софьи Ростовцевой, «в цивилизованном Нью-Хейвене, по-видимому, считают, что …профессор знает достаточно, чтобы быть добропорядочным американцем». Пошлина за паспорт составила 10 долларов.

#### Раскопки в Сирии

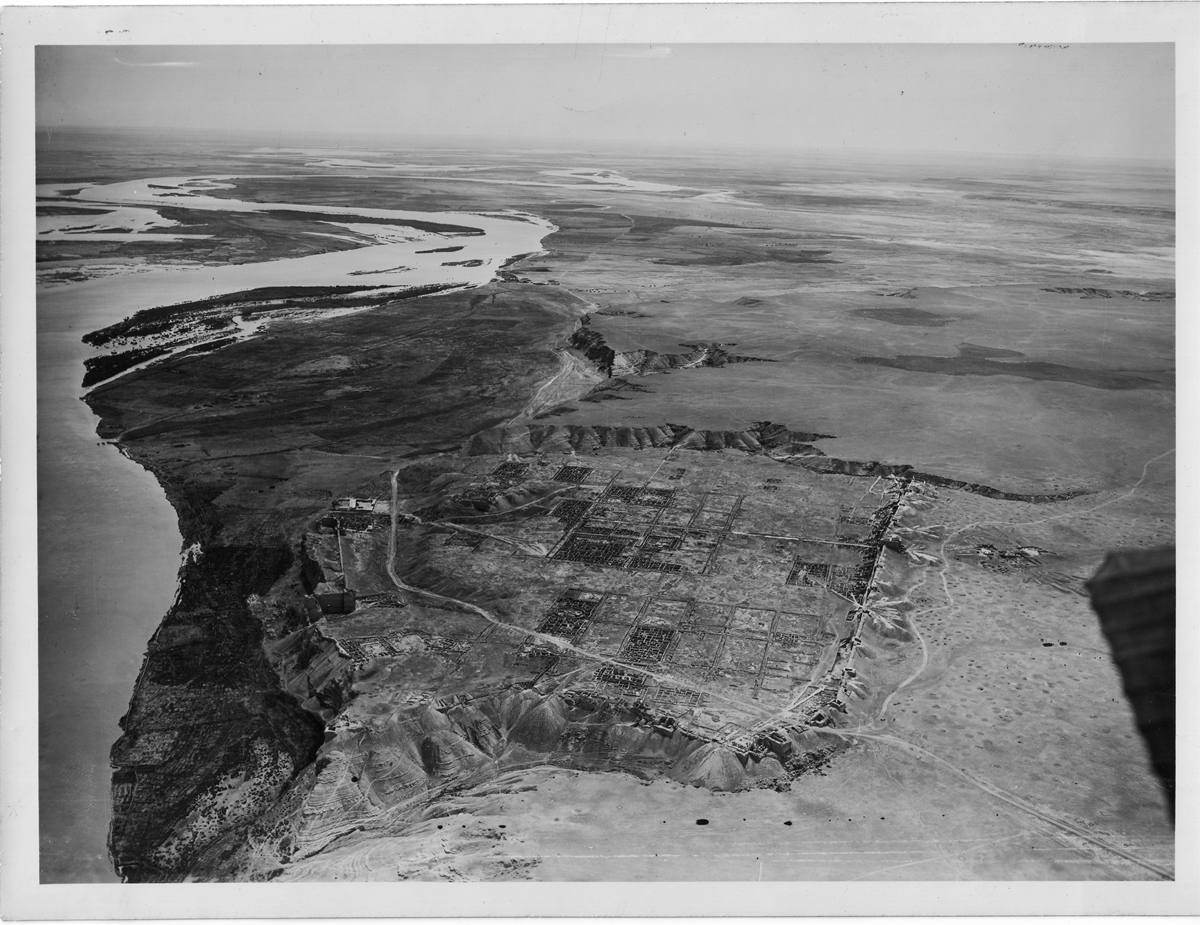
Аэрофотография раскопок в Дура-Европос 1930-х годов

В 1928—1939 годах М. И. Ростовцев занимался раскопками и исследованиями древнего города Дура-Эвропос, считая, что природно-климатические условия Сирийской пустыни способствовали сохранности античной живописи (пожизненного интереса русского учёного), а также возможности папирологических находок вне Египта. Именно в эти годы Михаила Ивановича привлекли к написанию глав по эллинизму для «Кембриджской истории древнего мира», и он остро ощущал недостаток источников для царства Селевкидов и римских ближневосточных провинций. Решение «подхватить» раскопочный проект французской Академии надписей Ростовцев принял в 1927 году, когда был избран её действительным членом, хотя тема Дура-Эвропос постоянно содержалась в его переписке ещё с предыдущего года. Главным консультантом выступил бельгийский археолог Ф. Кюмон, власти Франции и руководство Археологической службы в Сирии с готовностью откликнулись на сотрудничество с США. Однако очень долго решался вопрос с выделением средств, кроме того, появились конкуренты в лице Г. Брэстеда (Чикагский университет) — первооткрывателя фресок Дура . Авторитет Ростовцева оказался решающим, и зимой 1928 года он был отправлен на переговоры в Париж; полевым директором раскопок по настоянию Ф. Кюмона был назначен французский египтолог Морис Пилле, нанятый на три года.

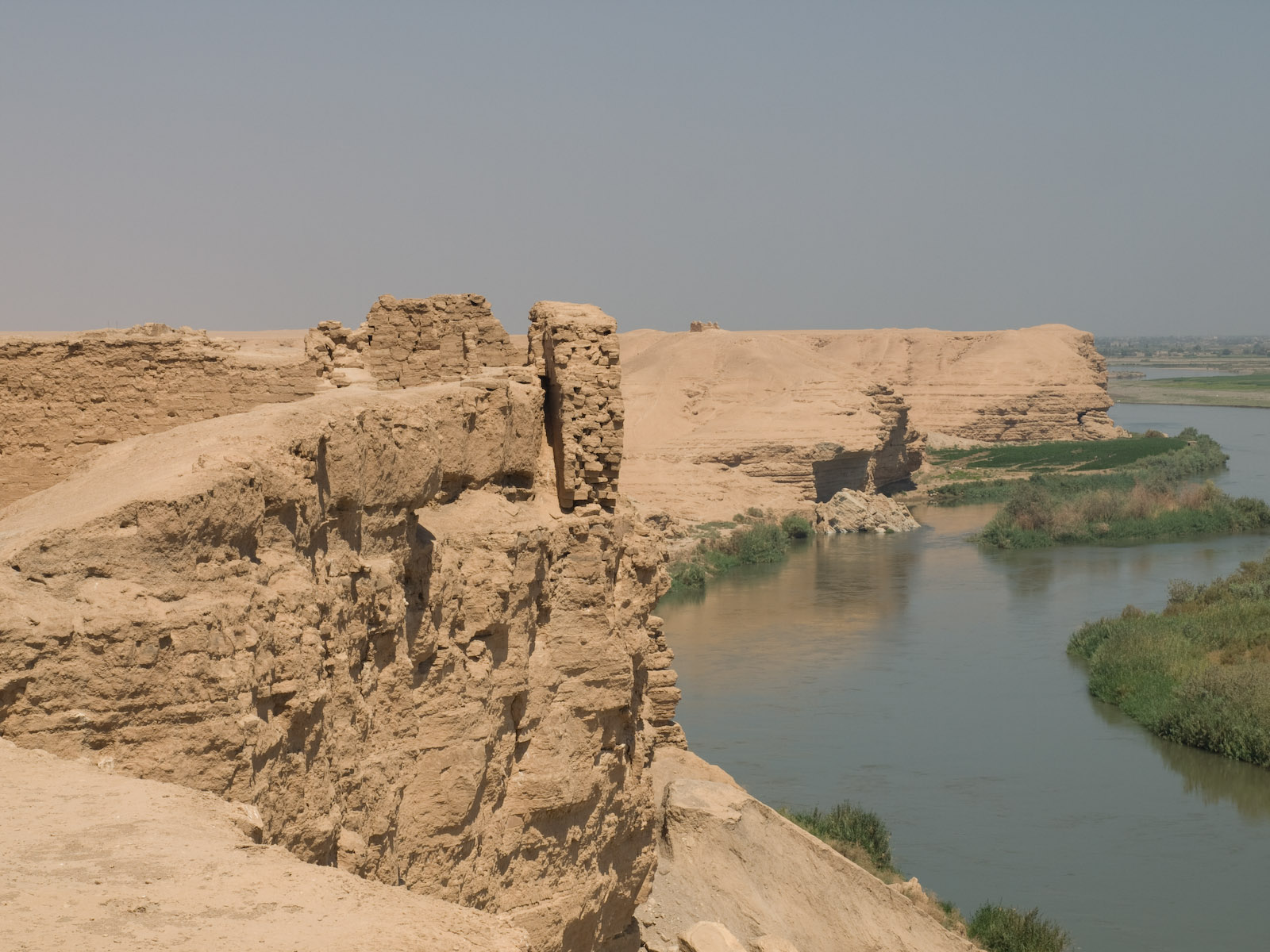
Руины цитадели Дура-Эвропос, нависающие над Евфратом

Из-за разнообразных сложностей (включая дождливую зиму), первый раскопочный сезон стартовал 13 апреля 1928 года. При тогдашнем состоянии дорог и транспорта 700-километровый путь на автомобиле из Алеппо занимал четыре дня с тремя ночёвками. Сезон рассматривался как разведочный, завершился он уже 30 апреля. Кроме Пилле, Ростовцева и Кюмона, квалифицированных археологов не было. Экспедицию курировала военная разведка, лагерь и находки охраняли солдаты мобильной гвардии. По результатам первого сезона было решено увеличить число научных представителей от США до двух, внести изменения в снабжение раскопок и увеличить продолжительность раскопок от осени до весны. Именно по такой схеме и продолжалась работа экспедиции.
Второй сезон раскопок длился от 25 октября 1928 года по 31 марта 1929 года. Доставка грузов и припасов осуществлялась автоконвоем из пяти грузовиков под охраной жандармов и занимала 10 дней. К 22 февраля 1929 года был достроен экспедиционный дом, что значительно улучшило условия труда археологов и повысило его продуктивность. Директором раскопок оставался Пилле, которому ассистировал его родственник-юрист С. Дерен, с американской стороны работали К. Хопкинс (его ассистентом была жена Сьюзен) и эпиграфист Дж. Джонсон. По условиям контракта, Ростовцев не мог покидать Нью-Хейвена, но активно обрабатывал результаты раскопок, широко их пропагандировал, а также активно взялся «пробивать» грант на продолжение раскопок ещё на пять лет (с сезона 1932 года). Летом 1929 года Ростовцев лечился в Европе, прочитал доклад о раскопках в Археологическом обществе в Берлине, проведя остаток отпуска в Оксфорде. В феврале 1931 года М. И. Ростовцев прибыл на раскопки в Дура из Каира, главным образом, из-за конфликта экспедиции с французскими и сирийскими властями о разделе ценных находок, в том числе древних фресок, которые перемещались в Йельскую художественную галерею. Поездка на Ближний Восток была нужна учёному и для лечения: в предшествующие годы он страдал хроническим бронхитом, перешедшим в хронический фарингит. В том сезоне учёный побывал и в Багдаде. В сезон 1931 года Пилле уволился в разгар работ по снятию фресок со штукатуркой. Михаил Иванович подхватил работы и добился продления гранта ещё на два года, несмотря на всемирный экономический кризис. В сезон 1932 года Ростовцев выделил для снятия фресок деньги, предоставленные ему для закупки папирусов в Египте и лоббировал выделение на раскопки Дура-Эвропос доли от большого гранта Фонда Рокфеллера на поддержку йельских гуманитарных исследований.

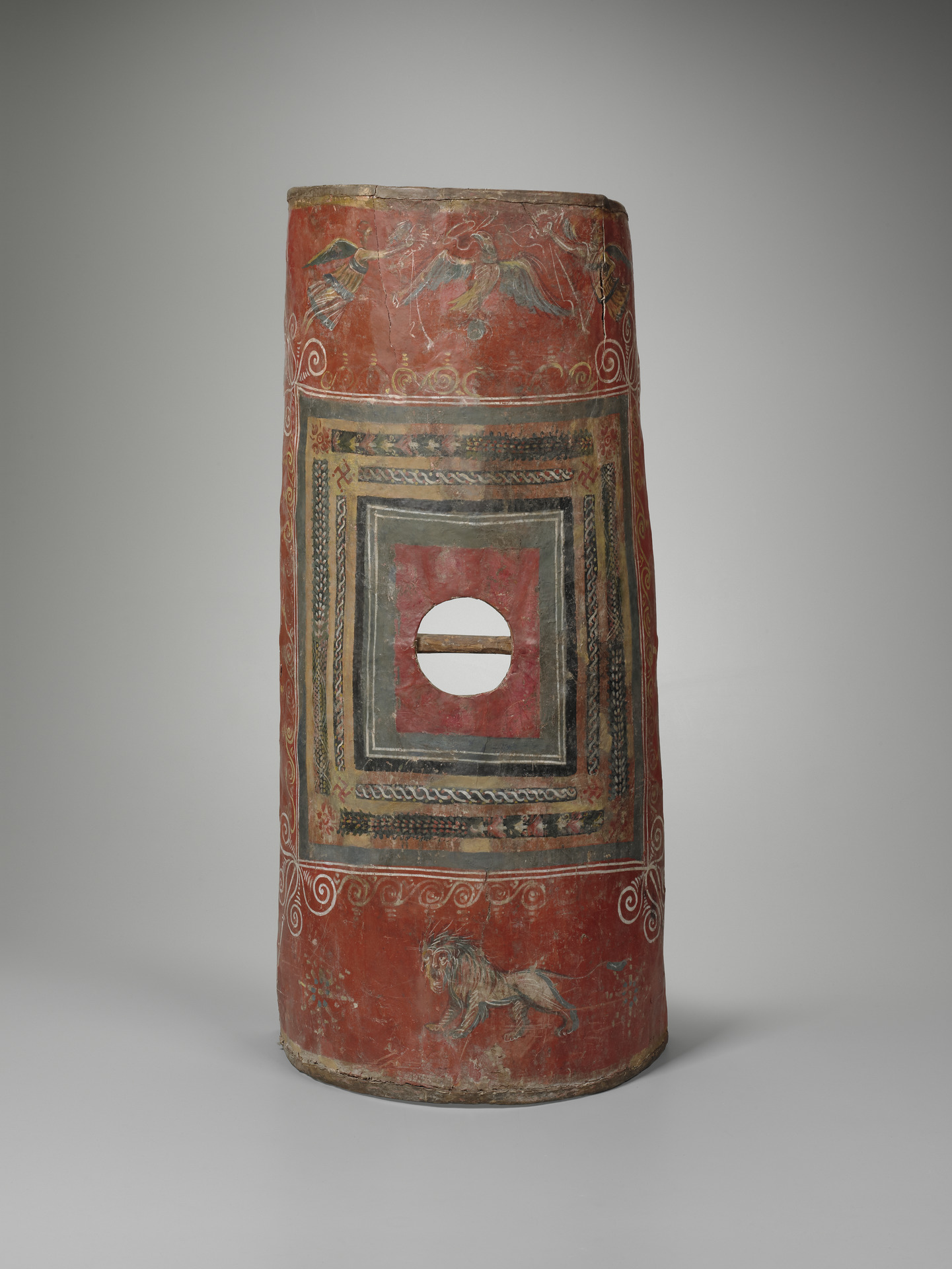
Неповреждённый римский щит из находок в Дура-Эвропос 1933 года

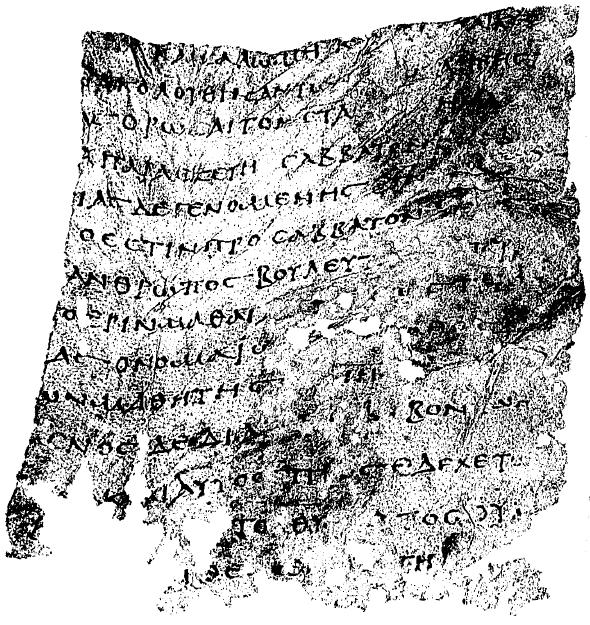
Пергамент 24 из Дура-Эвропос III века — единственный сохранившийся текст Диатессарона. Факсимильное воспроизведение 1935 года

Тяжёлым выдался сезон 1932—1933 годов, совпавший с общей политикой сокращения расходов в Йельском университете, голодным годом и восстаниями крестьян в Сирии. В этот сезон в отвалах Дура-Эвропос был найден пергаментный обрывок текста Евангелия, который при участии М. И. Ростовцева был идентифицирован как аутентичное свидетельство существования «Диатессарона» Татиана — важный источник по становлению евангельского текста. Открытие в Дура-Эвропос памятников раннехристианского искусства, церкви и синагоги вызвало бурную реакцию католической церкви, отстаивавшей римское происхождение культового искусства ранних христиан. Фрески церкви из Дуры были смонтированы в Йельской галерее искусств и открыты для посетителей 12 июня 1937 года — в день 236-летия основания университета.
Часть седьмого сезона раскопок (октябрь 1933 — марта 1934 года) М. И. Ростовцев непосредственно провёл в Дура-Эвропос. Были раскопаны жилые дома и храм Зевса Теопса: несмотря на напряжённый бюджет, было нанято 300 рабочих. Перед этим Ростовцев побывал на очередном Международном конгрессе историков в Варшаве и Кракове, где читал доклады о папирологических находках в Дуре и открытии синагоги с росписями. Остаток лета супруги Ростовцевы провели в Париже. Главным достижением сезона стал договор Йельской художественной галереи о выкупе той части фресок, которые входили в долю находок, причитаемых сирийской стороне. Лично Михаил Иванович прибыл на раскопки через Пальмиру 24 января 1934 года, убедившись в высоком моральном духе членов команды и благоустройстве территории: арабские рабочие поселились рядом с городищем, основав процветающую деревню с рукотворным оазисом. 10 февраля, убедившись, что найден митреум, Ростовцев срочной телеграммой вызвал на раскопки Ф. Кюмона — основоположника научного изучения религии митраизма. 1 апреля Ростовцев покинул экспедицию, весьма озабоченный планируемым переходом К. Хопкинса в Мичиганский университет (в конечном итоге он руководил раскопками до самого последнего сезона).
В результате соглашения Йельского университета со Службой древностей Сирии Галерее искусств университета досталось около 10 000 археологических предметов. Это каменная и гипсовая скульптура, стеклянные сосуды, гончарные изделия (греческая и римская керамика, посуда обычная и тонкостенная, фаянс и светильники), ткани, монеты, документы на пергаменте и папирусе. Публикации окончательного каталога находок так и не последовало. Часть находок произвела сенсацию в прессе и среди посетителей музея: в климате пустыни сохранялись текстильные и кожаные изделия. Среди музейных образцов оказались кусочки шёлка, два древнейших образца вязания, шатёр, красно-зелёная плетёная сумка, зелёный занавес с красными цветами и множество фрагментов одежды всех цветов и рисунков. Более или менее уцелели образцы солдатской обуви и кожаные панцири. Обнаружено множество образцов римского и парфянского вооружения, включая деревянные черенки стрел, иногда оперённых. Сохранился даже зажигательный снаряд для баллисты. Особо выделяется римское парадное вооружение, включая плохо сохранившиеся овальные деревянные щиты, расписанные сценами падения Трои и амазономахии, а также прямоугольный щит прекрасной сохранности, обтянутый красной лайкой, расписанный птицами и геометрическими узорами и с изображением льва внизу. Привезённые в США фрагменты штукатурки с росписями разных культовых зданий большей частью не опубликованы.

Древняя живопись из Дура-Эвропос в Йельской художественной галерее
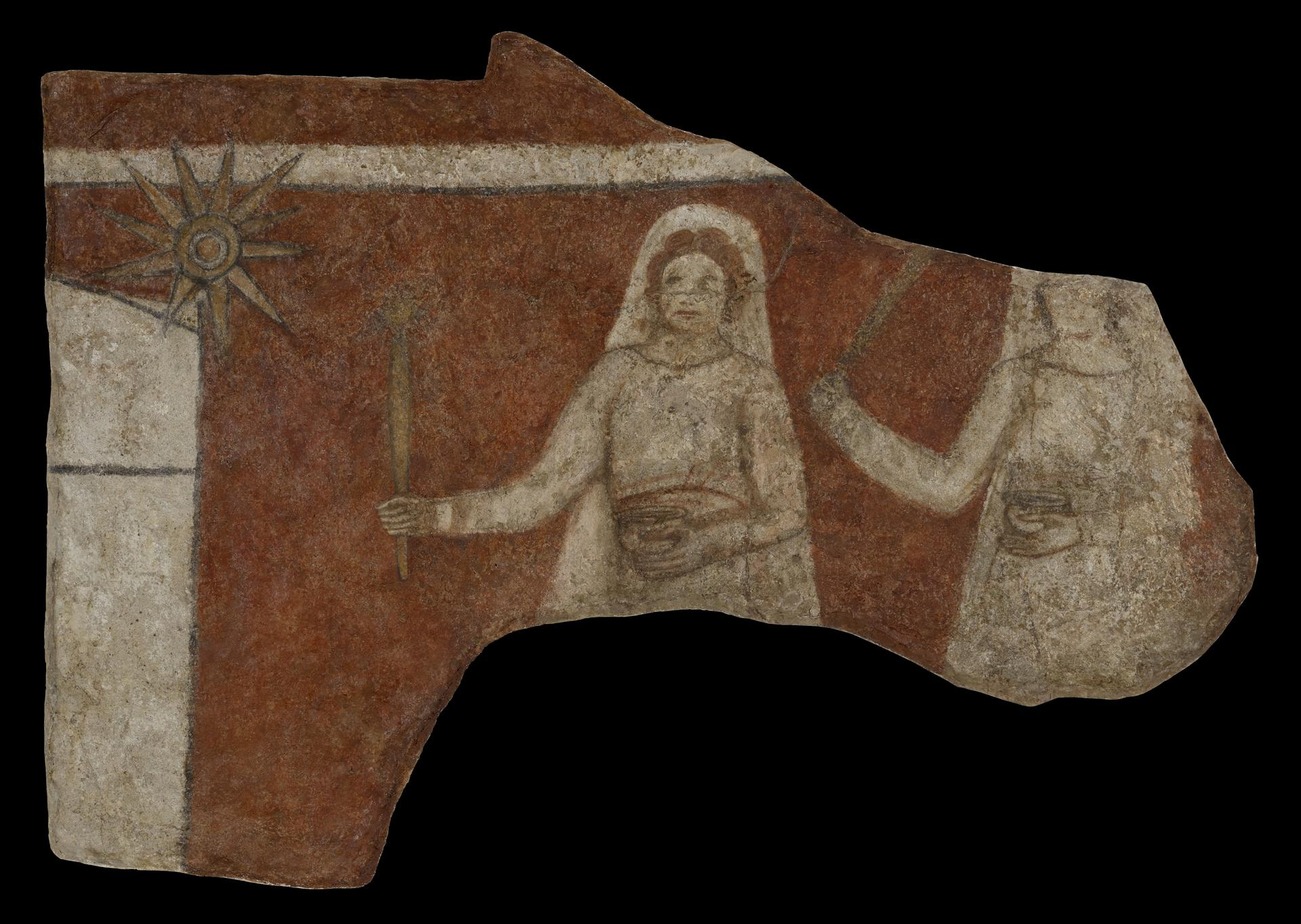
Процессия женщин. Фреска из баптистерия
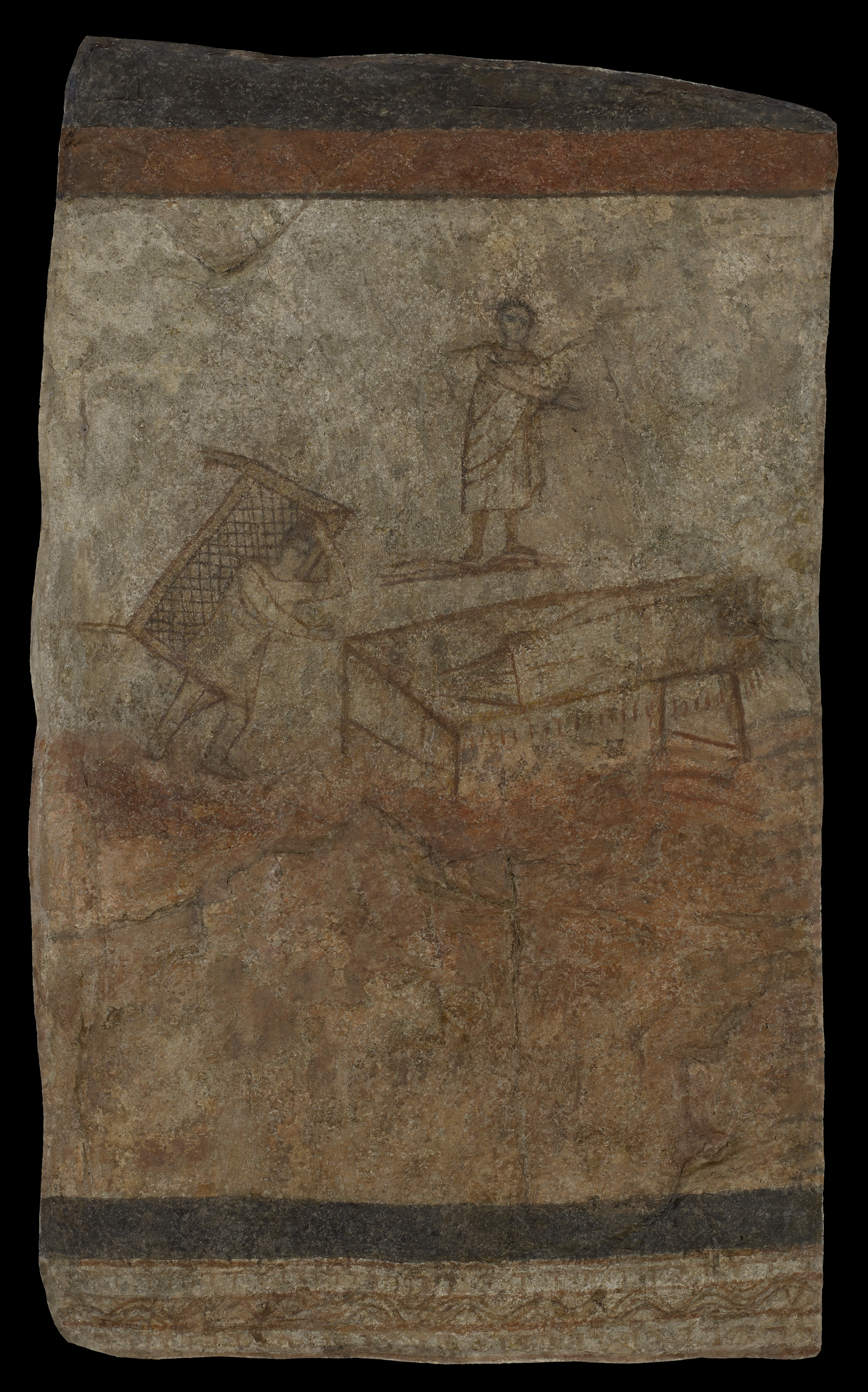
Исцеление расслабленного. Фреска из баптистерия
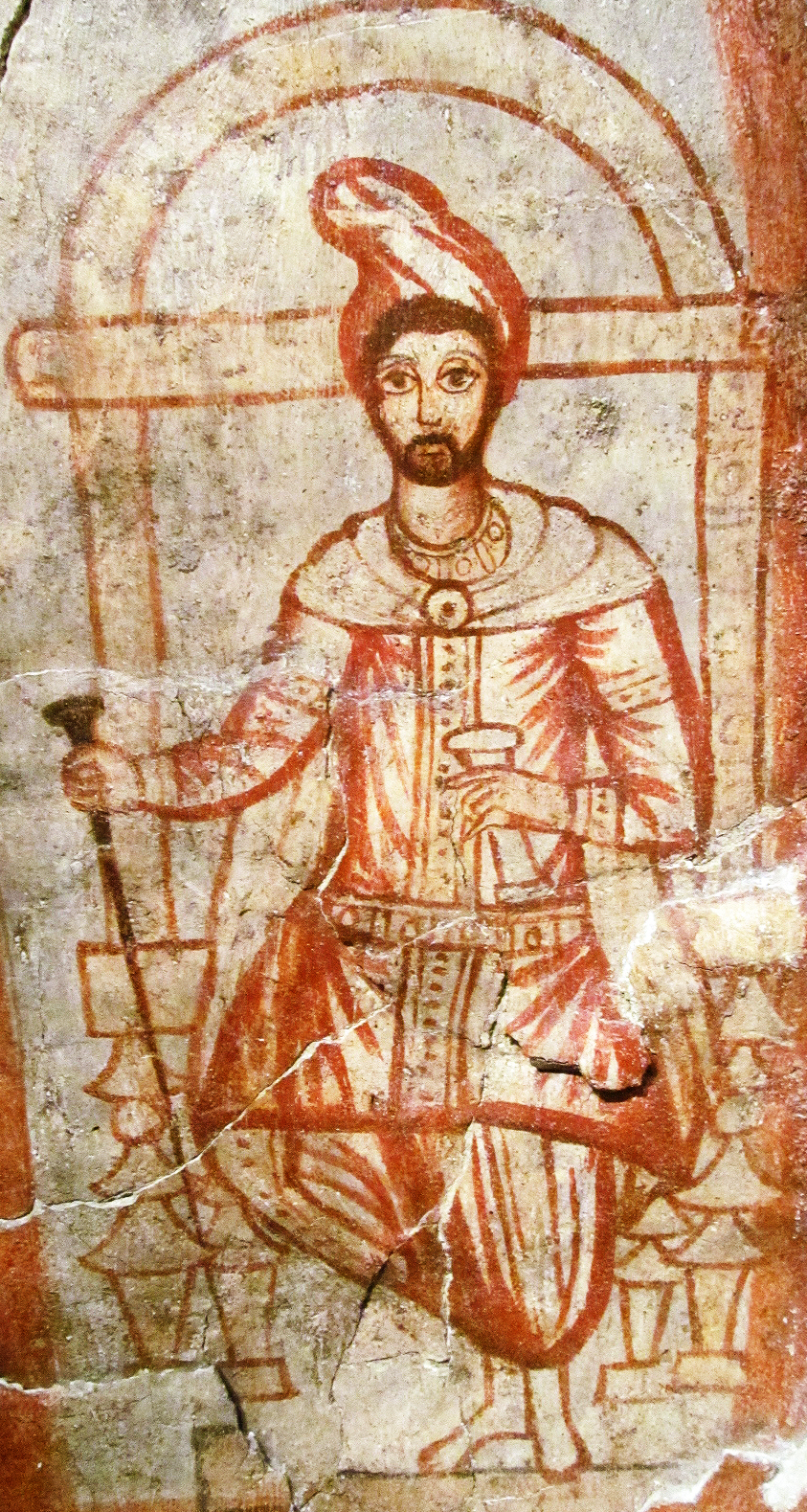
Митраистский жрец — «отец» митреума. Фреска митреума
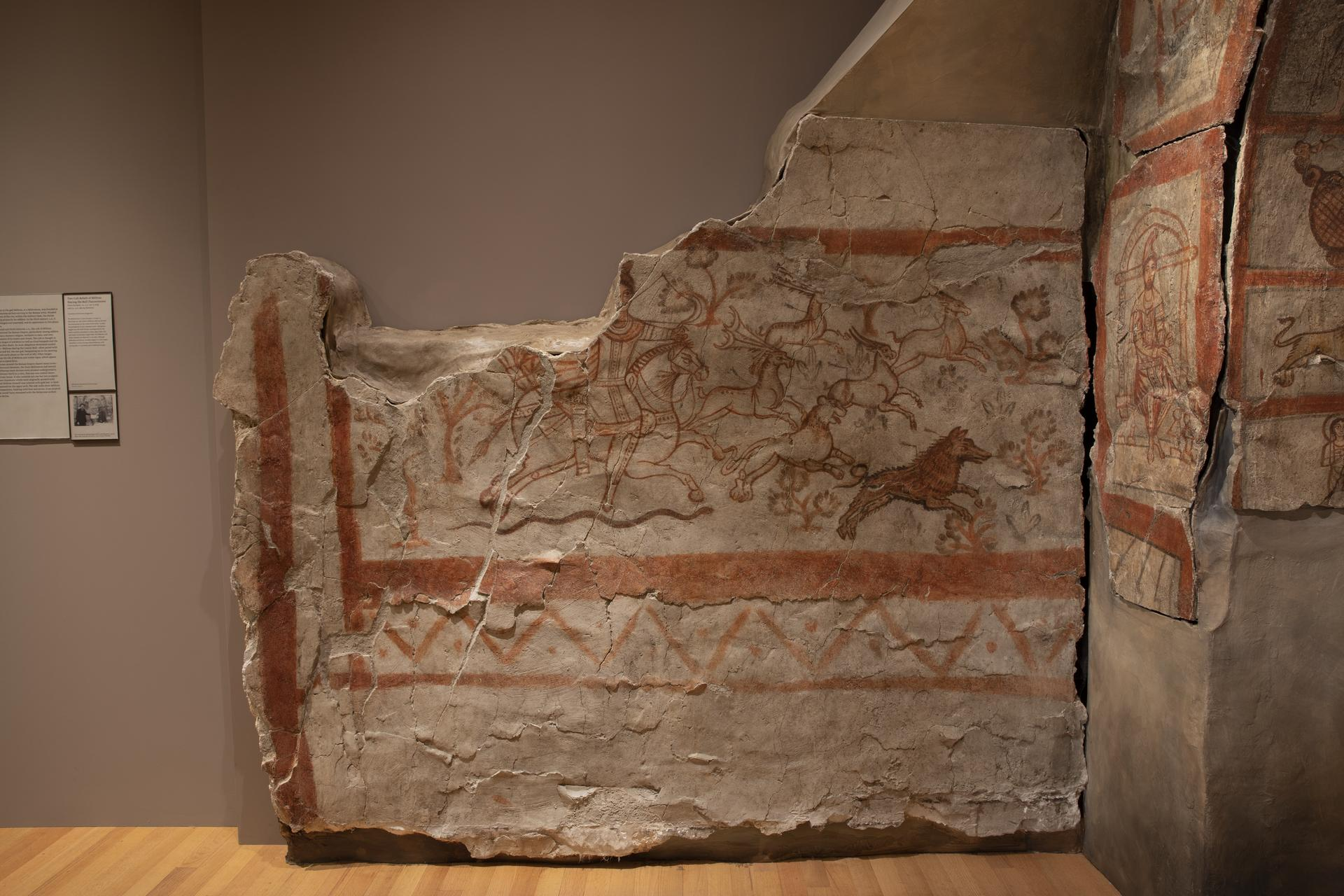
Настенный фриз Фреска митреума

#### Тридцатые годы
Работы в Дура-Эвропос в сезоны 1935 и 1936 годов продолжались. Ростовцев поменял в эти годы методы проведения своего семинара по антиковедению: его студенты работали с подлинными находками из Дура, сразу включаясь в реальную исследовательскую работу. Сезон 1937 года в Дура-Эвропос стал последним, и в этом же году М. И. Ростовцев решился отправиться в Индию, чтобы свести воедино свои давние исследования по скифологии и иранскому элементу в древневосточном и античном искусстве. Первые запросы на фотографирование интересующих его памятников были отосланы в Археологическую службу Индии ещё в 1926 году. 12 декабря 1936 года супруги Ростовцевы на итальянском пароходе отплыли из Нью-Йорка в Геную, а оттуда на другом судне отправились в Коломбо. За десять дней на Цейлоне, несмотря на жару, учёный поднялся в Сигирию. Следующим пунктом назначения был Мадрас, откуда Ростовцев писал своему аспиранту Уэллсу, что был поражён языческими культами «высокоцивилизованного и художественно развитого народа». Ростовцев прямо писал, что увиденное в Индии мало отличалось от античной Малой Азии и Сирии. Дальнейший путь проходил через Бомбей, Лахор, Дели и Агру до Калькутты. В письме Г. Вернадскому Ростовцев заявил, что Индия во многом напомнила ему старую Россию: «страна мужицкая по преимуществу, почти без буржуазии с небольшой группой интеллигентов». Отмечая глубокую религиозность всех общин: индусов, джайнов и мусульман, он писал, что, как и в России, «это только мираж»: «При первом случае религиозность сменится издёвкой». В марте 1937 года Ростовцев побывал в Бангкоке, откуда поехал в Ангкор-Ват, где провёл четыре дня. Последней частью путешествия были Ява и Бали.
В майской переписке 1934 года М. И. Ростовцев спрашивал президента Энджелла о своей дальнейшей судьбе: ему исполнялось 65 лет, и совет университета мог настаивать на его отставке. Стандартная сумма пенсии составляла 4000 долларов в год, но Ростовцеву обещали увеличить её на тысячу долларов, так как он (ещё до прихода к власти нацистов) получил предложение перейти в штат Берлинского университета как преемник Ульриха Вилькена. Экономический кризис сделал это обещание невыполнимым: после планируемой отставки Ростовцев более не имел источников постоянного дохода. В 1935 году Михаил Иванович Ростовцев на год был избран президентом Американской исторической ассоциации. Ранее этого высокого поста эмигранты не удостаивались, для историка в США не существовало более высокой степени признания. Питирим Сорокин, профессор Гарвардского университета, пригласил Ростовцева выступать на торжественном акте на 300-летии Гарварда, когда планировалось присудить почётную докторскую степень этого университета примерно шести-семи десяткам самых выдающихся учёных мира. При голосовании членами оргкомитета по социально-гуманитарному направлению единогласно были названы имена самого Ростовцева, Кюмона и Мейнеке. Чествование состоялось 15 сентября 1936 года, Ростовцев зачитал приветственный адрес от всех гостей-гуманитариев. Руководство Гарварда попыталось «переманить» Ростовцева в свой штат, в частности, пригласив его прочитать в Высшей школе богословия Ингерсолловскую лекцию о бессмертии души «Менталитет эллинистического мира и представления о жизни после смерти» (26 апреля 1938 года). После получения прямого предложения о переходе в Гарвард, Ростовцев связался с новым президентом Йельского университета, бывшим провостом Чарльзом Сеймуром. Новый глава университета создал для Михаила Ивановича высокооплачиваемую должность эмерита в звании главы археологического проекта (на 1940 год даже были изысканы средства на раскопки в Дура-Эвропос, которые так и не возобновились). Совет Йельского университета единогласно проголосовал за перевод Ростовцева на должность директора археологических исследований с годичным жалованьем в 12 000 долларов, не считая дополнительных выплат от научного фонда. Бессрочный контракт можно было разорвать по обоюдному согласию в случае физической невозможности продолжения работы. Совет также утвердил сумму пенсионных выплат Ростовцеву после окончания его контракта (5000 долларов в год).
За десятилетие 1930-х годов М. И. Ростовцев довёл до максимума публикационную активность: помимо «Предварительных…» и «Окончательных отчётов» по раскопкам в Дура-Эвропос, учёный выпустил в 1931 году немецкий перевод монографии «Скифия и Боспор», в 1932 году вышли две популярные книги «Караванные города» и «Из прошлого Греции и Рима». Переход Михаила Ивановича на ставку эмерита был особо отмечен президентом Йельского университета Ч. Сеймуром, объявившим Ростовцева на встрече выпускников «наиболее известным антиковедом в стране и в мире», который и далее позволит университету поддерживать первенство в классических штудиях. В Оксфордском университетском издательстве в 1941 году вышла последняя из объёмных работ Ростовцева «Социальная и экономическая история эллинистического мира».

#### Бунин, Набоков, Ростовцев
В 1921—1940 годах поддерживалась переписка М. И. Ростовцева с И. А. Буниным; историк и писатель возобновили личное общение ещё до отъезда Ростовцева в Америку. Ещё в 1923 году М. И. Ростовцев обратился к слависту, иностранному члену Российской академии наук О. Броку, поддерживая выдвижение Бунина на Нобелевскую премию. В дальнейшем историк последовательно поддерживал только его кандидатуру. 21 марта 1931 года Бунин лично просил М. И. Ростовцева вновь выдвинуть его кандидатуру. 8 декабре 1932 года Ростовцев официально обратился в Шведскую академию на правах её иностранного члена-корреспондента.
Соседями Ростовцевых в Петербурге было семейство Набоковых; и Михаил Иванович, и Софья Михайловна были вхожи к Владимиру Дмитриевичу. Его сын Владимир, уже сделавшись известным русским писателем в эмиграции, в 1936 году обратился к Ростовцеву (так же, как и М. М. Карповичу и Г. В. Вернадскому, знавшим его отца), прося о содействии в переезде из Германии в США и интеллектуальном трудоустройстве. В марте 1939 года историк написал для писателя-филолога отзыв-рекомендацию, в числе поручителей для получения Владимиром и Верой Набоковыми въездных виз в США выступали общие знакомые Ростовцева, включая П. Сорокина, М. Карповича, М. Добужинского. Последний обмен письмами Набокова и Ростовцева произошёл в 1941 году, но ещё спустя два года Михаил Иванович рекомендовал Владимира Владимировича в числе лиц, способных замещать в Йеле кафедру русского языка, литературы и истории. Набоков оказался связан и с проектом беженцев из Европы Анри Грегуара и Романа Якобсона, начатым в марте 1943 года: это был перевод «Слова о полку Игореве» на французский язык. Опубликованная в Нью-Йорке в 1948 году книга была посвящена М. И. Ростовцеву.

### Отставка. Последние годы жизни (1944—1952)
Судя по переписке с А. А. Васильевым, состояние здоровья М. И. Ростовцева ухудшилось к 1941 году: он жаловался на глухоту и снижение остроты зрения. После отставки 30 июня 1944 года 75-летний Ростовцев погрузился в тяжёлую депрессию. На него также сильно повлияли военные новости, и он переживал за своих коллег, которых, как он полагал, можно было спасти, вывезя через Российско-американский союз помощи русским вне СССР. Зимой 1944 — весной 1945 года Ростовцев вёл переписку о переиздании своего учебника «История древнего мира», редактором которого должен был стать Э. Бикерман; однако в конечном итоге книга вышла в двух томах в 1960—1963 годах. Согласно переписке Софьи Ростовцевой с Брэдфордом Уэллсом, в 1946 году Михаил Иванович прошёл курс электросудорожной терапии, которая не дала видимого улучшения, более того, появились провалы в памяти. Впрочем Уэллс сообщал одному из своих коллег, что Ростовцев стал «весел и приветлив», возобновил работу с источниками и новой научной литературой, но уже был не в состоянии писать. Последние его публикации датированы 1944 годом. Согласно сведениям Уильяма Калдера III, Ростовцева подвергли модной в те годы лоботомии, но об этом не упоминается в переписке его родных и друзей. 20 октября 1952 года он скончался, был кремирован и похоронен на Университетском кладбище Гров-стрит. Публичная панихида по учёному прошла спустя семь недель, 7 декабря 1952 года в Нью-Йорке, в епископальной церкви Воскресения Христова (Восточная 74-я стрит), однако была организована тремя эмигрантскими организациями и являлась, согласно М. Весу, «чисто русским делом». Собрались члены Общества друзей русской культуры, Толстовского фонда (одним из основателей которого являлся покойный) и Общества друзей Свято-Сергиевской русской православной богословской академии в Париже, почётным президентом последнего был М. И. Ростовцев. Выступали Ариадна Тыркова-Вильямс, стипендиат института Думбартон-Окс Александр Васильев, профессор Колумбийского университета Э. Бикерман и гарвардский профессор Михаил Карпович.

## Социально-политическая активность
Немецкая исследовательница Надежда Фихтнер утверждала цельность личности Ростовцева, его научных, общественных, культурных и политических взглядов. Формирование его либеральных взглядов всецело обязано семейной среде, которая была не слишком типичной для России XIX века (дворянско-чиновничье семейство, в котором родители непосредственно были связаны с системой образования). Ростовцев рано осознал свою принадлежность к интеллигенции, прослыв «западником» и «европейцем», который подчёркивал важность осознания греко-римского фундамента в формировании России. На журфиксах Ростовцевых присутствовали известные русские либералы (Н. И. Кареев) и сторонники легального марксизма (П. Б. Струве), в 1904 году Михаил Иванович поучаствовал и в «банкетной кампании». Его вступление в партию конституционных демократов, часто именуемой «профессорской партией», стало совершенно естественным. Неудачная попытка баллотироваться в Государственную думу убедила Ростовцева в невозможности эффективного совмещения политической и научной деятельности. Несмотря на сдержанную позицию в годы реакции, в 1917 году М. И. Ростовцев был избран в Центральный комитет партии кадетов и даже сделался директором партийной типографии. Н. Фихтнер отмечала, что из публицистики Ростовцева 1916—1917 годов можно вывести причины отхода от немецкой культурно-исторической школы и попытку адаптации научно-образовательных достижений союзников по Антанте — Великобритании и США. Политическая активность М. И. Ростовцева достигла пика между августом и ноябрём 1917 года.
Первая мировая война повлияла на мировоззрение Ростовцева и его общественную позицию. Будучи космополитом, он активно работал в сфере благотворительности, непрерывно организуя кампании по сбору средств для раненых, пострадавших от войны поляков и армян, других народов. Когда вскрылся недостаток боеприпасов, профессор был готов чуть ли не встать к станку, вытачивая снарядные гильзы. Правительство Франции за его общеевропейскую активность возвело Михаила Ивановича в 1917 году в достоинство офицера Ордена Почётного легиона. Н. П. Анциферов вспоминал, как Ростовцев отказался от научной отстранённости и на лекциях чуть ли не проповедовал, что «подлинной культурой обладают лишь те народы, которые развили свою культуру на базе античной. Немцы были отгорожены от мира классических народов оборонительной линией Limes romanus (на Рейне и на Дунае). Между тем как Русская земля была некогда удобрена античной культурой. Её южные берега у Чёрного моря входили в состав эллинского мира». Анциферов передавал слухи, что Эдуард Мейер якобы завещал Ростовцеву свою кафедру, но немецкие учёные отказались утвердить на ней воинствующего врага пангерманизма.
Как публицист Ростовцев печатался в журналах «Мир Божий», «Русская мысль» и «Вестник Европы», используя псевдонимы «М. Р.»; «Р—ев», «М.». По сравнению с научной стороной деятельности М. И. Ростовцева, его общественно-политические взгляды изучены плохо, вдобавок периодические издания, в которых он публиковался после 1918 года, зачастую малоизвестны, имели небольшие тиражи и представлены лишь в немногих крупнейших библиотеках мира. Регулярно повторяемой темой является апология сциентизма, тезис, что наука составляет главный смысл человеческой жизни. Лейтмотивом статьи «Наука и революция» является: «Нам нужна не грамотная Россия, а Россия культурная». Ростовцев прямо заявлял, что почти неодолимая пропасть между народными массами и интеллигенцией — это преступление царской власти, следствие совершенно определённой культурно-образовательной политики.
Одним из главных начинаний М. И. Ростовцева после его выезда из РСФСР стал «Комитет освобождения России», делами которого он занимался в 1919—1923 годах, являясь заместителем председателя его центральной группы. П. Н. Милюков не слишком позитивно воспринимал инициативы Ростовцева, отмечая, что состав руководства Комитетом диктовался не столько Ростовцевым, сколько спонсором («жертвователем») — Н. Х. Денисовым, а предоставляемых им 5000 фунтов стерлингов должно было хватить не более чем на месяц работы с телеграфными агентствами и печатания пропагандистских брошюр. В полемике вокруг принкипских предложений Ростовцев выступал (по словам Милюкова) «грубо и неловко». Маринус Вес отмечал, что задачи ростовцевского окружения никогда не выходили за пределы малорезультативной «белой пропаганды». К широко рекламируемым в европейской прессе успехам наступления Колчака у Ростовцева изначально было скептическое отношение. Однако он всецело поддерживал Б. А. Бахметева в попытках максимально отвратить западную дипломатию от любых контактов с ленинским окружением.
Взгляды Ростовцева лондонско-оксфордского периода изложены в дневнике У. Уэстермана: во время их личной встречи Михаил Иванович называл Ленина «мономаном», одержимым почти религиозной идеей, что марксистский социализм спасёт мир. Ленин — настоящий специалист по марксизму, но он пребывает вне общепринятых моральных норм: «Не то чтобы он их презирает — он их просто не чувствует». Ростовцев повторял слухи о немецком финансировании большевистской партии. Большевизм, по мысли М. И. Ростовцева, охватывает не более 10 % всего населения России, но партия возглавляется фанатиками, готовыми уничтожить «скверную» реальность, лишь бы не оставлять её в существующем виде. Себя Ростовцев характеризовал как русского националиста, который публиковался на французском и немецком языках, чтобы показать миру продуктивность и большие достижения русской науки. Он признавал желательность знания русского языка иностранными учёными. Уэстерман переписал в дневник возмущённые филиппики Ростовцева против того, что большевики открыли университетские занятия для всех желающих и принуждали «буржуев» к физическому труду, в том числе на уборке улиц. Тут же выяснилось, что пролетариату высшее образование просто не нужно.
После 1923 года общественная активность М. И. Ростовцева сошла на нет, что не означало уклонения от публикаций на острополитические темы и не менее резких интервью, которые появлялись в американской и эмигрантской прессе до 1939 года. Находясь в эмиграции, М. И. Ростовцев не оставлял без внимания ни одного мало-мальски значительного события в жизни России.

## Научная деятельность

### Периодизация. Научная активность
В интеллектуальной биографии М. И. Ростовцева его ученик Брэдфорд Уэллс выделял три этапа — ранний до 1914 года, разработки экономической истории древности в 1914—1926 годах, поздний, связанный с результатами раскопок в Дура-Эвропос. Современный учёный А. Л. Чибиров утверждал, что типологию и хронологию научной деятельности Ростовцева удобнее делить на дореволюционный и эмигрантский этапы. По А. Л. Чибирову, до 1918 года Михаила Ивановича больше интересовала древняя история России, и он использовал огромный арсенал антиковедения, археологии и смежных дисциплин для изучения истории и культуры народов, проживавших на юге России в дославянскую эпоху. Отсутствие возможностей для занятий этой проблематикой в Европе и США подтолкнуло его к смене основного направления и широким теоретическим обобщениям.
Отличаясь огромной научной продуктивностью, М. И. Ростовцев мало заботился о составлении собственной библиографии. До отъезда из Петербурга он собирал оттиски своих статей, бессистемно переплетённых в два десятка конволютов, разрозненных по разным книгохранилищам. Готовя официальные документы, Михаил Иванович делал произвольные выборки собственных публикаций, неизменно указывая, что ряд его трудов переведён на европейские языки. В последних автобиографиях 1944—1947 годов М. И. Ростовцев оценил общее число своих книг и статей 500 единицами; сбором библиографической информации занималась жена Софья Михайловна. Она передала составленную ею картотеку Б. Уэллсу, который в 1956 году выпустил библиографию объёмом 444 единицы. В 1961 году А. И. Воронков представил библиографический указатель трудов по антиковедению, вышедших на русском языке в 1895—1959 годах, в котором содержится исключительно полная сводка дореволюционных публикаций Ростовцева. В 1980-е годы библиография была пополнена Фрэнком Гиллиамом и Жаном Андро, но также была далека от завершения. В 1990-е годы наиболее полную библиографию предложил В. Ю. Зуев, в издании 1997 года учтено 680 публикаций М. И. Ростовцева на всех языках (включая переиздания), в том числе 631 прижизненная (1895—1952). К 2003 году были обнаружены некоторые ранние публикации М. И. Ростовцева и уточнено библиографическое описание ряда статей и серийных изданий.
Канадский историк Брент Шоу провёл анализ публикационной активности Ростовцева, основываясь на библиографиях Уэллса, Гиллиама и Андро. Оказалось, что до Первой мировой войны Михаил Иванович публиковался преимущественно по-русски, переводя важнейшие с его точки зрения статьи и монографии на немецкий язык. После эмиграции главным языком его публикаций (более 50 % их общего числа) стал английский, но немецкий по-прежнему оставался вторым языком вплоть до Второй мировой войны. Наиболее продуктивными с точки зрения числа публикаций и их объёма для Ростовцева были три периода: 1898—1903, 1923—1928 (максимальная интенсивность) и 1938—1943 годов. После 1943 года серьёзно больной учёный уже не создавал оригинальных научных трудов, а вышедшие под его фамилией работы были подготовлены ранее. Б. Шоу по адресу «Социально-экономических историй…» Римской империи и эллинистического мира заметил, что Ростовцев «продемонстрировал следующим поколениям учёных, что можно сделать, просто это сделав».

### Теоретико-методологические взгляды
Историк С. Б. Крих, как и его коллеги, отмечал, что программных текстов, посвящённых обобщениям и размышлениям об истории в целом, у М. И. Ростовцева немного и менее всего в «Социально-экономической истории Римской империи» (SEHRE) и «Социально-экономической истории эллинистического мира» (SEHHW). Основополагающим для Ростовцева в методике исторического исследования являлась целостность, внутреннее единство исторического повествования, возвышающегося над многообразием материала, основанного «на органическом согласовании фактов». По наблюдению С. Б. Криха, впервые этот приём прослеживается в его магистерской работе о государственных откупах Римской империи. Первичность нарратива для Ростовцева выражалась в иллюстративности. Так как для него лично много значило визуальное восприятие, то он стремился сделать описываемые памятники и явления зрительно ясными для читателя. Небольшая обзорная статья «Курганные находки Оренбургской области эпохи раннего и позднего эллинизма» сопровождается десятью таблицами, картой и 45 иллюстрациями. Книга 1932 года «Караванные города» при объёме в 232 страницы, содержит 35 страниц фотовклеек с 83 иллюстрациями, шесть изображений в тексте и пять карт. В краткой книге об искусстве Дура-Эвропос (1938) на 162 страницах текста 12 карт и планов, а также 28 таблиц с фотографиями, реконструкциями и прорисовками. Во всех перечисленных случаях иллюстрации комментируются.
Ростовцев максимально расширил применение историко-сравнительного метода, работая с разнородным материалом: литературными источниками, визуальными источниками (в том числе из «буквально выжатых» из настенных росписей и мозаик), данными раскопок. Арнальдо Момильяно называл это «жутким умением оживлять прошлое». Отчасти «виртуозность» проистекала из широты исторических интересов, позволяющих Ростовцеву ориентироваться в археологическом и искусствоведческом материале, относящемся и к периферии античного мира, и к сопредельными с ними регионам. Именно этот подход регулярно заставлял Ростовцева придерживаться крайне спорных обобщений, например, о высокой степени преемственности эллинистических и римских политико-правовых институтов или того, что римский Египет вряд ли отличался по уровню развития от других римских провинций (иначе это сводило папирологический материал к источнику региональной значимости). Ростовцеву была свойственна безапелляционность в выводах, которую он сводил к формуле: «Лучше по-исторически заблуждаться, чем по-антикварски опошлять». Историк М. Рейнгольд счёл, что для Ростовцева свойственно «противоречие между объективным, критическим, научным подходом и субъективным, априорным методом». Особенное раздражение его вызывало понятие античного капитализма и эллинистически-римской буржуазии, которое влекло обвинение в модернизации. Понятийный аппарат, используемый Ростовцевым, характеризуется нечёткостью, что, по-видимому, являлось принципиальной установкой. Например, используя понятие «цивилизации», Ростовцев не предлагает выявления его сущности, а лишь противопоставляет цивилизованное состояние «дикости». Современников шокировало постоянное употребление понятий: «капиталисты», «капиталистическая система сельского хозяйства», «капиталистические методы торговли», «городской капитализм», «коммерческий капитализм», «методы капиталистической экономики», а также «фермерское хозяйство», «буржуазия» и т. д. Терминология необязательна: однажды Михаил Иванович заявил о большевистских методах управления эллинистических царей. То есть исследователь широко заимствовал понятийный аппарат социальных наук XIX—XX веков, придавая терминам, однако, условно-символическое значение. Ростовцев неохотно разъяснял используемую терминологию и тем более спорные понятия. Для Ростовцева, который рано понял особенности американского академического сообщества, подобный подход позволял актуализировать труд, выстроив дискурс на понятных для современников терминах. Данная терминология не являлась инновацией Михаила Ивановича Ростовцева, так как использовалась ещё специалистами XIX века, как немецкими (Карлом Бюхером), так и русскими (например, Робертом Виппером). Реконструкция базовых социально-экономических процессов Римской империи выстраивалась на основе ключевых феноменов: урбанизации и интеграции провинций, населённых разноплеменными народами, в единый Римский мир. При этом историк меньшее внимание уделял Востоку империи и греческим городам; вскользь высказанная по поводу правления Адриана идея о «греко-римской империи» не получила в монографии развития. Данная концепция получила популярность уже впоследствии, например у Поля Вейна, писавшего о двойной идентичности имперских обитателей, у которых власть была римской, а культура греческой.
Методология М. И. Ростовцева базировалась, во-первых, на нежелании как-либо её манифестировать, и, во-вторых, априоризме. Он существовал в позитивистской системе научности, ориентируя себя на определение общих закономерностей исторического развития, а важнейшей задачей истории как науки мыслил определение логики развития больших социальных систем на материале глобальных сдвигов в структуре цивилизации. Признавая иррациональную природу исторического действия (история — наука о людях, которые в критические моменты жизни действуют под влиянием чувств и страстей), Ростовцев не делал из этого никаких методологических выводов. Максимально широко используя аналогии, учёный скептически относился к тому, что «история может кого-либо образумить и на кого-либо повлиять». Для него были очевидны различия между античностью и современностью, однако очень важную роль играли совпадения, совершенно не стыкующиеся с идеалом строгой научности. Подытоживая, С. Б. Крих отмечал, что в методологии М. И. Ростовцева достаточно чётко проявляются и реконструируются философско-исторические принципы и конкретно-исторические методики, а собственно методология разработана крайне слабо. Ближе всего эта последняя к позитивизму (в частности, в версии Э. Мейера), но Ростовцев скептически относился к прогрессу и идее эволюции. В целом методология Михаила Ивановича Ростовцева может быть обозначена как позитивизм на культурном этапе модернизма.
По словам С. Б. Криха, М. И. Ростовцев ещё при жизни был признан классиком, а его «великие работы» 1920—1930-х годов быстро сделались «памятниками», в том числе и самому автору. «Поскольку его работы о кризисе Римской империи выделялись подчеркнутой авторской позицией, критика им была обеспечена изначально, а постоянная критика, не нуждаясь в лишних подробностях, нацелена на создание „мобильного“ (упрощенного и редуцированного) образа ниспровергаемой концепции, и тем самым, волей-неволей, она также работает на „классицизацию“ этой системы идей и её автора».

### Античность Крыма и южнорусских степей

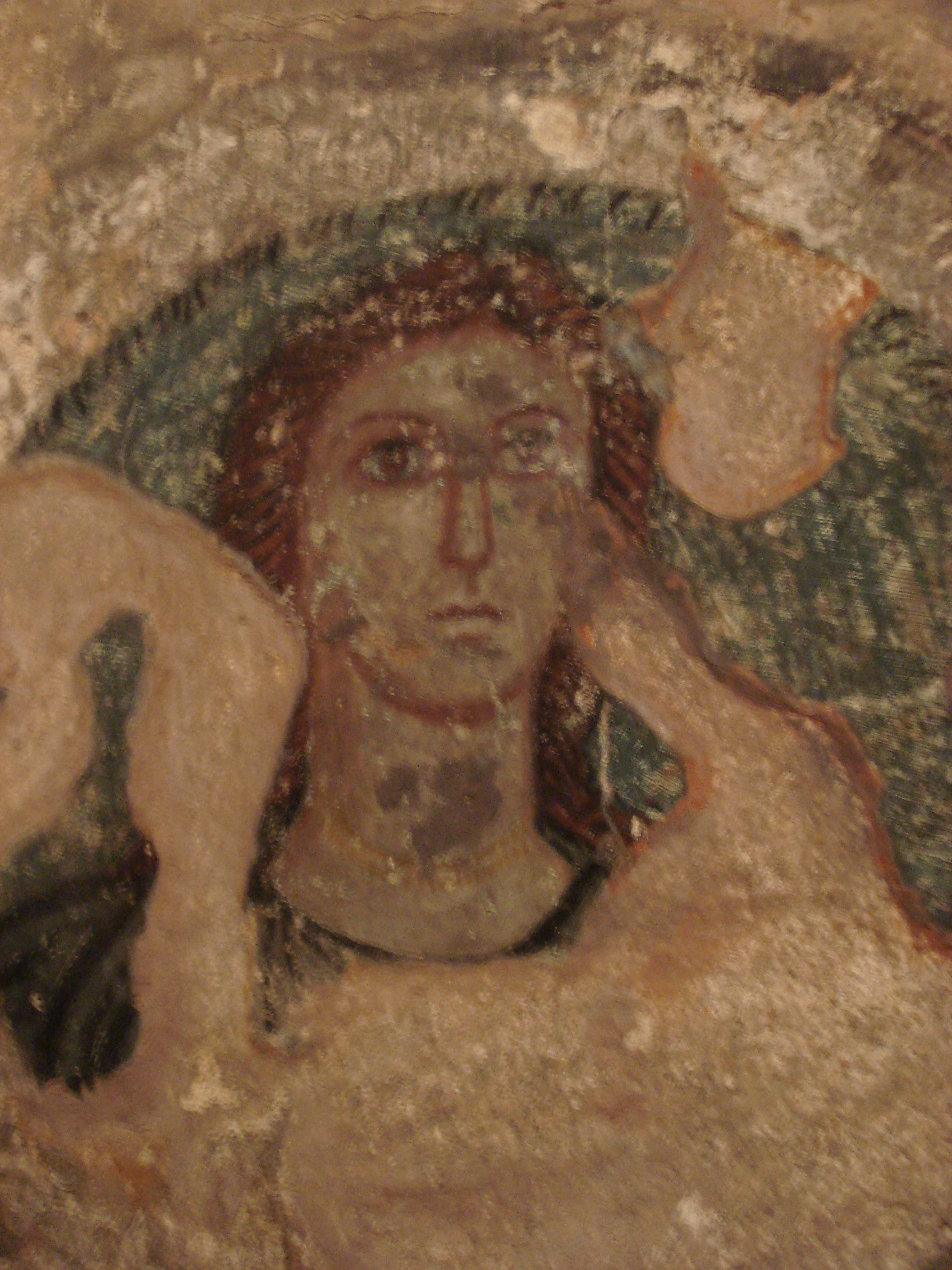
Фреска на потолке «Склепа Деметры» в Пантикапее

Множество монографий и статей М. И. Ростовцева, посвящённых античности Северного Причерноморья, подразделялись Э. Д. Фроловым на две большие группы: по архитектуре и изобразительному искусству античных памятников Причерноморья и археологии и эпиграфике античных городов и государств. Крупнейшим достижением в этом направлении явились две книги: популярная работа небольшого объёма «Эллинство и иранство на юге России» (1918) и научная монография «Скифия и Боспор (критическое обозрение памятников литературных и археологических)», изданная уже в советское время по подготовленной к 1918 году рукописи (в дореформенной орфографии). В первой из этих работ Михаил Иванович заявил, что скифы южнорусских степей не могут быть признаны «варварами» только из-за греческого обозначения, так как античные эллины все другие народы обозначали как варварские. Основное внимание уделялось контактам греков со скифо-сарматским населением, создавшим на Боспоре социально-политическую систему и культуру, в типологическом смысле и по достижениям предвосхитившими эллинистический синтез на Востоке. Искусство Боспора вполне сопоставимо или даже превосходило памятники пергамской школы.
Ростовцев провозгласил, что эллины и иранцы напрямую связаны с позднейшими славянами и русскими, однако связь эта носит характер культурного преемства, определившего жизненный уклад огромного региона, позднее ставшего Россией. Плодотворное взаимодействие античной и скифо-иранской культур не прошло бесследно, вовлекая все последующие народы во всемирно-исторический процесс. Вопросы культуры занимали важное место во всех работах М. И. Ростовцева, посвящённых Северному Причерноморью. В книге об античной декоративной живописи исследовано сходство и различия росписей и архитектуры склепов Боспора с греческими малоазиатскими, этрусскими и италийскими погребальными памятниками, а также александрийскими и македонскими росписями. Тема росписей начала нашей эры связывалась учёным с иранизированными религиозными представлениями, и синкретическими формами, вырабатываемых на территории Малой Азии. В памятниках Боспора и Ольвии М. И. Ростовцевым были выявлены фракийские элементы, которые наиболее проявлялись на материале святилища в Ай-Тодоре. Собственно, святилище, датируемое II—III веками нашей эры, посвящено фракийским богам, но содержит три алтаря с посвящениями главному богу римской армии Юпитеру Высочайшему. Эти алтари оформлены в стиле, полностью аналогичному фракийскому.
Для живописи северопонтийских склепов римского императорского времени (первые века нашей эры) М. И. Ростовцев выделил несколько стилей: 1) цветочный, 2) чистый инкрустационный, 3) смешанный инкрустационно-цветочный, 4) геометрический. Типология построена на материале склепов, открытых между 1873—1912 годами на обширной территории (девять из них — христианские в Херсонесе, относящиеся к IV—V векам). Ростовцевым было убедительно показано единство техники и стиля; особенно однородными являются росписи четвёртой группы, в которой все орнаментальные мотивы регулярно повторяются во всех гробницах. Толкование практически всех изображений крайне затруднено ввиду отсутствия деталей и атрибутов у фигур. Датировки опирались на нумизматический материал и стилистический анализ росписей. Фигурные иллюстрации библейских сюжетов появились позднее символических изображений плодов, виноградной лозы, птиц, а также монограмма Христа (хрисма) в лавровом венке. Согласно Ростовцеву, это символ мученичества захороненных; такими символами оформлены пять склепов. Система росписей христианских склепов Херсонеса находит ближайшие параллели в Сирии и Палестине: то есть памятники утверждения христианства в Херсонесе расписаны в том же духе и стиле, как и современные им на Римском Востоке. Христиане Херсонеса были тесно связаны с церковью Сирии, указания на что можно отыскать и в агиографии.
И в XXI веке достижения М. И. Ростовцева в области причерноморской археологии оцениваются исключительно высоко. Он впервые успешно рассмотрел античную и скифо-сарматскую тематику в комплексе, задействовав весь существовавший к тому времени комплекс данных, подвергнутый скрупулёзной систематике. Однако уже в этих работах Ростовцев проявил существенные черты своего мировоззрения и методологии. Рассматривая скифов, учёный исходил из единства их культуры, этноса и территории обитания. Неприемлемыми ныне считаются его аналогии, в соответствии с которыми Скифия являлась государством наподобие позднейшего Хазарского каганата или Золотой Орды. Впрочем, А. Л. Чибиров полагал соответствующие пассажи монографии «Скифия и Боспор» лишь литературным приёмом, метафорой, допустимой в научном письме того времени.

### Скифо-сарматский вопрос
В проблемном поле евразийской археологии начиная с 1910-х годов для М. И. Ростовцева центральное место занимали вопросы генезиса художественной культуры кочевников скифо-сарматского мира, в том числе «звериного стиля». За три десятилетия работы в этой области учёным было создано восемь книг и два десятка научных статей. Естественным развитием данной тематики (связанной и с раскопками в Дура-Эвропос) стали сармато-парфянские взаимосвязи и переход к вопросам парфянского искусства. Всё перечисленное разрабатывалось на основе синтетической герменевтики, выработанной историко-филологической наукой. Декоративно-прикладное искусство трактовалось как самостоятельный источник исторической информации. В концепции Ростовцева скифы появились в Причерноморье около VII в. до н. э. и господствовали в степи и лесостепи около тысячелетия, покорив или ассимилировав все местные народы. Единственной силой, способной противостоять скифам, являлись приморские греческие колонии, которые либо сосуществовали со скифами на основе взаимовыгодных торговых договоров, либо вели войну, опираясь на помощь извне. Скифскую державу Ростовцев представлял как военную теократию с феодальным характером социально-экономических отношений. Территория Скифии постепенно сужалась: во II веке до н. э. началось вторжение сарматов, которые загнали скифов в Крым. Чётко локализуемая скифская культура продолжала развиваться в Крыму на всём протяжении господства сарматов.
Сарматы, по мысли М. И. Ростовцева, являлись предельно динамичными народами, волны нашествий которых прокатывались по Евразии на протяжении длительного времени. Скифы и сарматы являлись иранцами, вероятно, из ветви, которую античные авторы обобщённо именовали «саками», чтобы противопоставить мидийцам и персам. Этимология этого названия определялась им как необъяснённая; греческие авторы фиксируют племена, к которым прилагалось данное название, около IV века до н. э., но их постепенное продвижение по Евразии началось, по-видимому ранее. II век до н. э., вероятно, был кризисным, и лишь в это время большие массы сарматов фиксируются в пределах Причерноморья как античными авторами, так и археологическими памятниками. Для Ростовцева важной была идея нетождественности сарматов и савроматов; последняя группа племён, проживавшая на Нижнем Дону в Приазовье, по сходству названий была греческими историками и географами смешана с сарматами. Позднее сарматы завоевали савроматов. Завоевания сарматов учёный противопоставлял скифским нашествиям, ибо иранцы-сарматы являлись не «разрушителями-варварами», а «свежей волной завоевателей», открытых для инноваций и инокультурных влияний. Танаис и Ольвия остались при сарматах торговыми посредниками, но иранцам удалось проникнуть в греческие города и «почти полностью иранизировать их».
В эмигрантский период М. И. Ростовцев занимался проблемами возникновения и распространения звериного стиля. В наиболее ранних известных ему памятниках (Келермесские курганы) учёный наблюдал смешение элементов скифского и ассирийского стиля. Даже если эти выводы неверны, Ростовцев прекрасно осознавал значимость предметов из Келермеса и Литого кургана как доказательства взаимодействия ближневосточных и степных культур середины I тысячелетия до н. э. Михаил Иванович никогда не выводил звериный стиль из Передней Азии, и вообще считал важнейшим вопрос источника его происхождения. Свою гипотезу о центральноазиатском происхождении стиля Ростовцев в 1930-е годы проверить не мог, однако она подтверждается находками в Аржанском кургане на территории Тувы, датируемых IX—VIII веками до н. э. Важным достижением Ростовцева являлась постановка вопроса о взаимодействии скифского звериного стиля с искусством Китая, в частности, эпохи Чжоу. Впрочем крайне слабое развитие китайской археологии в то время, не позволило уточнить датировки и конкретизировать гипотезу.

### Социально-экономическая история Римской империи
Самой известной и одновременно самой неоднозначно воспринятой из работ М. И. Ростовцевая является изданная по-английски «Социальная и экономическая история Римской империи». Практически во всех рецензиях отмечалось, что Ростовцев завершил эпоху «больших историй», а Виламовиц-Мёллендорф в латинской автобиографии утверждал, что его книга сопоставима только с пятым томом Моммзена. По мнению Б. Шоу, указывавшего на поразительный охват Ростовцевым всего Средиземноморья как единого целого, он фактически являлся предтечей Ф. Броделя, и то же самое отмечал Фергюс Миллар.
Основными политическими и социальными акторами, действия и борьба которых определяли ход античной истории, в SEHRE выступали римские императоры, которые до кризиса III века были зависимы от общественного мнения знати, армии, граждан и провинциалов. Политическая активность армии возрастала по мере изменения способов её комплектования и, как следствие, социального состава. Если до Августа она являлась пролетарской (в римском смысле этого слова), то уже в I веке в легионах представлены все сословия и группы имперского населения, в том числе не затронутых эллинизацией или латинизацией провинциалов, принимаемых во вспомогательные войска. Ядром армии являлись римские граждане, поэтому провинциальные группировки времён гражданской войны 69 года не выражали сепаратистских устремлений. При династии Флавиев стала заметной провинциализация римской армии, однако легионы оставались «буржуазными», то есть представлявшими наиболее цивилизованные и образованные классы урбанизированных частей империи. По мере провинциализации, варваризации и рустификации армия превращалась в деструктивную, революционную силу, сыгравшую главную роль в кризисе третьего века. К концу века Антонинов состав армии претерпел варваризацию, и она уже не могла считаться «представительницей культурных слоёв населения», утратив свою связь с городами и превратившись в армию землевладельцев и крестьян.
Социальная структура Римской империи напоминала эллинистические монархии с тем отличием, что император не являлся чужеземцем, представляя господствующий имперский народ. Важнейшее место в двухтомнике Ростовцева занимает активно-созидательный социальный слой, который обобщённо именуется городской буржуазией, и которому не даётся строгой дефиниции. По ходу изложения выясняется, что буржуазия возникла в Риме по мере роста благосостояния Италии, урбанизации и возрождения экономики восточных провинций. К буржуазному классу историк относил землевладельцев, торговцев и промышленников, живших в городах и осуществлявших свою деятельность на основе капиталистических принципов. Эти прослойки, наряду с армией, являлись союзницей императорской власти в стремлении ослабить могущество крупных землевладельцев. Со временем буржуазия стала вырождаться в класс рантье, чьё богатство основывалось на систематической эксплуатации низших классов. Высший слой буржуазии представлял «чиновную аристократию», посылаемую императорами для управления городами и провинциями. Наиболее предприимчивой и созидательной частью буржуазного класса Ростовцев называл торговцев, образованных землевладельцев, владельцев мастерских, мелких служащих, которые могли быть свободными гражданами или потомками вольноотпущенников. К ним учёный прилагал понятие «средний класс», который в историографии XXI века считается вполне правомерным для социальной характеристики римского общества. Средний класс пополнялся отчасти выходцами с Востока — семитами и левантинцами. Низшие слои свободного населения представлены городским и сельским пролетариатом, который являлся пассивным или негативно настроенным к носителям высокой культуры. Это не только класс налогоплательщиков, к пролетариям относились неработающие или праздные горожане. Положение рабов и рабовладельческие отношения, вопрос о роли и удельном весе рабского труда в римской экономике Ростовцевым специально не рассматривался. Историк М. Рейнгольд на основе источников вывел ряд возражений подобной логике: выделяемый русским учёным «буржуазный средний класс» являлся и в эпоху эллинизма, и в Римской империи правящим сословием; экономические интересы этого сословия заключались почти исключительно в землевладении. Арнальдо Момильяно, высоко оценивая роль Ростовцева как пионера изучения римского крестьянства, отмечал, что Михаил Иванович был далёк от характеристики социальной структуры античного общества вообще, он был историком «торговцев, образованных земледельцев и профессионалов». Проигнорировал он и общинную структуру римского крестьянства, что не исказило общей картины римского социума, в котором разные социально-политические и экономические группы сменяли друг друга в доминирующей позиции, определяя ход событий и логику процессов. Социальное противоборство в Римской империи М. И. Ростовцев представил именно как классовую борьбу, в которой государство являлось всеобщим угнетателем, от которого страдали как низшие сословия, так и буржуазный класс, «нивелируемый» государственным аппаратом. Имперское общество был подвержено поляризации, усугубляемой с течением времени: высшие и низшие классы превращались в противостоящие друг другу касты. Эта антиномия рассматривалась как универсальная, проявляемая повсюду по ходу истории.
В изображении М. И. Ростовцева Римская империя оказывалась вне контекста империализма. По словам историка А. В. Махлаюка, «„имперскость“, то есть специфические связи центра и периферии, организация пространства, модусы взаимоотношений „имперского народа“ и подвластных народов, единство многообразия — всё это остаётся вне поля зрения историка, как и географическая (геополитическая) и экономическая обусловленность и последствия имперской экспансии. О причинах отсутствия такого ракурса можно только гадать». Вполне возможно, что М. И. Ростовцев не желал связываться с политическим подтекстом, сопровождающим понятие «империализм». Активная завоевательная экспансия Рима ко времени, описываемого Ростовцевым, практически сошла на нет, а самого историка более интересовали внутренние процессы. Одним из наиболее принципиальных для него являлся вопрос об отсутствии в античном мире индустрии и развитых форм капиталистического хозяйства. По мнению русского учёного, основным фактором являлось отсутствие настоящей рыночной конкуренции, определяемой численностью и покупательной способностью потребителей, а также бедностью населения в целом. Вся политическая и экономическая система Рима была непрочна, не была в состоянии выдерживать дорогостоящих проектов, без чего невозможно «по-капиталистически организованное» производство. Причиной кризиса III века и, шире, упадка античной цивилизации Ростовцев называл императорскую власть, ради сохранения себя допустившую варваризацию армии, уничтожение буржуазии и упрощение социальной структуры. К IV веку императорам удалось разгромить городскую буржуазию и установить восточную деспотию со всеобщим закрепощением и бюрократией, возвратом от развитых форм античной жизни к натуральной экономике. Гибель античной культуры историк связывал не столько с восстанием масс (значение которого не отрицал), а с обесцениванием самой этой культуры и снижением её уровня: парадоксально, по мере упрощения культуры, она становится раздражающим фактором. В этом моменте Ростовцев призывал изучать психологию масс: «игры власти с массами, в жертву которым всегда приносится культура, приводят к кризису».
С. Б. Крих подчёркивал, что неоднозначность восприятия и длительная массированная критика «Социально-экономической истории Римской империи» объяснялась как новаторством и ценностью самого этого труда, так и тем, что это была одна из последних этапных многотомных исторических работ, подготовленных одним автором. Ростовцев оказывается в одном ряду с Эдуардом Мейером и Теодором Моммзеном, но при этом SEHRE сочетает черты монографии и монументального исследования, оказываясь на границе между собственно «большими» историями (почти безраздельно господствовавшими в науке Германии) и коллективными трудами и «частными» историями, свойственными англо-американской историографии. Через пятнадцать лет, когда переход к новой форме исторического письма стал свершившимся фактом, «Социально-экономическая история эллинистического мира» была воспринята намного спокойнее.

### Эллинизм в системе представлений М. И. Ростовцева
До архивных публикаций 2000-х годов основными работами Ростовцева по эллинистической эпохе являлись две главы про государства Птолемеев и Селевкидов в «Кембриджской истории древнего мира» (1928), первый том «Истории древнего мира» (1926) и «Социально-экономическая история эллинистического мира» (1941), все опубликованные по-английски. Однако, судя по рукописным лекциям 1906—1908 годов, ещё до Первой мировой войны М. И. Ростовцева живо интересовали все вопросы, отражённые в его эмигрантских публикациях: сущность эллинистической эпохи, Восток при персах, Македония при Филиппе, Александр Македонский, политические события после смерти Александра, эллинистические Восток и Запад в III веке до н. э., сущность эллинистического государственного строя, эллинистические экономика, общество, право, религия и культура, взаимоотношения эллинистического мира с Римом. К эллинистической истории исследователь пришёл от исследования государственных институтов и аграрных отношений в Римской империи; такая же логика справедлива и для его монументальных работ 1930-х годов. В понимании Михаила Ивановича, эллинизм — это порождение древнего Востока и античного Запада и соединительный мост между ними. Ростовцев разделял эллинизм политический и историко-культурно-религиозный; в последнем случае греческий Восток (границы его совпадали с восточными пределами римского владычества) существовал до эпохи «византинизма». В рецензии на книгу О. Буше-Леклерка «История Селевкидов» (1913) Ростовцев выделял несколько региональных типов эллинизма («италийский», «ионийский», «александрийский», «иранский» и др.), смело объявляя наследниками этого культурно-исторического типа Европу, Византию, славян и арабов.
В ранних лекциях Ростовцев, ставя вопрос о восточных корнях эллинизма, вполне традиционно противопоставлял политическое и экономическое устройство восточной деспотической монархии и греческого полиса. Его выкладки полностью соответствуют концепции И. Дройзена, ключевым словом является «слияние». Согласно американскому историку С. Берстену, на представления историков XIX века (и до Второй мировой войны) о восточном походе Александра и эре эллинизма огромное влияние оказал колониальный опыт западных держав. В этом отношении Ростовцев также был традиционен, заявляя, что эллинистическая культура перестала быть культурой собственно Греции, она «начала играть роль культуры мировой, нормальной и типичной культуры древнего мира вообще и всего европейского культурного человечества в дальнейшем развитии». В лекциях и в рецензии на «Историю Селевкидов» Ростовцев подчёркивал трагическую двойственность античной экономики, растущей пропасти между городом и деревней, появлением колоната, который трактовал как крепостное право. Птолемеевский Египет неизменно занимал важное место в исторических построениях Ростовцева, ибо папирологический материал он широко использовал в своей магистерской и докторской диссертациях об откупах и колонате в Римской империи.
В основе концепции социально-экономической истории эллинизма Ростовцева лежало понятие этатизма — доминирующей роли государства в экономике. Античность знала два типа государства: восточную бюрократическую монархию и греческий демократический полис, которые после похода Александра породили «греческую монархию на восточной основе», в которой «бродильным элементом» явился «греческий гений». «Краеугольным камнем этой системы было подчинение государству индивида во всех сферах его деятельности»; типичным примером подобного государства являлся эллинистический Египет. Представления Ростовцева об «абсолютизме» и «примитивном этатизме», государственной собственности на землю и чуть ли не «древневосточном аграрном „коммунизме“» сложились задолго до революции 1917 года. Всё перечисленное было «продуктом своей, национальной жизни», и Птолемеи превратили практику и традицию Египта фараонов в «систему и закон», доведя этатизм до логического завершения и грандиозных масштабов. Однако оценки Ростовцева менялись: если до Первой мировой войны он полагал, что Египет был одним из наиболее развитых в экономическом отношении государств древности, а его столицу Александрию сравнивал с Парижем XVIII века, то после пережитой революции в России Михаил Иванович впал в негативизм. В оксфордской лекции 1920 года историк утверждал, что древний мир «пережил, только в меньших масштабах, тот же процесс развития, что переживаем мы теперь». Источниками подобных утверждений являлись, во-первых, «Податной устав Птолемея Филадельфа», опубликованный Гренфеллом в 1896 году; во-вторых, большой папирус из Тебтуниса конца III века до н. э. «Инструкция эконому», с которым работал в Оксфорде и составил подробный комментарий к нему. Наконец, Ростовцев сразу же оценил значение «архива Зенона», опубликованного в 1917—1921 годах. На этом источнике исследователь создал специальную монографию о филадельфийском поместье диойкета Аполлония.
Ростовцев был непоследователен в терминологии, оперируя понятиями «базиса» (точнее, «фундамента») и «надстройки». Эта последняя в Птолемеевском государстве была приспособлена к задачам и целям их правления: обеспечения безопасности в условиях военного соперничества эллинистических государств. Птолемеи нуждались в постоянных и сильных армии и флоте и для их содержания пошли по пути «усовершенствования» старой административной и хозяйственной системы Египта, проведя в невиданных доселе масштабах «обобществление» и «национализацию» экономики. Египетский этатизм Ростовцев именовал то «плановой экономикой», то «государственным капитализмом», то «государственным социализмом». В основе его был тоталитарно-репрессивный коллективный труд в сельском хозяйстве и ремесле, что на практике вело к превращению страны в огромный «трудовой лагерь». На первых порах «восточному» египетскому этатизму и коллективизму противостоял «западный» индивидуализм греков — частных собственников, «капиталистов» и «буржуа», таких, как Аполлоний, Зенон и их окружение. Их энергию и капиталы Птолемеи использовали для скорейшего освоения долины Нила и Фаюмского оазиса, ибо осуществляли политику колонизации египетской хоры. Однако политика, допускавшая элементы свободного предпринимательства, закончилась уже во второй половине III века до н. э. Указанных взглядов Ростовцев не изменил даже при работе над «Социальной и экономической историей эллинистического мира», в которой несколько приглушил публицистическую остроту сопоставлений и аллюзий со своей современностью. Историк полемизировал с У. Вилькеном, который считал, что фискальная политика Птолемеев была направлена на обеспечение активной политики вне Египта. Ростовцев противопоставлял государства Птолемеев и Селевкидов, так как первые, по мнению русского историка, никогда не преследовали цель создать «мировое государство» — их основные интересы были сосредоточены на Египте. Внешняя политика должна была обслуживать интересы безопасности: контроль над торговыми путями и территориями, располагавшими строевым лесом и залежами металлов, отсутствовавших в самом Египте. Ростовцев считал, что созданная Птолемеями на практике система управления страной и её ресурсами, особенно ярко проявившаяся в их фискальной политике, вела к разрушительным последствиям и закончилась полным крахом. Не получилось и культурного слияния: Ростовцев писал об «ошибке» Птолемеев, полагавших, что в захваченном ими Египте «слияние на почве эллинизации состоится само собой». Греко-македонские цари Египта не отыскали «формулу власти», ибо египтяне внутренне не подчинились новому режиму, а греки, поселившиеся в стране Нила, переродились психологически из граждан в подданных, занятых только частными интересами. В Египте так и не сложилось модели греческого полиса, с присущей ему политической жизнью.
При работе над тематикой Селевкидов источниковая база Ростовцева была неизмеримо более узкой (особенно до начала работ в Дура-Эвропос). Круг нарративных источников не пополнился, тогда как эпиграфические источники были представлены лишь раскопками Милета, Приены и некоторых других малоазийских памятников (Пергам). Новейшие находки греческих надписей в Сирии, Иране, Афганистане были Ростовцеву неизвестны, как и клинописные источники эллинистической эпохи. Ограниченной была и нумизматическая база. Поэтому историк сосредоточился не на сфере культуры, а на формах организации общества и государства в сравнении с птолемеевским Египтом. Михаил Иванович утверждал единство происхождения государственных институтов, но при этом называл селевкидскую монархию «персональной», то есть царская власть, не являясь самодовлеющей, не могла функционировать вне царского двора, армии и бюрократии, что являлось прямым следствием возникновения государства на основе завоевания. Последнее определяло важность греко-македонской колонизации, в процессе которой создавались как полисы, так и военные и гражданские колонии. Селевкиды были заинтересованы в создании групп поселений, контролирующих важнейшие районы государства. Местное население рассматривалось как источник получения средств для содержания бюрократии и армии; социальные отношения в Селевкидском государстве Ростовцев был склонен сближать с феодальными.
Концепции социально-экономической системы эллинизма не вызывали безоговорочного принятия у современников. Его основные идеи были безусловно восприняты учениками — Б. Уэллсом или Э. Бикерманом, но в целом воздействие Ростовцева на последующие поколения эллинистов выразилось в распространении рационального подхода. И в СССР, и на Западе концепция Ростовцева вызвала сильнейшее раздражение в первую очередь у марксистов. В частности, А. Б. Ранович в своей монографии 1950 года попытался рассмотреть эллинизм как определённую закономерную стадию в развитии рабовладельческой формации, а в период дискуссий об азиатском способе производства западные неомарксисты Х. Крейссиг, П. Бриан и некоторые другие стали рассматривать Селевкидское государство как восточное, прямого наследника Ахеменидской державы. Эта идея в 1990-е годы широко распространилась среди антиковедов, не придерживающихся марксистских взглядов.

### Дура-Эвропос — «сирийские Помпеи»

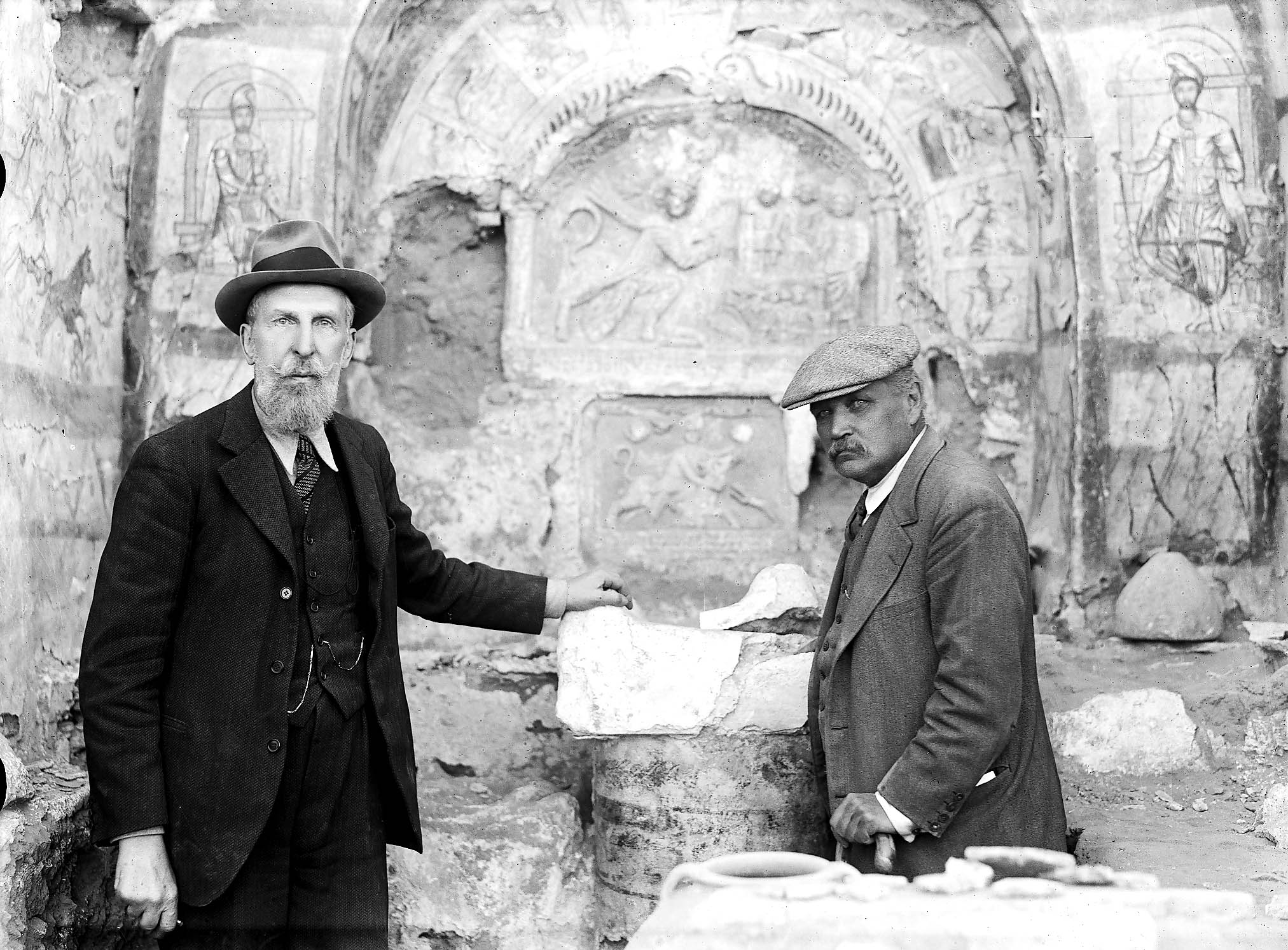
Франц Кюмон и Михаил Ростовцев на раскопках митреума в Дура-Эвропос

Уильям Калдер III характеризовал раскопки Йельского университета в Дура-Эвропос как одни из самых результативных в археологии XX века. По словам Дж. Фирса (цитировавшего директора раскопок Кларка Хопкинса), Ростовцев, возможно, «лучше себя чувствовал в своём рабочем кабинете, чем в поле на раскопе», но его интеллекта и энергии хватило для понимания значения этого памятника, десятилетнего финансирования и руководства. С тех пор ни одна монография, касающаяся тематики Восточного Средиземноморья, античных религий и искусства, не обходится без учёта находок в Дура-Эвропос, её церкви и расписанной синагоги. Для самого Ростовцева сирийские раскопки позволили вернуться к его дореволюционным концепциям синтеза восточного и западного искусства, античной живописи, а также «встречи» греческой и восточной цивилизаций. Только эрудиция и связи М. И. Ростовцева могли позволить оперативно публиковать многотомный «Предварительный отчёт». На этом этапе было важно поддерживать сенсационность результатов, что отражалось в тональности опубликованных рецензий. Особенно богатым во всех отношениях оказался шестой сезон раскопок, отчёт о котором был выпущен в 1936 году: именно в этом сезоне были найдены двенадцать папирусных и пергаментных документов, включая «Диатессарон» и фрески синагоги, которые сильно продвинули исследование вопроса о восточных корнях византийского искусства. Публикация «Окончательных отчётов» (Final Reports) была значительно более амбициозной: планировалось возможно более полно предать гласности все категории найденных объектов и все архитектурные комплексы, которые не нашли всестороннего анализа в предварительном отчёте. Главным редактором этого издания стал Ф. Кюмон, скончавшийся в 1948 году. М. И. Ростовцев вплоть до ухода на покой в 1944 году руководил и принимал участие как автор и в проекте «Окончательных отчётов». Первыми вышли заключительные отчёты, посвящённые керамике, бронзовым изделиям и монетам. В рецензии Дэвида Робинсона (Университет Миссисипи) подчёркивался масштаб аналитической работы, позволившей в кратчайшие сроки обработать 168 фибул, 95 чеканных и 34 эмалированных украшений, в основном, деталей упряжи и даже рукояток бритв, преимущественно, импортных, римской работы. Общее число монет, в том числе в составе кладов, составило 14 017 экземпляров, по преимуществу провинциальной чеканки и очень широкого хронологического охвата, начиная от Александра Македонского (4 монеты). Именно том по нумизматике снабжён указателем, отсутствующим в двух остальных.
«Окончательные отчёты», публикация которых была закончена лишь в 2001 году, могут быть классифицированы по трём группам: подготовленные М. И. Ростовцевым при жизни; тома, в составлении которых он участвовал; и прочие публикации. Прижизненные публикации включают шесть томов, помимо описанных выше, ещё посвящённые текстилю. Папирологические и искусствоведческие находки нашли отражение в трёх «Отчётах»: конечные публикации папирусов и пергаментов (1959), иудейской синагоги (1956) и здания христианской общины (1967). Тома, посвящённые скульптуре, повседневной керамике, оружию и доспехам, выпускались без участия М. И. Ростовцева. Учёный, помимо прочего, выпустил в 1938 году книгу «Дура-Эвропос и её искусство», представляющую собой общий очерк истории и искусства пограничной крепости в контексте эллинистической, парфянской и римской цивилизаций. Материалы раскопок широко использовались в преподавательской практике и научной разработке проблем эллинизма. Раскопки в Дура-Эвропос явились важным этапом в развитии научной археологии. Опубликованные отчёты и прочие материалы свидетельствуют о постепенном и неуклонном повышении уровня работ. В последние сезоны экспедиции особое внимание уделялось стратиграфии и массовому материалу (в основном, керамике), а не только сенсационным открытиям.
Ещё при планировании раскопок М. И. Ростовцев использовал понятие «Ближневосточные Помпеи»: находки в этом городе стали важнейшим фондом источников, без учёта которых невозможна разработка крайне широкого круга проблем антиковедения. Г. М. Бонгард-Левин перечислял их в следующем порядке:

Эллинистическая колонизация Востока, политическая история Селевкидов, династический культ в эпоху эллинизма и его пережитки в последующие исторические эпохи, политическая история Парфянского царства, судьба греческого полиса в составе Парфии, социальная структура и политическая организация этого государства, эволюция городского гражданского коллектива, особенности парфянского искусства (в частности так называемая проблема фронтальности в живописи), римские завоевания на Востоке и проблема римского лимеса на Евфрате, римская армия, её организация, комплектование и внутренняя жизнь, проблемы международной караванной торговли (в частности пальмирской), типология храмов на эллинистическом и римском Востоке, религиозная ситуация в римской Месопотамии, местные и привнесенные культы, проблема возникновения христианского искусства, искусство позднеантичного иудаизма, культ Митры, его происхождение и история в рамках Римской империи.
Сохранность города позволила составить его комплексный план и установить, что это первый город эллинистического Востока, для которого установлен «гипподамов план»: его открытие стимулировало исследование организации городского пространства древнего мира. Неожиданным для археологов 1930-х годов стало открытие, что в греко-македонском по принадлежности его основателей городе не было ни одного греческого по архитектуре храма; все культовые сооружения — восточные по своему устройству. В дальнейшем оказалось, что эта ситуация является общей для всех античных ближневосточных обществ. Иными словами, факт определённых изменений в менталитете греков, участвовавших в процессе колонизации Востока, был впервые выявлен в Дура-Эвропос. Находки в крепости привели к созданию концепции парфянского искусства, до того практически неизвестного и воспринимаемого как несамостоятельное. Живопись синагоги, которую сирийские власти не позволили перевести в Нью-Хейвен (ныне в Национальном музее Дамаска), представила сложность духовной жизни иудейских общин эпохи поздней античности, о которой исследователи не подозревали. Равным по значимости оказалось открытие христианской молельни, которое разом обесценило концепцию моноцентризма. Добавилась также и проблема взаимовлияний иудейского и раннехристианского искусства. Важным оказалось и открытие митреума, которое Ф. Кюмон счёл подтверждением идеи преемства между иранским и римским культами. Однако даже после наступления XXI века так и не были изданы граффити и дипинти на стенах культовых зданий, не появилось и «Окончательного отчёта», посвящённого эпиграфике. Новые раскопки были начаты французскими исследователями в 1986 году, они велись небольшими коллективами по два-три месяца в году

## Память. Рецепция теоретического наследия
После кончины М. Ростовцева в прессе и профессиональных изданиях разных стран последовало немало объёмных некрологов.
Отправляясь из Петрограда в Стокгольм в 1918 году, М. И. Ростовцев бросил на произвол судьбы накопленные к тому времени рукописи, документы и библиотеку. В мае 1920 года книги и рукописи Ростовцева были переданы в Библиотеку Академии наук, так как его квартира оказалась в распоряжении политотдела Управления запасными войсками Петроградского фронта. После «академического дела» часть бумаг Ростовцева перешла в Архив АН СССР. Оставшаяся часть документов отложилась в РГИА. Согласно инвентаризации 1929 года, научная часть книжного собрания М. И. Ростовцева (2556 томов) поступила в библиотеку Ленинградского университета, все книги получили шифр «R».
Документы эмигрантской жизни М. И. Ростовцева откладывались в разных хранилищах. В архиве Висконсинского университета осталось личное дело учёного, в основном содержащее переписку с руководством. Сам Михаил Иванович Ростовцев завещал свой архив Йельскому университету, а Софья Михайловна Ростовцева назвала душеприказчиком и распорядителем по архиву Брэдфорда Уэллса. Отчёты, фотографии и переписка по раскопкам в Дура-Эвропос хранятся в Йельской галерее искусств. Материалы по политической активности учёного отложились в Бахметьевском архиве Колумбийского университета, здесь же хранится корпус переписки с Г. В. Вернадским. Переписка антиковеда с коллегами хранится в Отделе особых коллекций Библиотеки Уильяма Перкинса Дьюкского университета, куда поступила в 1992 году.
Ещё при жизни М. И. Ростовцева появились глубокие критические исследования его работ. Первой оказалась статья 1946 года историка М. Рейнгольда, который заявил, что систематический анализ методологии Ростовцева как ведущего историка предыдущего поколения назрел уже давно. Согласно критику, базой ростовцевской философии истории являлся поиск кризисов древнего общества во внеэкономической сфере, в том числе социальной психологии. Переиздание в 1957 году «Социально-экономической истории Римской империи» повлекло издание аналитических статей С. Доу и Г. Боуэрсока, но в целом к середине века влияние теорий Ростовцева ослабевало и далее наступило забвение, в 1970-е годы он был объявлен устаревшим. В 1972 году немецкий историк К. Крист выпустил монографию «От Гиббона к Ростовцеву: жизнь и работы основных историков древности в период Нового времени» (Von Gibbon zu Rostovtzeff — Leben und Werk führender Althistoriker der Neuzeit), в которой сопоставлял Ростовцева по масштабу достижений и воздействия на современников с Моммзеном. Согласно Кристу, Ростовцев стремился к всеобъемлющему историческому синтезу, основанному на точной источниковой базе, особенно археологической.
В 1980-е годы интерес к Ростовцеву основывался на привлекательности его биографии, а после падения «железного занавеса» стала возможной работа с архивными фондами по обе стороны океана. В определённой степени этапными явились статья и монография нидерландского историка Маринуса Веса, который основывался на биографическом подходе А. Момильяно. Его работы предоставили учёному сообществу данные по генеалогии Ростовцева и связную картину его жизни в России, Европе и США. Однако Вес не углублялся в теоретико-методологические проблемы, не давал анализа научных трудов своего героя, считал его сторонником просвещённой монархии.
Согласно С. Б. Криху, теоретическая унификация советской исторической науки сделала прямые заимствования из Ростовцева «слишком рискованными», и Михаил Иванович для советских и даже западных критиков стал примером учёного, стремившегося «использовать историческую науку в качестве орудия идеологической борьбы». После 1960-х годов, когда на Западе произошло «прощание с Ростовцевым», в советской историографии его имя перестало ассоциироваться с «буржуазной наукой», идеологизированные оценки появлялись реже, хотя отношение к нему как «реакционно-модернистскому историку» сохранялось до 1980-х годов. В своей диссертации С. Б. Крих на материале многих работ М. И. Ростовцева и синхронной им историографии доказывал, что Ростовцев не являлся модернизатором ни с точки зрения методологии, ни с точки зрения мировоззрения и не писал памфлетов на советскую власть. Его концепция крестьянского восстания, ставшего переломным в судьбе Римской империи, сформировалась не позднее 1914 года, а проблема элиты и масс как двигателей общественного развития поднималась историком ещё раньше. Первая мировая война и две русские революции лишь придали размышлениям М. И. Ростовцева трагизм и сообщили личную заинтересованность.
В марте 1989 года в Ленинграде в Институте археологии была проведена конференция памяти академика М. И. Ростовцева, приуроченная к 70-летию создания труда «Скифия и Боспор». Она открыла большую череду научных проектов, завершившихся изданием больших исследований «Скифский роман» (1997) и «Парфянский выстрел» (2003), основанных на большом корпусе первоисточников; первый из компендиумов в 2000 году был удостоен Государственной премии Российской Федерации в области науки и техники (в лице авторско-редакторского коллектива: Г. М. Бонгард-Левина, В. Ю. Зуева, Ю. В. Литвиненко, И. В. Тункиной). При поддержке Российской Академии науки Г. М. Бонгард-Левиным и В. Ю. Зуевым были проведены ряд важных международных мероприятий: в 1993 году — международная конференция «Академик М. И. Ростовцев и его вклад в мировую науку» (Санкт-Петербург); в 1995 году международный коллоквиум «Ростовцев и Италия» как IX международный Перуджийский коллоквиум по истории историографии (Губбио); в мае 2000 года в Париже прошла международная конференция «Михаил Иванович Ростовцев». На парижской конференции было объявлено о запуске международного «The Rostovtzeff Project» в сети Интернет. К 150-летию учёного в 2020 году в Санкт-Петербурге был проведён международный форум «Дни aнтиковедения в Санкт-Петербурге. 150 лет со дня рождения М. И. Ростовцева».
Долгое время память о М. И. Ростовцеве никак не увековечивалась. Когда его труды «вышли из моды», он был основательно забыт в США. В 2010 году Нью-Йоркский университет на средства благотворительного фонда Роджера и Уитни Бэгналл учредил мемориальные «Ростовцевские лекции», изданием которых занимается издательство Принстонского университета. Цикл из четырёх лекций ведущих мировых исследователей Древнего мира проводится каждую весну.

## Основные труды (с указанием рецензий)
Полный перечень работ М. И. Ростовцева составлен В. Ю. Зуевым.
- Ростовцев М. И. История государственного откупа в Римской империи: От Августа до Диоклетиана. — СПб. : Тип. И. Н. Скороходова, 1899. — XIV, 304 с.
  - Rostowzew M. Geschichte der Staatspacht in der römischen Kaiserzeit bis Diokletian :  [нем.]. — Leipzig : Dieterich, 1902. — 184 p.
- Ростовцев М. И. Римские гарнизоны на Таврическом полуострове и Ай-Тодорская крепость. — СПб.: Типография В. С. Балашёва и Ко 1900. — 22 с.
- Tesserarum urbis Romae et suburbi plumbearum sylloge :  [лат.] / edidit M. Rostowzew. — St.-Pétersbourg : Commisionnaires de l'Académie Impériale des sciences, 1903. — XI, 440 p.
- Tesserarum urbis Romae et suburbi plumbearum sylloge. Supplementum I :  [лат.] / edidit M. Rostowzew. — St.-Pétersbourg : Commisionnaires de l'Académie Impériale des sciences, 1905. — IV, 24 p.
- Ростовцев М. И. Эллинистическо-римский архитектурный пейзаж. — СПб.: Тип. М. А. Александрова, 1908. — 224 с.
- Античная декоративная живопись на Юге России. СПб.: Изд. Имп. Акад. наук, 1914.
- Ростовцев М. И. Эллинство и иранство на юге России : [общие очерки]. — Петроград : Огни, 1918. — VI, [2], 190 с. (Круг знания. История).
  - Ростовцев М. И. Эллинство и иранство на юге России / [Репр. изд.]; Вступ. ст., коммент. и примеч. А. В. Арсентьева. — М.: Кн. находка, 2002. — 155, [2] с. — (Колыбель цивилизации). ISBN 5-94987-003-4.
- Ростовцев М. И. Скифия и Боспор: Критич. обозрение памятников литературных и археологических / Пред. С. Жебелёва; Рос. акад. истории материальной культуры. — Петроград: Гос. издательство, 1925. — VI, 621 с.
- Rostovtzeff M. A large estate in Egypt in the third century B. C., a study in economic history. — Madison, 1922. — xi, 209 p. — (Univ. of Wisconsin Studies; 6).
- «Социальная и экономическая история Римской империи» (Social and Economic History of the Roman Empire. London; Edinbugh, Glasgow; Copenbagen; New York; Toronto; Melbourne; Cape Town; Bombay; Calcutta; Madras; Sbangbai: Oxford Univ. Press 1926).
  - Ростовцев М. И. Общество и хозяйство в Римской империи = Gesellschaft und wirtschaft im Rӧmischen kaiserreich : [В 2-х т.] / Пер. с нем. И. П. Стребловой. — СПб.: : Наука, 2000. — Т. 1. — 398, [2] с. — ISBN 5-02-026813-5.
  - Ростовцев М. И. Общество и хозяйство в Римской империи = Gesellschaft und wirtschaft im Rӧmischen kaiserreich : [В 2-х т.] / Пер. с нем. И. С. Алексеевой и Г. В. Снежинской. — СПб.: Наука, 2001. — Т. 2. — 410, [2] с. — ISBN 5-02-026815-1.

Deferrari R. J. [Review of The Social and Economic History of the Roman Empire, by M. Rostovtzeff] :  [англ.] // The Catholic Historical Review. — 1927. — Vol. 12, no. 4 (January). — P. 695–697. — JSTOR 25012371.
Moore C. H. [Review of Social and Economic History of the Roman Empire, by M. Rostovtzeff] :  [англ.] // The American Historical Review. — 1927. — Vol. 32, no. 3 (April). — P. 562–565. — JSTOR 1837755.
Campbell L. A. Review: [The Social and Economic History of the Roman Empire by M. Rostovtzeff and P. M. Fraser] :  [англ.] // The Classical World. — 1958. — Vol. 51, no. 8 (May). — P. 242. — JSTOR 4344057.
Boren H. C. Review: [The Social and Economic History of the Roman Empire by M. I.Rostovtzeff] :  [англ.] // The Classical Journal. — 1959. — Vol. 54, no. 7, № 04. — P. 326—329. — JSTOR 3293933.
Bowersock G. W. «The Social and Economic History of the Roman Empire» by Michael Ivanovitch Rostovtzeff :  [англ.] // Daedalus. — 1974. — Vol. 103, no. 1, Twentieth-Century Classics Revisited. — P. 15—23. — JSTOR 20024182.
- Rostovzeff M. Caravan cities / Tr. by D. & T. Talbot Rice. — Oxford : The Clarendon press, 1932. — xiv, 232 p.
- «Социальная и экономическая история эллинистического мира» (A Social and Economic History of the Hellenistic World. Oxford ; New York: Clarendon Press 1941, xxiii, 1779 p. Volume 1; Volume 2; Volume 3)
Laistner M. L. W. Review: [The Social and Economic History of the Hellenistic World by Michael Rostovtzeff] :  [англ.] // The American Economic Review. — 1942. — Vol. 42, no. 3, part 1 (September). — P. 571—578. — JSTOR 1803970.
Hammer J. Review: [The Social and Economic History of the Hellensitic World by M. Rostovteff] // The Journal of Economic History. — 1943. — Vol. 43, no. 1. — P. 70—81. — JSTOR 2113423.
Heichelheim F. M. Professor Rostovtzeff’s History of the Hellenistic World. [Review of The Social and Economic History of the Hellenistic World., by M. Rostovtzeff] // The Economic Journal. — 1942. — Vol. 52, no. 205. — P. 59–61. — JSTOR 2225702.
Lewis N. [Review of The Social and Economic History of the Hellenistic World, by M. Rostovtzeff] // The Classical Weekly. — 1943. — Vol. 36, no. 16. — P. 187–192. — JSTOR 4341662.
- The Excavations at Dura-Europos, preliminary report… Conducted by Yale University and the French Academy of Inscriptions and Letters / Edited by P. V. C. Baur and M. I. Rostovtzeff, with a preface by James Rowland Angell. — New Haven, Yale University Press; London, H. Milford, Oxford University Press, 1929—1952. — 9 v. in 10. (Vols. 3—4 edited by P. V. C. Baur, M. I. Rostovtzeff, and A. R. Bellinger; vols. 5—9 edited by M. I. Rostovtzeff et al.).
A. C. [Review of The excavations at Dura-Europos, by P. V. C. Baur & M. J. Rostovtzeff] // Aegyptus. — 1932. — Vol. 12, no. 4. — P. 389. — JSTOR 41214932.
Brady T. A. [Review of The Excavations at Dura-Europos Conducted by Yale University and the French Academy of Inscriptions and Letters, by M. I. Rostovtzeff] // The Classical Journal. — 1936. — Vol. 31, no. 4. — P. 259–260. — JSTOR 3290983.
Fowler H. N. [Review of The Excavations at Dura-Europos: Preliminary Report of Sixth Season of Work, October, 1932 — March 1933, by M. I. Rostovtzeff, A. R. Bellinger, C. Hopkins, & C. B. Welles] // The American Historical Review. — 1937. — Vol. 42, no. 4. — P. 720—721. — JSTOR 1839464.
Robinson D. M. [Review of The Excavations at Dura-Europos, Conducted by Yale University and the French Academy of Inscriptions and Letters; The Greek and Roman Pottery; The Bronze Objects; The Coins, by M. I. Rostovtzeff, et al, D. H. Cox, T. G. Frisch, N. P. Toll, & A. R. Bellinger] // The American Historical Review. — 1950. — Vol. 55, no. 3. — P. 572—574. — JSTOR 1843504.
- Ростовцев М. И. Юг России и Китай — два центра развития звериного стиля [1921] / Предисл. Г. М. Бонгард-Левина // Вестник древней истории. — 2001. — № 2 (237). — С. 180—200.
- Ростовцев М. И. Политические статьи / Перевод, вступительные статьи, составление, комментарии: К. А. Аветисян. — СПб : Наука, 2002. — 206 с. — (Из наследия М. И. Ростовцева). — ISBN 5-02-026829-1.
- Ростовцев М. И. Избранные публицистические статьи, 1906—1923 / подгот. текста, предисл., коммент. и биогр. словарь И. В. Тункиной; Российская акад. наук, Санкт-Петербургский архив РАН. — М. : Росспэн, 2002. — 192 с. — ISBN 5-8243-0338-X.
- Ростовцев М. И. Miscellanea : из журн. Рус. зарубежья, 1920—1939. — СПб. : Филол. фак. С.-Петерб. гос. ун-та, 2004. — 311 с. — ISBN 5-8465-0128-1.
- Ростовцев М. И. Караванные города / под редакцией К. А. Аветисян. — СПб. : Факультет филологии и искусств Санкт-Петербургского государственного университета : Нестор-История, 2010. — 214 с. — (Историческая библиотека). — ISBN 978-5-8465-1001-2.

### Комментарии
1. ↑  С. М. Кульчицкая была студенткой Ростовцева на Высших женских курсах. Она происходила из полонизированной части родовитого украинского шляхетского рода[38]: далёкие предки участвовали в освобождении Вены от турок, в честь чего в австрийской столице существует улица Kolschitzkygasse. Отец — Михаил Францевич Кульчицкий (1844—1924) — начинал карьеру нотариуса и юриста в Нижнем Новгороде, мать происходила из семейства Богатуровых. Софья Михайловна переехала в Петербург в 1898 году ради поступления на Бестужевские курсы. Ей посвящена магистерская работа её будущего мужа[39]. Софья Михайловна сама являлась интеллектуалом, профессионально занималась искусствоведением. Для «Нового энциклопедического словаря» Брокгауза и Ефрона написала статьи о Н. Н. Ге (т. ХII); К. А. Коровине, С. А. Коровине (т. ХХII); Е. Е. Лансере, И. И. Левитане (т. ХХIV)[40][41].
2. ↑  В период 1903—1913 годов Ростовцев принял участие в шести международных научных конгрессах[42].
3. ↑  До архивных открытий обстоятельства отъезда Ростовцева в Европу располагали к мистификациям. Арнальдо Момильяно и Маринус Вес пересказывали слух, что супругам Ростовцевым пришлось переходить границу Финляндии по тропам контрабандистов «в компании коровы». М. Вес так и не смог установить ни точной даты, ни маршрута отъезда, хотя и признавал, что он был легальным[67]. Немецкая исследовательница Надежда Фихтнер считала, что Ростовцевы вовремя покинули Петроград: летом 1918 года в городе отмечена вспышка холеры, от которой умер коллега Михаила Ивановича по Бестужевским курсам Николай Сергеевич Карцов. После начала красного террора (в связи с убийством Урицкого) открытый антисоветчик Ростовцев, несомненно, мог оказаться заложником или показательной жертвой[68].
4. ↑  Из переписки также известно, что профессор ненадолго посетил и Норвегию: его заинтересовал Музей кораблей викингов; сохранилась его заметка о работе с музейными фондами[70].
5. ↑  М. Ф. Кульчицкий оказался на попечении племянников. В 1920 году он переехал к дочери и зятю в Мэдисон, где и скончался в середине декабря 1924 года[75]
6. ↑  Советская делегация включала тогда «десант» марксистов во главе с М. Н. Покровским, избранным в президиум Конгресса, с участием В. В. Адоратского и В. П. Волгина. Были командированы, но не поехали Е. В. Тарле и М. С. Грушевский, только что избранный академиком. Из-за участия Ростовцева (от США), Ф. Ф. Зелинского (от Польши), и других эмигрировавших дореволюционных академиков, конгресс приобрёл характер политической конфронтации. Интервью Ростовцева с выпадами против Покровского упоминалось в резолюции Института марксизма Коммунистической академии[86].
7. ↑  Посмертно М. И. Ростовцев и одновременно с ним исключённый из академии П. Б. Струве были восстановлены в членстве постановлением Общего собрания АН СССР №17 от 22 марта 1990 года[88].
8. ↑  Жалованье Ростовцева увеличивалось до 6000 долларов в год; У. Уэстерман в Корнеллском университете в тот же учебный год получал жалованье в 4000 долларов[96].
9. ↑  А. В. Тырковой-Вильямс он саркастически писал: «одна из главных задач теперешних демократических университетов с coeducation — это дать молодым людям приятный state, дать им have good time, а, кстати, и возможность найти good cook wife. При этом некоторое количество знаний, нужных для будущей профессии, причём разницы между degree в housekeeping, agriculture, деланием мороженого (и такой департамент у нас есть) и настоящей наукой никакой не делается. Да и по правде сказать, настоящая наука — это здесь только слова. Всё это сводится к самым элементарным знаниям в области математики, естественных наук, истории и литературы[97]».
10. ↑  «Мы также знали, что он был человеком огромной физической силы и исключительной памяти, вспыльчивым и эгоистичным, способным читать лекции на шести различных языках и ругаться на ещё большем их количестве»[103].
11. ↑  По свидетельству В. Н. Муромцевой, Ростовцев особенно гордился совершенным знанием итальянского языка. Излюбленной шуткой был розыгрыш местных жителей, когда Михаил Иванович предлагал определить, откуда он родом, попеременно используя северные и южные акценты, и все необходимые диалектизмы. Неверие итальянцев в его русское происхождение очень забавляло учёного[104].
12. ↑  В августе 1928 года М. И. Ростовцев принимал участие в VI Международном конгрессе историков в Осло, во второй раз посетив Норвегию. Он познакомился с папирологической коллекцией университета, и, по крайней мере до 1935 года, переписывался с ведущим норвежским антиковедом С. Айтремом. После окончания конгресса русский учёный провёл в Университете Осло несколько лекций для специалистов, посвящённых проблемам звериного стиля[112].
13. ↑  Утверждённый на три года бюджет экспедиции включал 22 900 долларов (584 715 франков) на первый сезон, и по 21 000 долларов (535 500 франков) на каждый из двух последующих лет. Пилле получал 3000 долларов в год, а лично Ростовцев 10 000 долларов (чеком и аккредитивом) для организации работ[117].
14. ↑  Судя по переписке с Ф. Кюмоном, весной 1936 года Ростовцевы совершили круиз по Карибскому морю[136].
15. ↑  Впрочем, антиковед Уильям Калдер III сетовал, что Ростовцев, «показавший американцам, как надо вести дела [в академическом менеджменте], напугал большинство из них», поэтому так и не удостоился Сатеровской профессорской стипендии[англ.] «или хотя бы кафедры в Йеле»[4].
16. ↑  Ростовцеву предлагалось, начиная с 1 сентября 1939 года, занять ставку «Университетского профессора», не обязанного преподавать и подчинённого лично президенту университета. Жалованье должно было составлять 12 000 долларов в год, не считая переменной суммы исследовательского фонда, которая на первый год должна была составлять 6000 долларов. Так как в Гарварде обязательным считалось увольнение по достижении 75-летнего возраста, Ростовцеву гарантировалось восемь лет оплачиваемого труда[143].
17. ↑  Кроме того, с 1 декабря 1931 года М. И. Ростовцев являлся иностранным членом Королевской Шведской академии истории и древностей[150].
18. ↑  В переписке А. А. Васильева с С. М. Ростовцевой упоминается о серьёзном заболевании Михаила Ивановича в ноябре 1944 года, потребовавшем оперативного вмешательства и долгого восстановительного периода[158]. В письме Софии Ростовцевой Б. Уэллсу от 25 июня 1951 года упоминается о длительной госпитализации Михаила Ивановича из-за оторвавшегося тромба, грозившего повторением. За несколько лет до этого был подготовлен рукописный вариант автобиографии на английском языке, где упоминается избрание в Академию деи Линчеи (сообщение об этом пришло в Нью-Хейвен 2 декабря 1947 года). Текст написан почти неразборчивым почерком, содержит множественные фактические ошибки, слова нередко вписаны в английский текст по-русски, изложение постоянно сбивается с третьего на первое лицо[159].
19. ↑  В 1920-е годы М. И. Ростовцев ещё не был в состоянии писать объёмные научные тексты по-английски. Двухтомная «История древнего мира», вышедшая в Оксфорде в 1926—1927 годах, была переведена Дж. Даффом, а две главы для седьмого тома «Кембриджской древней истории», написанные в 1926 года, перевёл Э. Х. Миннз. Рукописная основа этих глав сохранилась в Йельском архиве Ростовцева[222].
20. ↑  Профессор Нью-Йоркского университета Нафтали Льюис в рецензии на SEHHW отмечал, что Ростовцев сделался осторожнее в употреблении терминов «капиталист» и «капиталистический», а также пояснял, что именно имеет в виду под «буржуазией» и «пролетариатом»[226].

### Библиографии. Справочно-энциклопедические издания
- Иванян Э. А. Энциклопедия российско-американских отношений. XVIII—XX века. — М. : Международные отношения, 2001. — С. 457. — 696 с. — ISBN 5-7133-1045-0.
- Кузищин В. И. Ростовцев Михаил Иванович // Большая советская энциклопедия : [в 30 т.] / гл. ред. А. М. Прохоров. — 3-е изд. — М. : Советская энциклопедия, 1975. — Т. 22: Ремень—Сафи. — С. 319. — 627 с. — Стб. 945.
- Кузищин В. И. Ростовцев Михаил Иванович // Советская историческая энциклопедия / гл. ред. Е. М. Жуков. — М. : Советская энциклопедия, 1969. — Т. 12: Репарации—Славяне. — С. 218—219. — 976 с.
- Маккавеев Н. А. Ростовцев Михаил Иванович // Большая российская энциклопедия. В 35 томах / Науч.-ред. совет: Ю. С. Осипов (пред.) [и др.]; Отв. ред. С. Л. Кравец. — М. : Большая российская энциклопедия, 2015. — Т. 28 : Пустырник — Румчерод. — С. 703—704. — 766 с. — ISBN 978-5-85270-365-1.
- Сидорчук И. В., Ростовцев Е. А. Ростовцев Михаил Иванович. Биографика СПбГУ. Санкт-Петербургский государственный университет. Дата обращения: 11 января 2024.
- Скржинська М. В. Ростовцев Михаїл Іванович // Енциклопедія історії України: У 10 т. :  [укр.] / Редкол.: В. А. Смолій (голова) та ін. — Київ : Наукова думка, 2012. — Т. 9: Прил—С. — С. 341. — 955 с. — ISBN 978-966-00-1290-5.
- Calder, William M. III[нем.]. Rostovtzeff, Michael (Mikhail Ivanovich Rostovcev). Database of Classical Scholars. Rutgers, The State University of New Jersey. Дата обращения: 15 января 2024.
- Fears J. R. M. Rostovtzeff // Classical scholarship : a biographical encyclopedia / edited by Ward W. Briggs and William M. Calder III. — New York and London : Garland Publishing, Inc., 1990. — P. 405—418. — xxiv, 534 p. — (Garland reference library of the humanities ; voi. 928). — ISBN 0-8240-8448-9.
- Gilliam J. F. Addenda to the Bibliography of M. I. Rostovtzeff // Historia: Zeitschrift für Alte Geschichte. — 1987. — Vol. 36, no. 1. — P. 1—8. — JSTOR 4435989.
- Welles C. B. Bibliography: M. Rostovtzeff :  [англ.] // Historia: Zeitschrift für Alte Geschichte. — 1956. — Vol. 5, no. 3 (September). — P. 358—381. — JSTOR 4434498.

### Воспоминания и некрологи
- Анциферов Н. П. Из дум о былом: Воспоминания / Вступительная статья, составление, примечания и аннотированный указатель имён А. И. Добкина. — М. : Феникс: Культурная инициатива, 1992. — 512 с. — ISBN 5-85042-060-6.
- Тыркова-Вильямс А. Михаил Иванович Ростовцев // Новое русское слово. — 1952. — Т. XLII, № 14799 (2 ноября). — С. 2.
- Momigliano A. In memoria di Michele Rostovtzeff (1870—1952) :  [итал.] // Rivista storica italiana. — 1953. — Vol. 65, no. 4. — P. 481—495.
  - Момильяно А. М. И. Ростовцев : Вступ. ст. и пер. С. Б. Криха // Мир историка: историографический сборник. — 2005. — Вып. 1. — С. 430—455.
- Weidner E. Dem Gedächtnis der Toten. Michael Rostovtzeff (9 November 1870 bis 20 Oktober 1952) :  [нем.] // Archiv für Orientforschung. — 1952. — Bd. 16. — S. 392—393. — JSTOR 41635825.

### Диссертации
- Алипов П. А. М. И. Ростовцев — историк Древнего Рима: доэмигрантский этап научного творчества: диссертация …кандидата исторических наук: 07.00.09 : Место защиты: Рос. гос. гуманитар. ун-т (РГГУ). — Москва, 2010. — 252 с.
- Захаров О. И. Российские постреволюционные историки-эмигранты в США: проблемы научной и бытовой адаптации: диссертация …кандидата исторических наук: 07.00.02 : Место защиты: Ур. федер. ун-т имени первого Президента России Б. Н. Ельцина. — Москва, 2016. — 261 с.
- Крих С. Б. Концепция кризиса III века в Римской Империи в творчестве М. И. Ростовцева: диссертация …кандидата исторических наук: 07.00.09. — Омск, 2004. — 234 с.

### Монографии и статьи
- Алипов П. А. Труды М. И. Ростовцева по истории древнего Рима в оценках англо-американской историографии конца 50-х — 70-х годов XX века // Вестник Пермского университета. Политология. История. — 2009. — Вып. 1 (8). — С. 86—91.
- Алипов П. А. Историк М. И. Ростовцев: научный успех эмигранта // Новый исторический вестник. — 2009. — № 1 (19). — С. 128—133.
- Болгов Н. Н. Закат античного Боспора : Очерки истории Боспор. государства позднеантич. времени (IV—V вв.) : Монография : Белгор. гос. пед. ун-т им. М. С. Ольминского, Белгор. отд-ние Рос. ассоц. антиковедов. — Белгород : Изд-во БГПУ, 1996. — 165 с.
- Болгов Н. Н. Культурный континуитет в Северном Причерноморье IV—VI вв. : Монография : Нижегород. гос. ун-т им. Н. И. Лобачевского. — Н. Новгород : Изд-во Нижегород. госуниверситета, 2002. — 149, [1] с. — ISBN 5-85746-702-0.
- Захаров О. И. Стратегии интеграции русских историков- эмигрантов в американское научное сообщество на примере М. И. Ростовцева // Мир историка : Историографический сборник. — 2013. — Вып. 8. — С. 38—53.
- Крих С. М. И. Ростовцев: быть в образе и быть образом. Новое литературное обозрение, 2009, №1. Журнальный зал. Дата обращения: 12 января 2024.
- Махлаюк А. В. Образ Римской империи в трудах Михаила Ивановича Ростовцева // Вестник Санкт-Петербургского университета. История. — 2022. — Т. 67, вып. 1. — С. 207—227. — doi:10.21638/11701/spbu02.2022.114.
- Парфянский выстрел = Parthian shot / Под общ. ред.  Г. М. Бонгард-Левина, Ю. Н. Литвиненко. — М. : РОССПЭН, 2003. — 759 с. — ISBN 5-8243-0375-4.
- Скифия и Боспор: Археологические материалы к конференции памяти академика М. И. Ростовцева / Отв. ред. М. Ю. Вахтина. — Новочеркасск : Новочеркасский музей истории донского казачества, 1989. — 133 с.
- Скифский роман : Scuthial novel / Под ред. Г. М. Бонгард-Левина. — М : Росспэн, 1997. — 623 с. — ISBN 5-86004-104-7.
  - Лебедев Г.С. «Скифский роман» и его герой: М. И. Ростовцев и его место в отечественной исторической науке // Вестник древней истории,. — 2003. — № 2. — С. 171—185.
- Соболев В. С. Академик М. И. Ростовцев о взаимоотношениях государственной власти с наукой. Неизвестная статья 1917 г. // Вестник Российской академии наук. — 2023. — Т. 93, № 2. — С. 191—195. — doi:10.31857/S0869587323030118.
- Тесля А. А. Русская революция и вопрос о культуре в трактате «Общество и хозяйство в Римской империи» Михаила Ростовцева // Тетради по консерватизму. — 2023. — № 2. — С. 305—314. — doi:10.24030/24092517-2023-0-2-305-314.
- Тункина И. В. М. И. Ростовцев на перекрёстке между русской и немецкой классической археологией до Первой мировой войны // Вопросы древней истории, филологии, искусства и материальной культуры. — 2015. — Вып. IV. — С. 231—262.
- Фролов Э. Д. Русская наука об античности : историографические очерки. — СПб. : Гуманитарная акад., 2006. — 604 с. — (Studia classica; Отечественные исследования по античной и средневековой истории). — ISBN 5-93762-051-8.
- Хайнен Х. Эллинистический Египет в трудах М. И. Ростовцев // Вестник древней истории. — 1992. — № 2. — С. 163—179.
- Чибиров А. Л. Иранство как предчувствие: Вопросы иранистики в трудах М. И. Ростовцева. — Владикавказ : СОИГСИ ВНЦ РАН, 2016. — 174 с. — ISBN 978-5-00081-124-5.
- Чибиров А. Л. М. И. Ростовцев: «буржуазная» археология в отражении советской действительности // Вестник Владикавказского научного центра. — 2020. — Т. 20, № 1. — С. 11—13. — doi:10.23671/VNC.2020.1.56941.
- Dow S. The Social and Economic History of the Roman Empire: Rostovtzeff's Classic After Thirty-Three Years :  [англ.] // The American Historical Review. — 1960. — Vol. 65, no. 3 (April). — P. 544—553. — JSTOR 1849621.
- Fichtner N. Der Althistoriker Michail Rostovtzeff : Wissenschaft und Politik im vorrevolutionären und bolschewistischen Russland (1890—1918) :  [нем.]. — Wiesbaden : Harrassowitz Verlag, 2020. — X, 367 S. — (Philippika. Marburger altertumskundliche Abhandlungen; 142). — ISBN 978-3-447-11450-9.
- Habicht C. Rostovtzeffs Sozial- und Wirtschaftsgeschichte des Hellenismus :  [нем.] // Vierteljahrschrift für Sozial- und Wirtschaftsgeschichte. — 1959. — Bd. 46, H. 2 (Juni). — S. 232—247. — JSTOR 20728295.
- Kreucher G. Neue Briefe über das Verhältnis Michael Rostovtzeffs und der deutschen Wissenschaft :  [нем.] // Historia: Zeitschrift für Alte Geschichte. — 2003. — Vol. 51, no. 1. — P. 95—121. — JSTOR 4436679.
- Marcone A. Pietroburgo — Roma — Berlino: L'Incontro di M. I. Rostovtzeff con l'Altertumswissenschaft tedesca :  [итал.] // Historia: Zeitschrift für Alte Geschichte. — 1992. — Vol. 41, no. 1. — P. 1—13. — JSTOR 4436221.
- Marcone A. La storia di una riedizione difficile: la «Social and Economic History of the Roman Empire» di M. Rostovtzeff :  [итал.] // Historia: Zeitschrift für Alte Geschichte. — 2001. — Vol. 50, no. 3. — P. 357—373.
- Michelotto P. G. Sette lettere inedite di Mikhail I. Rostovtzeff a Vittorio Macchioro (1910—1913) :  [итал.] // «LANX» Studi per Maria Teresa Grassi. — 2021. — No. numero speciale. — P. 71—105.
- Millar F. The World of The Golden Ass // The Journal of Roman Studies. — 1981. — Vol. 71. — P. 63—75. — JSTOR 299497.
- Reinhold M. Historian of the Classic World: A Critique of Rostovtzeff :  [англ.] // Science & Society. — 1946. — Vol. 10, no. 4. — P. 361—391. — JSTOR 40399791.
- Shaw B. D. Under Russian Eyes // Journal of Roman Studies. — 1992. — Vol. 82. — P. 216–228.
- Wes M. A.[нидерл.]. The Russian Background of the Young Michael Rostovtzeff :  [англ.] // Historia: Zeitschrift für Alte Geschichte. — 1988. — Vol. 37, no. 2. — P. 207—221.
- Wes M. A. Michael Rostovtzeff, Historian in Exile: Russian Roots in an American Context :  [англ.]. — Stuttgart : Franz Steiner, 1990. — xxxi, 106 p. — (Historia. Einzelschriften; Heft 65). — ISBN 3515056645.
- Wes M. A. The Correspondence between Rostovtzeff and Westermann. A Note on Gaetano de Sanctis :  [англ.] // Historia: Zeitschrift für Alte Geschichte. — 1993. — Vol. 42, no. 1. — P. 125—128. — JSTOR 4436278.